# Luxemburgo
Luxemburgo, denominado oficialmente Gran Ducado de Luxemburgo (en luxemburgués, Groussherzogtum Lëtzebuerg; en francés, Grand-Duché de Luxembourg; en alemán: Großherzogtum Luxemburg, pronunciación: /ˈɡʁoːshɛʁt͡soːktuːm ˈlʊksəmbʊʁk/ⓘ), es uno de los veintisiete Estados soberanos que forman la Unión Europea. Se trata de un Estado sin litoral, rodeado por Alemania, Bélgica y Francia. Luxemburgo cuenta con una población de 660 809 habitantes sobre un área de 2586 km².
El gobierno de Luxemburgo es una monarquía constitucional parlamentaria unitaria, siendo el único gran ducado soberano en la actualidad. El Estado tiene una economía altamente desarrollada, disfrutando de un producto interior bruto per cápita de los más altos del mundo, de acuerdo con el Banco Mundial y el Fondo Monetario Internacional.
Luxemburgo es miembro de la Unión Europea, la Organización del Tratado del Atlántico Norte, la Organización para la Cooperación y el Desarrollo Económico, las Naciones Unidas y el Benelux, reflejando la orientación política a favor de la integración económica, política y militar. Su capital, Luxemburgo, es sede de numerosas instituciones y agencias de la Unión Europea.
Luxemburgo posee culturas y tradiciones diversas por encontrarse entre la Europa romana y la Europa germánica. El país tiene tres lenguas oficiales: luxemburgués, francés y alemán. La localidad de Schengen, que dio su nombre al espacio de Schengen, está ubicada en Luxemburgo.

## Historia

### Edad Antigua y Medieval
El territorio que actualmente ocupa el gran ducado fue originalmente poblado por los tréveros, una tribu de origen belga. Ellos habitaron la región hasta el año de la conquista romana en 53 a. C. Alrededor del siglo V, durante la Edad Media, los francos se apoderaron de este territorio que más adelante pasó a formar parte de otros reinos, como Austrasia (en el noreste del reino franco), Lotaringia y, por último, el Sacro Imperio Romano Germánico.
Aunque la historia luxemburguesa documentada se remonta a los tiempos de los romanos, se considera que comienza de forma propiamente dicha en el año 963 con la adquisición de Lucilinburhuc (actualmente el Castillo de Luxemburgo) por Sigfrido, conde de las Ardenas. En el siglo XIV los emperadores germánicos lo convirtieron en ducado y en 1441 fue incorporado al Estado borgoñón.

### Edad Moderna
Recibido en herencia por el emperador Carlos V y transmitido a su hijo Felipe II en 1555, permaneció en manos de España hasta 1714 en que, por el tratado de Rastatt, fue cedido a la línea austriaca de la dinastía de Luxemburgo.

### Edad Contemporánea

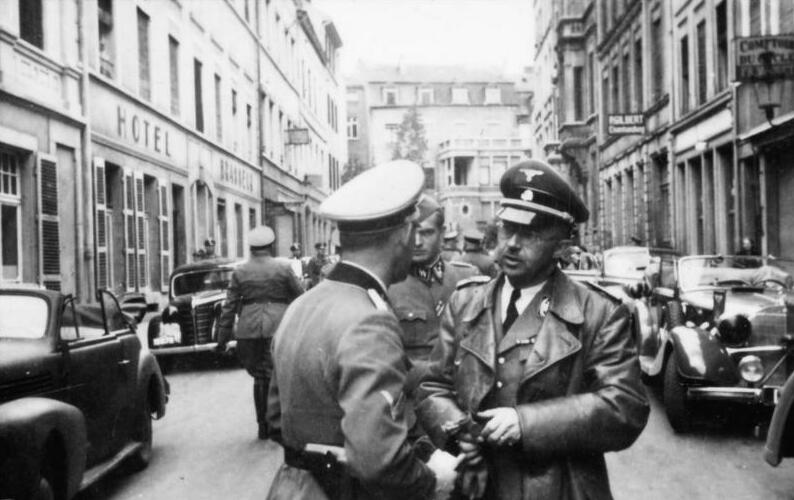
Heinrich Himmler visitando Luxemburgo en 1940. En las dos guerras mundiales fue invadida por Alemania.

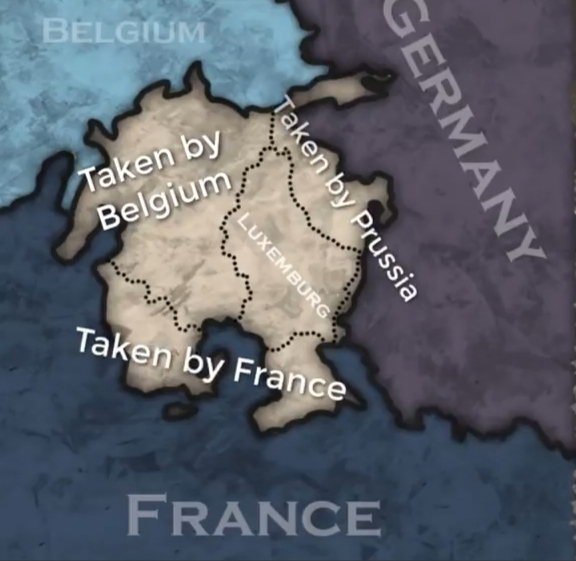
División del territorio de Luxemburgo después de la independencia belga

En 1795 fue conquistado por la Francia revolucionaria, pero tras la derrota napoleónica y el Tratado de París de 1815, quedó bajo administración (unión personal) del rey de los Países Bajos, que lo erigió en Gran Ducado. El tratado también dividió Luxemburgo, que ya había sido dividido en 1659 y volvería a serlo también en 1839, quedando bajo soberanía de Bélgica y los Países Bajos. Aunque estos tratados redujeron gran parte de su territorio, al mismo tiempo incrementaron su independencia, lo que se confirmó después de la Crisis de Luxemburgo en 1867. El tratado de Londres de 1867 lo declaró estado neutral, siendo gobernado desde 1890 por los descendientes de Adolfo de Nassau.
Fue ocupado por Alemania durante la Primera Guerra Mundial. Terminada esta, un referéndum celebrado en 1919 apoyó la restauración de la monarquía de los Nassau. En 1940 fue ocupado por Hitler. Tras la Segunda Guerra Mundial, Luxemburgo concertó un pacto con Bélgica y Países Bajos, con los que formó el Benelux (1947). En 1949 se adhirió a la OTAN y en los años 50 fue uno de los Estados fundadores de las Comunidades Europeas. Con el tiempo, se ha convertido en uno de los países más ricos de estas, con un gran crecimiento en el sector de los servicios financieros, facilitado por la estabilidad política y la integración europea. Desde los inicios en 1999 forma parte de la Unión Monetaria Europea. Los principales partidos son el cristiano-social y el socialista.

### Luxemburgo y la Unión Europea
En su condición de miembro fundador y gracias a su ubicación geográfica central dentro de la Unión Europea, Luxemburgo ha acogido la sede de dos instituciones de la Unión: el Tribunal de Justicia de la Unión Europea y el Tribunal de Cuentas Europeo. Asimismo es sede de órganos como el Banco Europeo de Inversiones, además de la Secretaría General del Parlamento Europeo.

## Gobierno y política

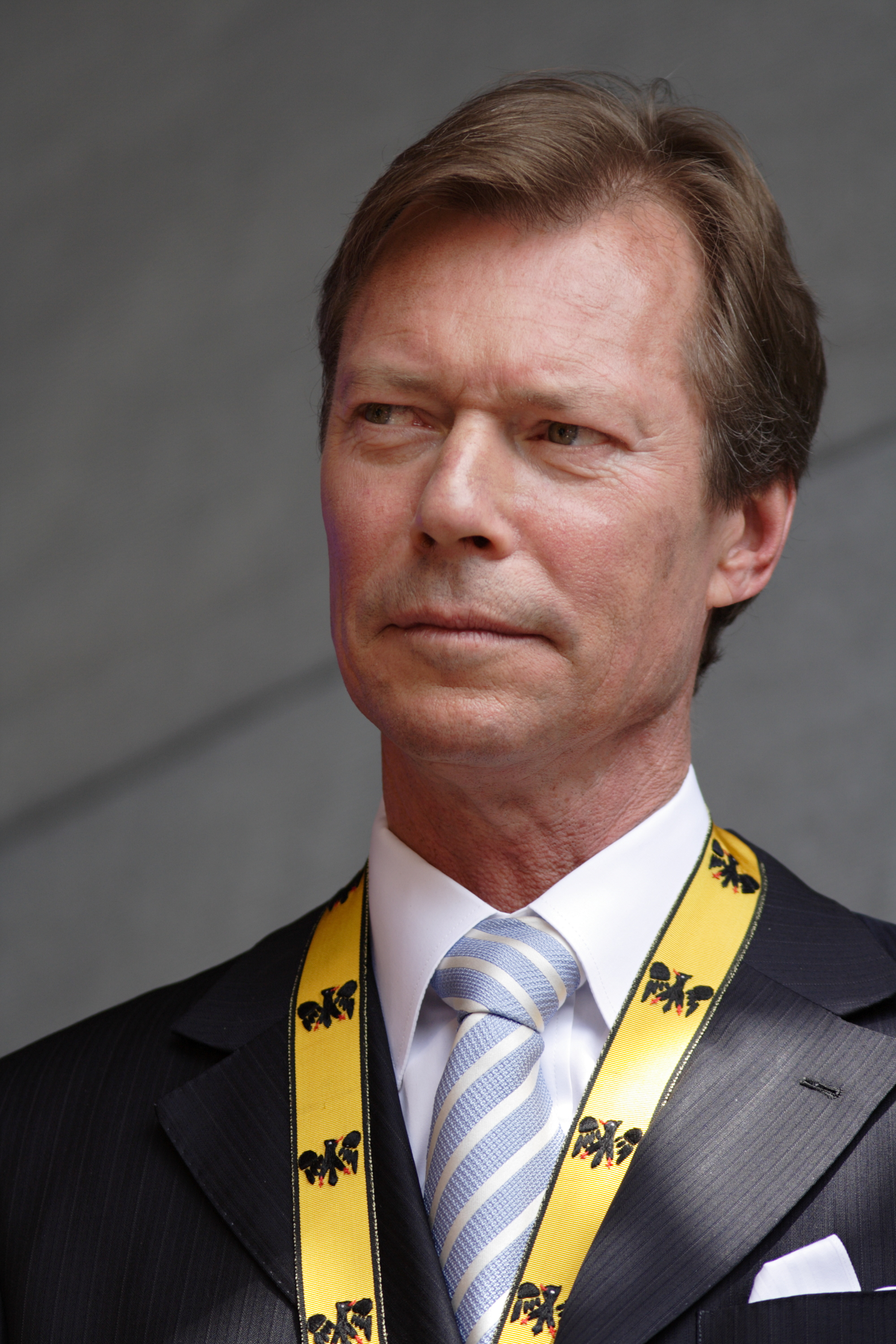
S. A. R. el gran duque Enrique de Nassau-Weilburg.

El Gran Ducado de Luxemburgo es una monarquía constitucional. Bajo la constitución de 1868, los poderes ejecutivos recaen sobre el gran duque y su gabinete, que consta de varios ministros dirigidos por un primer ministro. El gran duque tiene el poder de disolver el parlamento y convocar elecciones para elegir uno nuevo.
El poder legislativo reside en la Cámara de los Diputados, elegidos por sufragio directo cada cinco años. Una segunda cámara, el Consejo de Estado (Conseil d'État), compuesto de 21 ciudadanos corrientes designados por el gran duque, asesoran a la Cámara de los Diputados en la elaboración de la legislación.
Ver: Referéndum sobre la Constitución Europea en Luxemburgo

### Jefe de Estado
El artículo 3 de la actual Constitución del Gran Ducado de Luxemburgo establece: «La Corona del Gran Ducado es hereditaria en la familia Nassau, de conformidad con el Tratado de 30 de junio de 1783, el artículo 71 del Tratado de Viena de 9 de junio de 1815 y el Tratado de Londres de 11 de mayo de 1867».
El Tratado del 30 de junio de 1783 es el Tratado de Herencia de los Nassau, por el que el Gran Ducado de Luxemburgo se hereda en cada una de las familias Nassau hasta el día de hoy.
El jefe de Estado y Gran Duque de Luxemburgo desde el 7 de octubre de 2000 es Enrique de Nassau Está casado con María Teresa. Formalmente, el Gran Duque tiene amplios poderes ejecutivos y legislativos; nombra y destituye al gobierno, ejecuta todas las leyes, pero de hecho desempeña casi exclusivamente funciones de representación. El Gran Duque no es partidista. Todavía no ha hecho uso de su derecho a disolver la Cámara de Diputados (Parlamento). No puede publicar sus propias proclamas sin el consentimiento del gobierno luxemburgués.
En 2008, Enrique se negó a firmar una ley sobre la eutanasia. Para resolver rápidamente la crisis del Estado, el Gran Duque fue liberado de las leyes sancionadoras mediante una enmienda constitucional. Desde entonces, su papel se ha limitado a «promulgar» leyes. Según el abogado constitucionalista Francis Delpérée, el gran duque sólo habría tenido la facultad de impedir la entrada en vigor de una ley con el consentimiento de un miembro del Gobierno. Recientemente, el tribunal del gran ducado, y en particular la gran duquesa María Teresa, ha sido objeto de críticas porque, según el informe de un investigador especial designado por el Gobierno luxemburgués, se consideró que las circunstancias financieras y la política de personal del tribunal no estaban reguladas ni eran transparentes.

### Gobierno y Consejo de Estado
El poder ejecutivo es ejercido por el Gran Duque y el Gobierno. El Gobierno está compuesto por el primer ministro, que ostenta el título tradicional de Ministro de Estado, quince Ministros y tres Secretarios de Estado.
Desde el 4 de diciembre de 2013, Xavier Bettel, del Partido Democrático (DP), es ministro de Estado y primer ministro. Lidera una coalición de su PD con el LSAP y los Verdes. Jean Asselborn (LSAP) es ministro de Asuntos Exteriores, Pierre Gramegna (DP) Ministro de Finanzas. .
El Consejo de Estado de Luxemburgo es un órgano consultivo compuesto por 21 miembros. El procedimiento de nombramiento no está regulado en la Constitución, sino sólo en una ley. El Consejo de Estado participa en el proceso legislativo. Su oposición formal a los proyectos de ley tiene un efecto suspensivo limitado a tres meses. Christophe Schiltz está al frente de este desde 2021.

### Parlamento

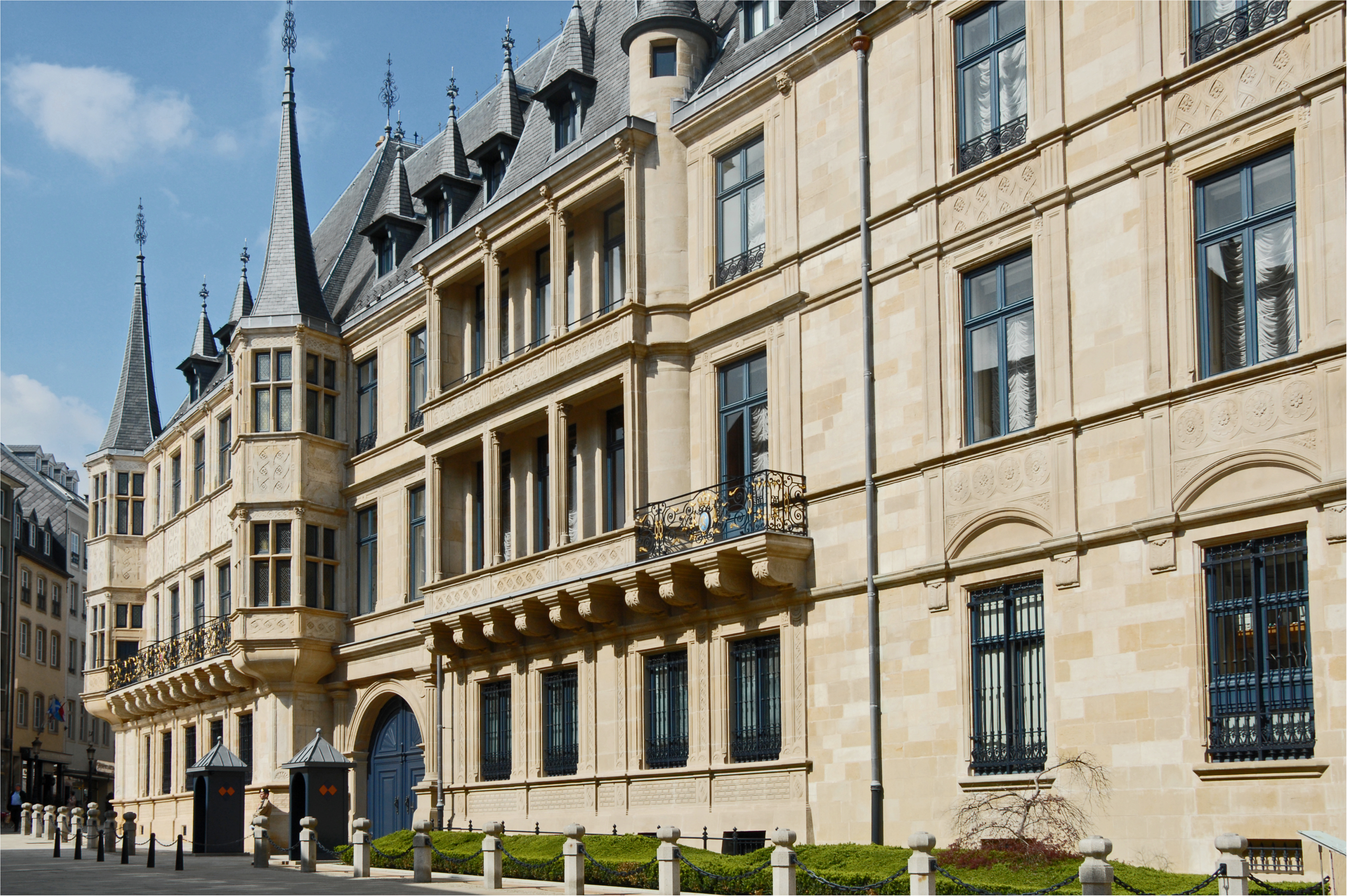
Palacio Granducal de la Ciudad de Luxemburgo.

La Cámara de Diputados (Chambre des Députés, en luxemburgués «Chamber») tiene 60 escaños. Su presidente es actualmente Fernand Etgen (DP). Los diputados son nombrados en elecciones nacionales por un periodo de cinco años. 
La función de la Cámara es proponer leyes en el marco del proceso legislativo y debatirlas (así como los proyectos legislativos del Gobierno) para posteriormente aprobarlas o rechazarlas. Tanto el Gobierno como cualquier diputado pueden proponer nuevas leyes.
Las propuestas del Gobierno se denominan «Projet de loi», las de los diputados «Proposition de loi». Una vez presentada la propuesta, se remite a la comisión parlamentaria correspondiente, donde se examina. Cada proyecto de ley debe ser aprobado también por el Consejo de Estado. En el caso de algunas leyes, también hay que pedir la opinión de otros organismos, como las cámaras profesionales. Finalmente, se puede debatir y votar en sesión plenaria. En teoría, cada ley debe votarse dos veces (una segunda vez al menos 3 meses después de la primera votación), pero la Cámara puede concederse la dispensa de una segunda votación si el Consejo de Estado lo reconoce. Una ley suele entrar en vigor tres días después de la publicación del texto en el «Mémorial», publicación en la que se hacen públicos todos los textos legislativos.
Además de su función legislativa, la Cámara se encarga de supervisar al Gobierno. Supervisa las finanzas del gobierno, puede investigar, hacer preguntas a los ministros, interpelarles en la Cámara, pedirles que tomen determinadas medidas y acusar a los ministros de abuso de poder.
Además, en el Parlamento se celebran debates sobre cuestiones generales importantes.
En el ámbito internacional, la Cámara se encarga de ratificar los acuerdos internacionales. Sólo cuando la Cámara aprueba un acuerdo internacional es legalmente vinculante. La Cámara también es parcialmente responsable de los contactos con el extranjero y está representada en muchas comisiones parlamentarias internacionales.

### Elecciones

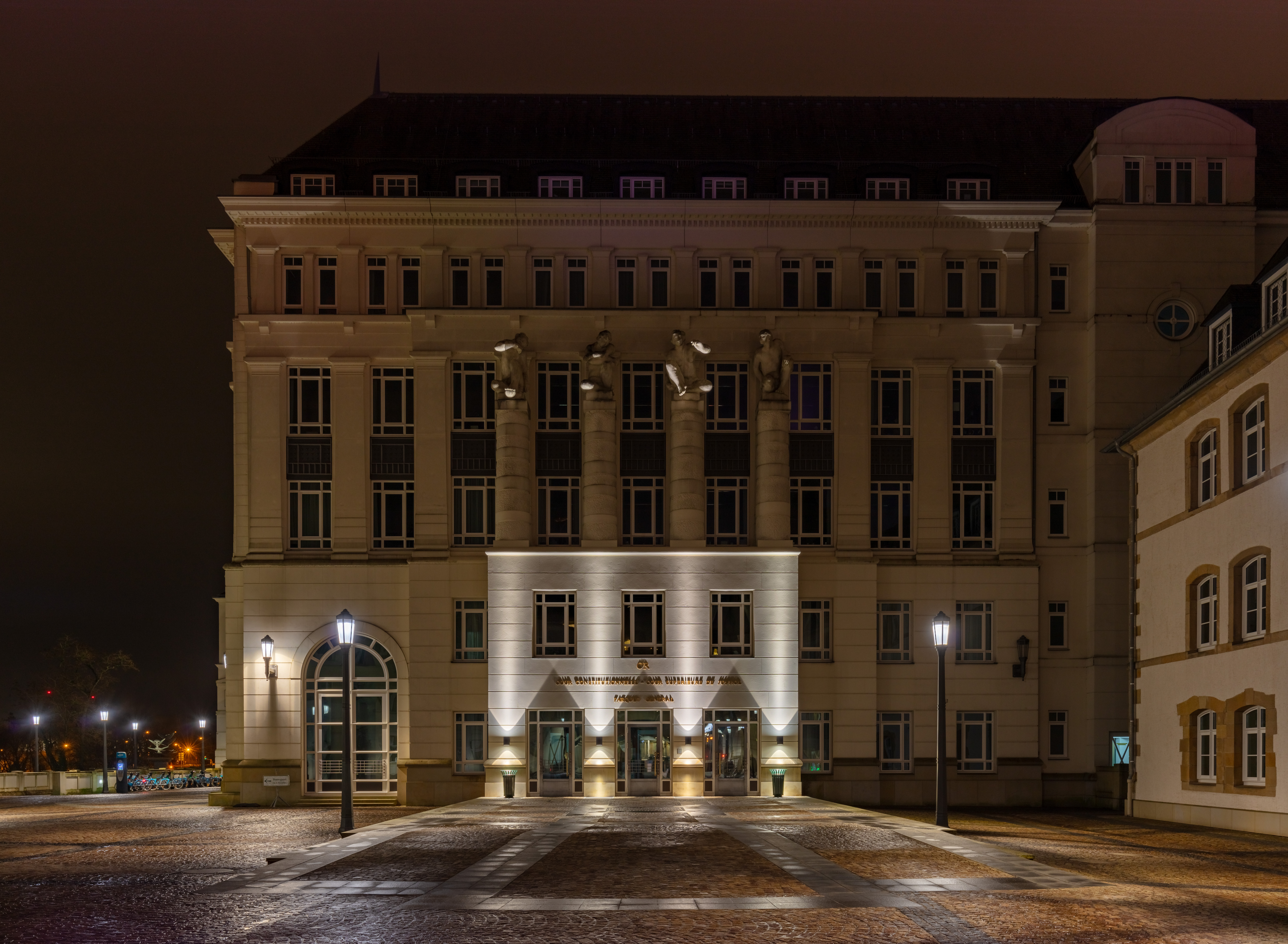
Ciudad de la Justicia, Luxemburgo

Las elecciones al parlamento nacional se celebran cada cinco años según la representación proporcional. El país está dividido en cuatro distritos electorales con diferente número de diputados para reflejar la distribución de la población del país (norte [9], este [7], centro [21] y sur [23]). Los límites de las circunscripciones electorales son casi idénticos a los de los tres distritos, con la diferencia de que el distrito de Ciudad de Luxemburgo se subdivide de nuevo (distrito de Diekirch = Norte, distrito de Grevenmacher = Este, distrito de Luxemburgo [cantón de Ciudad de Luxemburgo y Mersch] = Centro y distrito de Luxemburgo [cantón de Esch y Capellen] = Sur). Los votantes tienen el número de votos correspondiente y pueden acumular sus votos (todos los votos a un solo partido) o panashic (voto personal, máximo dos votos por candidato). Desde 1919, el voto es obligatorio para todos los ciudadanos mayores de 18 años. Esto también se aplica a cualquier persona que esté inscrita en el censo electoral luxemburgués y resida en Luxemburgo.
El Informe Fontagné ya consideró inevitable, para sacar al país del estancamiento de las reformas, incluir en la agenda política la cuestión de la doble nacionalidad y la ampliación de la participación política. Según un estudio de ASTI de 2009, el 79 % de los residentes, tanto luxemburgueses como extranjeros, consideran que Luxemburgo es su país de residencia preferido. Sin embargo, mientras que el 90 % de los extranjeros encuestados está a favor del derecho de voto a nivel municipal, sólo el 68% de los luxemburgueses está a favor. 

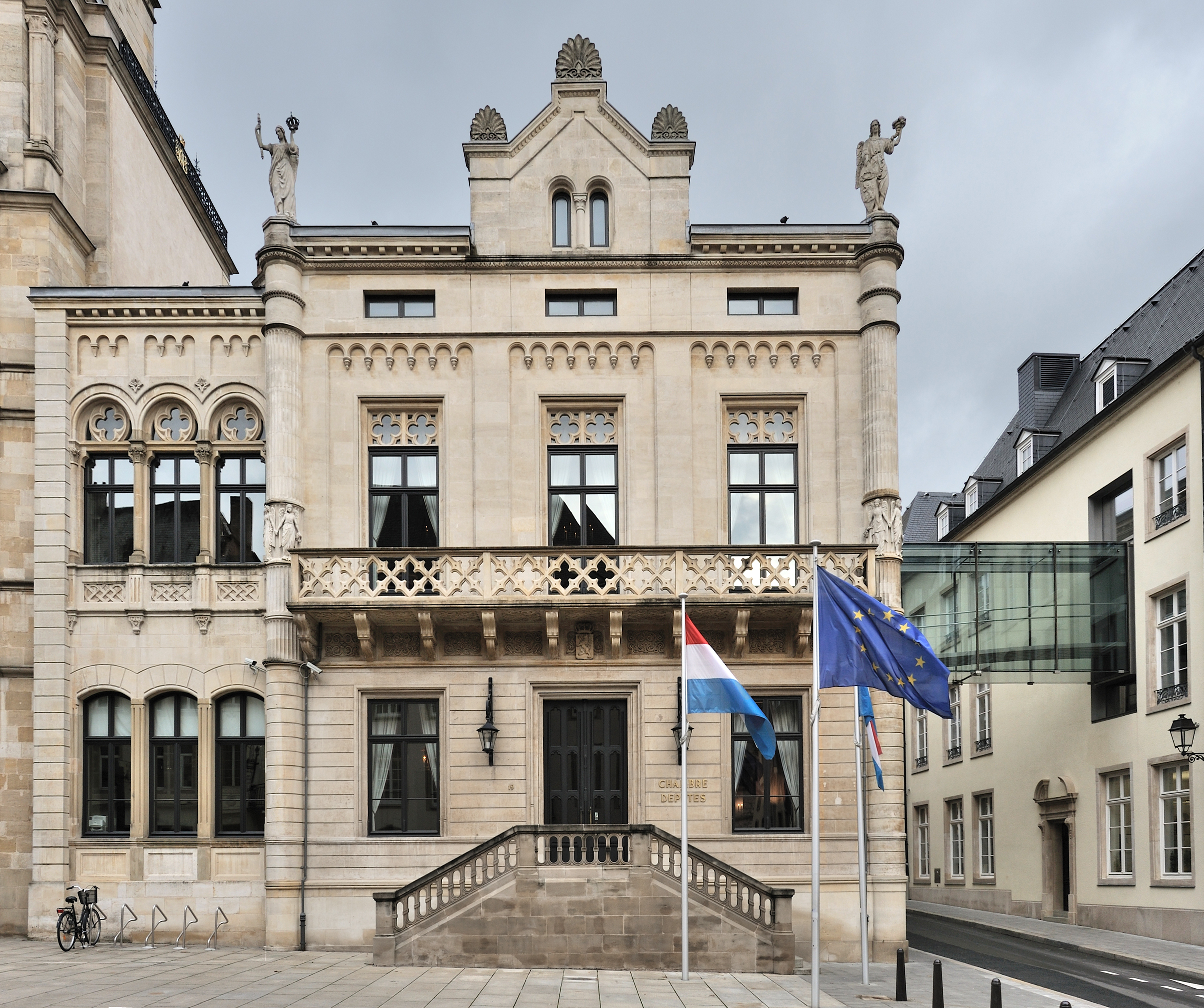
Hôtel de la Chambre, sede de la Cámara de Diputados de Luxemburgo.

Esto es así a pesar de que el derecho de voto municipal para los extranjeros residentes en la UE está consagrado por ley desde hace mucho tiempo. Menos aún, concretamente sólo el 48 % de los encuestados luxemburgueses, pueden imaginar el derecho de voto de los residentes extranjeros a nivel nacional. El 66 % de los mismos está incluso dispuesto a oponerse a un escenario en el que los conciudadanos extranjeros pudieran ser elegidos para el parlamento nacional. Desde 2011, los extranjeros también pueden ocupar cargos en el Consejo de Concejales y, por tanto, ser alcaldes.
El 7 de junio de 2015 se celebró un referéndum constitucional consultivo sobre la cuestión de si los conciudadanos extranjeros deben poder votar en las elecciones al parlamento nacional bajo ciertas condiciones. También se votó la rebaja de la edad de voto a los dieciséis años y la limitación del mandato de los ministros a diez años. En un sondeo representativo de mayo de 2015, la mayoría de los luxemburgueses encuestados rechazó el derecho al voto de los extranjeros y el derecho al voto a partir de los 16 años. La limitación del mandato de los ministros, en cambio, fue apoyada por una estrecha mayoría relativa. Las tres preguntas del referéndum fueron rechazadas por una clara mayoría de los votantes: el 81 % se opuso a la reducción de la edad de voto, el 79 % al derecho de voto de los extranjeros y el 70 % a la limitación del mandato de los ministros.

### Sistema jurídico y justicia
El derecho privado luxemburgués tiene sus raíces en el Código Civil francés, originado por Napoleón Bonaparte. Junto con el derecho francés y el belga, es uno de los sistemas del ordenamiento jurídico romano más basados en el derecho civil napoleónico. El derecho penal está fuertemente influenciado por el modelo belga. En cambio, el derecho administrativo y el derecho del impuesto sobre la renta corresponden más al modelo alemán. La lengua jurídica es el francés; las lenguas de los tribunales son el luxemburgués, el alemán y/o el francés, según el caso.

El Gran Ducado cuenta con tres Tribunales de Justicia (en Esch an der Alzette, Luxemburgo y Diekirch), dos Tribunales de Distrito (en Luxemburgo y Diekirch) y un Tribunal Superior compuesto por el Tribunal de Apelación y el Tribunal de Casación. En los casos penales y civiles, el Tribunal de Casación es la máxima autoridad judicial del país. Además, hay un Tribunal Administrativo así como un Tribunal Constitucional. El Tribunal Administrativo están situados en Kirchberg, mientras que los demás tribunales de la ciudad de Luxemburgo se encuentran en la Cité judiciaire, en la meseta del Espíritu Santo Heilig-Geist-Plateau.

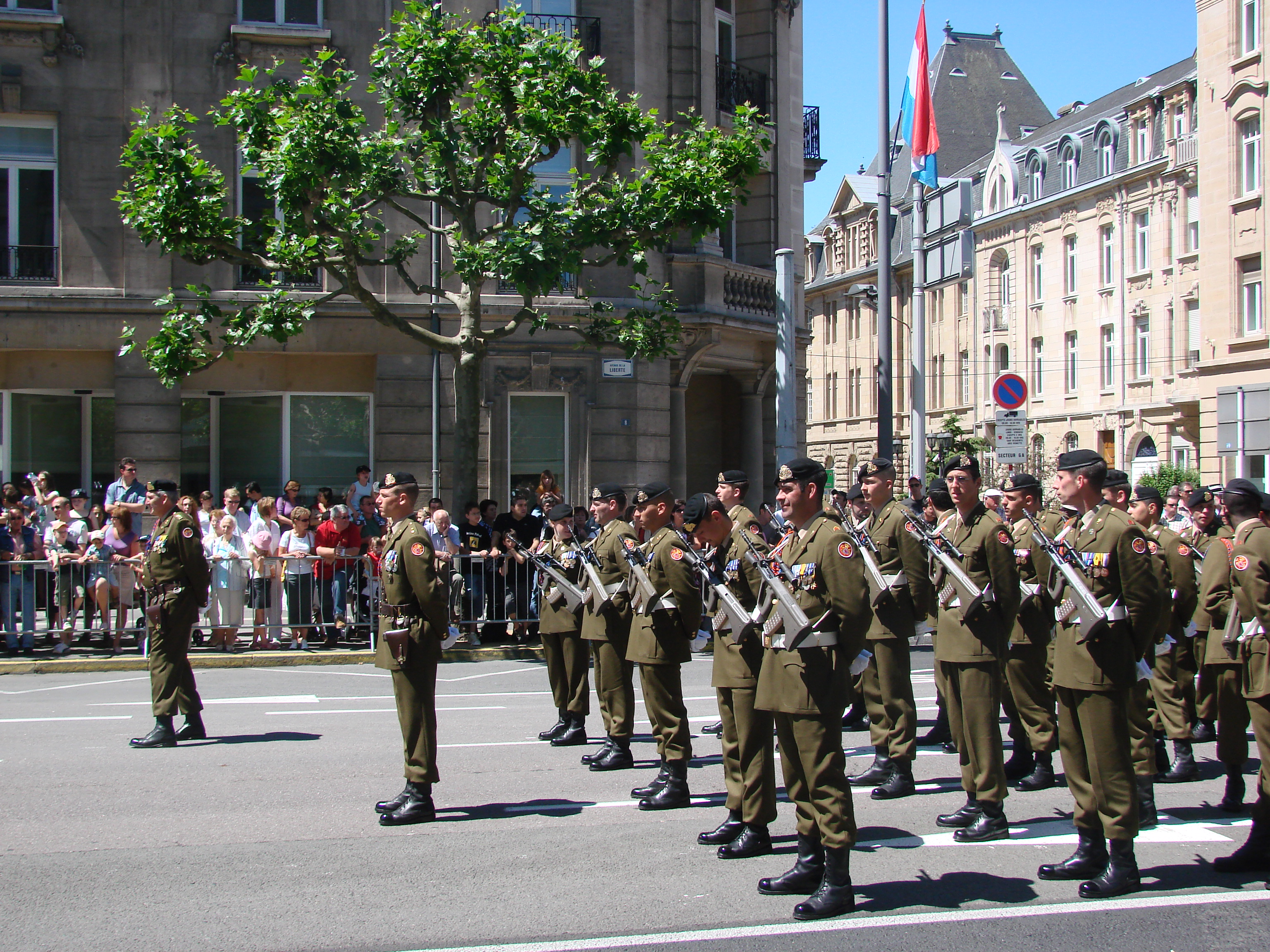
Soldados de Luxemburgo durante un Desfile Militar

### Defensa
Luxemburgo, que pertenece a la Organización del Tratado del Atlántico Norte (OTAN), mantiene un ejército que cuenta con tres mil miembros. En 1997 los gastos de defensa suponían el 2 % del gasto público. En Luxemburgo también se encuentra una de las sedes logísticas de la OTAN. Según el Tratado de Londres de 1867, el Gran Ducado de Luxemburgo no sólo debía ser neutral, sino también estar desarmado. Debido a las experiencias en la Primera y Segunda Guerras Mundiales -Luxemburgo fue ocupado por tropas alemanas en ambas guerras a pesar de su estatus de neutralidad perpetua- abandonó esta posición en 1948. El 30 de noviembre de 1944 finalizó un decreto del Gran Ducado por el que se declaraba la neutralidad y se introducía el servicio militar obligatorio universal, que fue confirmado por el Parlamento en 1948. Sin embargo, el reclutamiento general fue abolido de nuevo en 1967 y sustituido por el servicio militar voluntario.

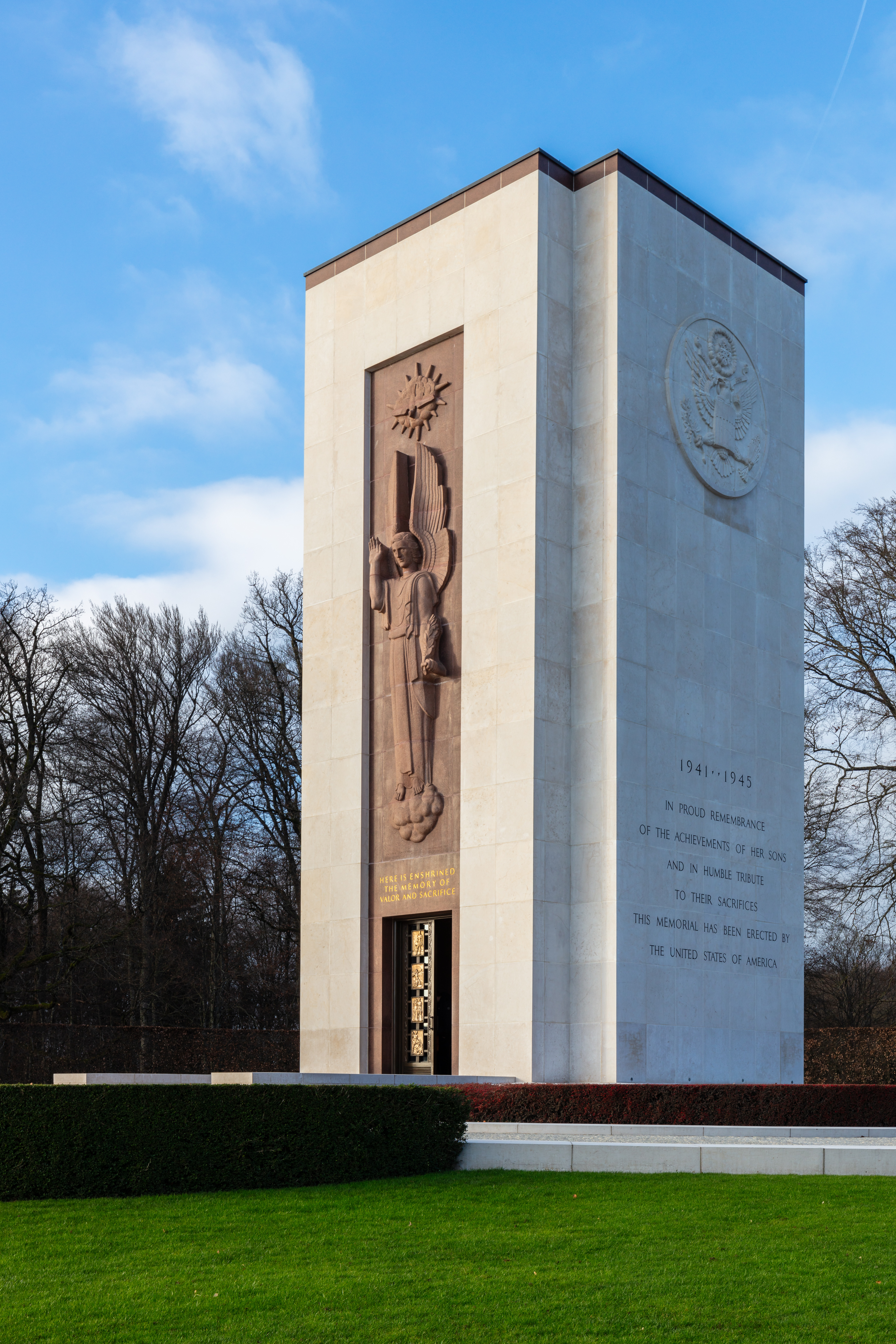
Cementerio estadounidense en Luxemburgo dedicado a los soldados caídos en la Segunda Guerra Mundial

En la actualidad, las fuerzas armadas luxemburguesas están formadas por el Lëtzebuerger Arméi (Ejército de Luxemburgo), que cuenta con unos mil efectivos y está dividido en un batallón de infantería y dos compañías de reconocimiento. No hay fuerzas navales ni aéreas, sólo la flota de reconocimiento AWACS de la OTAN está registrada en Luxemburgo. Cualquier ciudadano de la UE que haya vivido en Luxemburgo durante al menos tres años y entienda al menos el luxemburgués, la lengua nacional, puede alistarse en el ejército de Luxemburgo sin tener que cambiar de nacionalidad. Los que deciden voluntariamente hacer el servicio militar tienen más fácil el acceso a la administración pública inferior, como la policía, las aduanas o el sistema penitenciario.
Luxemburgo ha participado en varias misiones internacionales de paz:
- Misión de la OTAN KFOR en Kosovo con 29 soldados.[21]
- EUFOR en Bosnia-Herzegovina, Macedonia, Congo y Chad
- Misión de la ISAF en Afganistán con nueve soldados.[22]
- Misión de la FPNUL en el Líbano.

En 2003, el Gobierno luxemburgués encargó, junto con Bélgica, la mitad de un Airbus A400M militar, cuyo coste inicial era de ciento veinte millones de euros, según la ley de 21 de marzo de 2005. La fecha de entrega también se ha retrasado tres años. No obstante, el plan financiero del Gobierno destina 1.9 millones de euros para 2009 y 1.6 millones de euros para 2010 a financiar la adquisición. La construcción de un hangar o pista militar específica no tendrá lugar en el Gran Ducado de Luxemburgo, sino que los aviones se estacionarán en el Reino de Bélgica.

### Policía

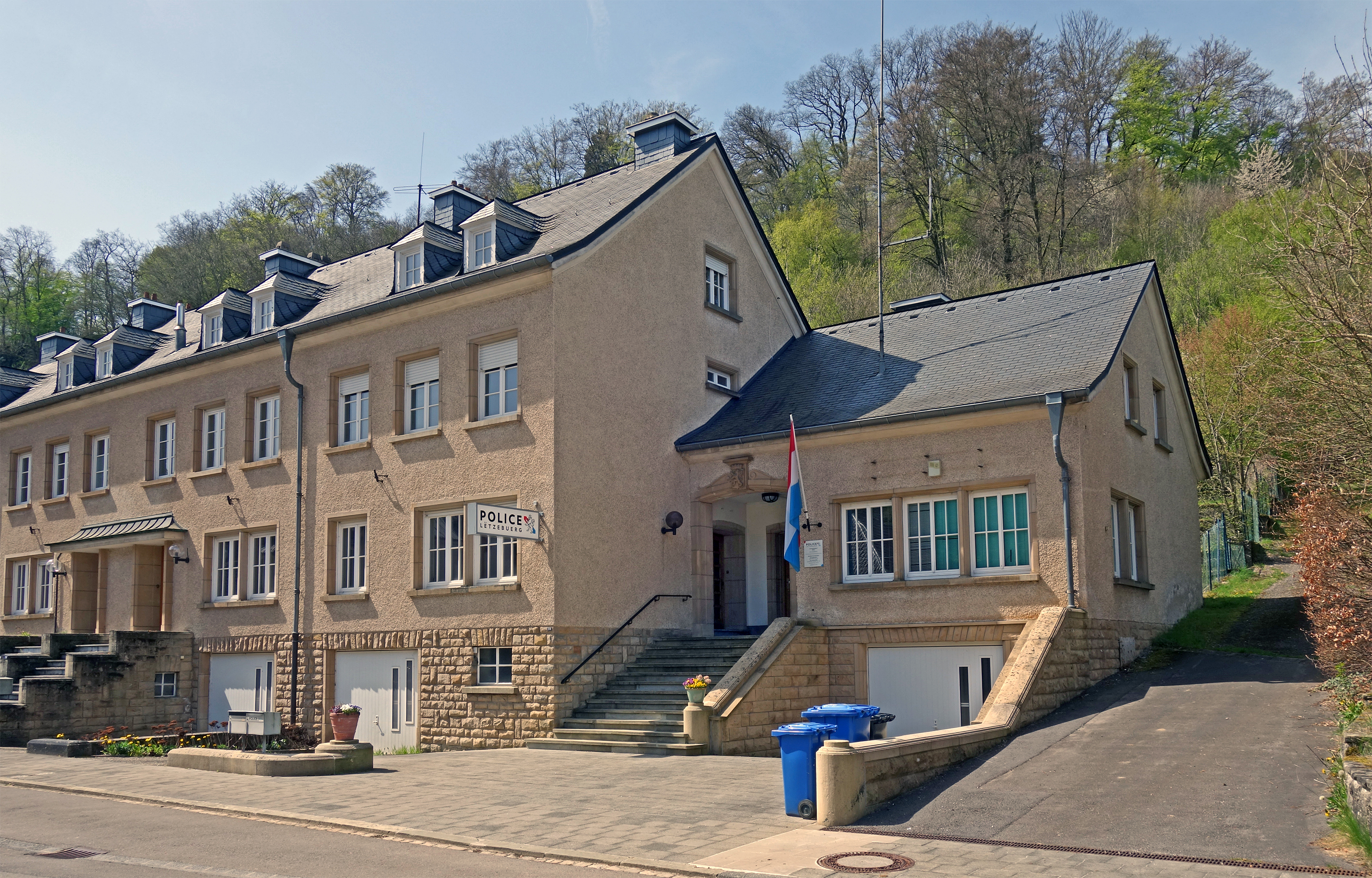
Oficina de la policía en Larochette, 39-41 rue (calle) Osterbour, Luxemburgo

La Policía Gran Ducal o Police grand-ducale (también llamada Police Lëtzebuerg) es un órgano ejecutivo responsable de la seguridad interna, el mantenimiento del orden público y la aplicación de la ley. Hay Circonscriptions régionales (direcciones de policía) en la ciudad de Luxemburgo, Diekirch, Esch/Alzette y Grevenmacher. También existen las unidades especiales nacionales Service de Police Judiciaire (Policía Judicial), Unité Centrale de Police de la Route (Policía de Tráfico y Autopistas y Escolta Motorizada), Unité Centrale de Police à l'Aéroport (Policía Aeroportuaria), Unité de Garde et d'Appui Opérationnel (Policía Antidisturbios), École de Police (Escuela de Policía) y Unité Spéciale (Unidad Especial). La unidad policial más importante es la Direction Générale.
Desde finales de 2010, la mayoría de las unidades especiales nacionales y la Direction Générale de la Police Grand-Ducale se han trasladado a nuevos locales en el Centro de Negocios Findel, cerca del aeropuerto de Luxemburgo. Hasta entonces, los policías se alojaban en edificios de Verlorenkost, algunos de los cuales se remontan a los años 50 y eran utilizados por la antigua gendarmería como cuarteles, entre otras cosas. Las salas del Centro de Negocios Findel están situadas en Kalchesbrück y están diseñadas para albergar hasta 400 personas.

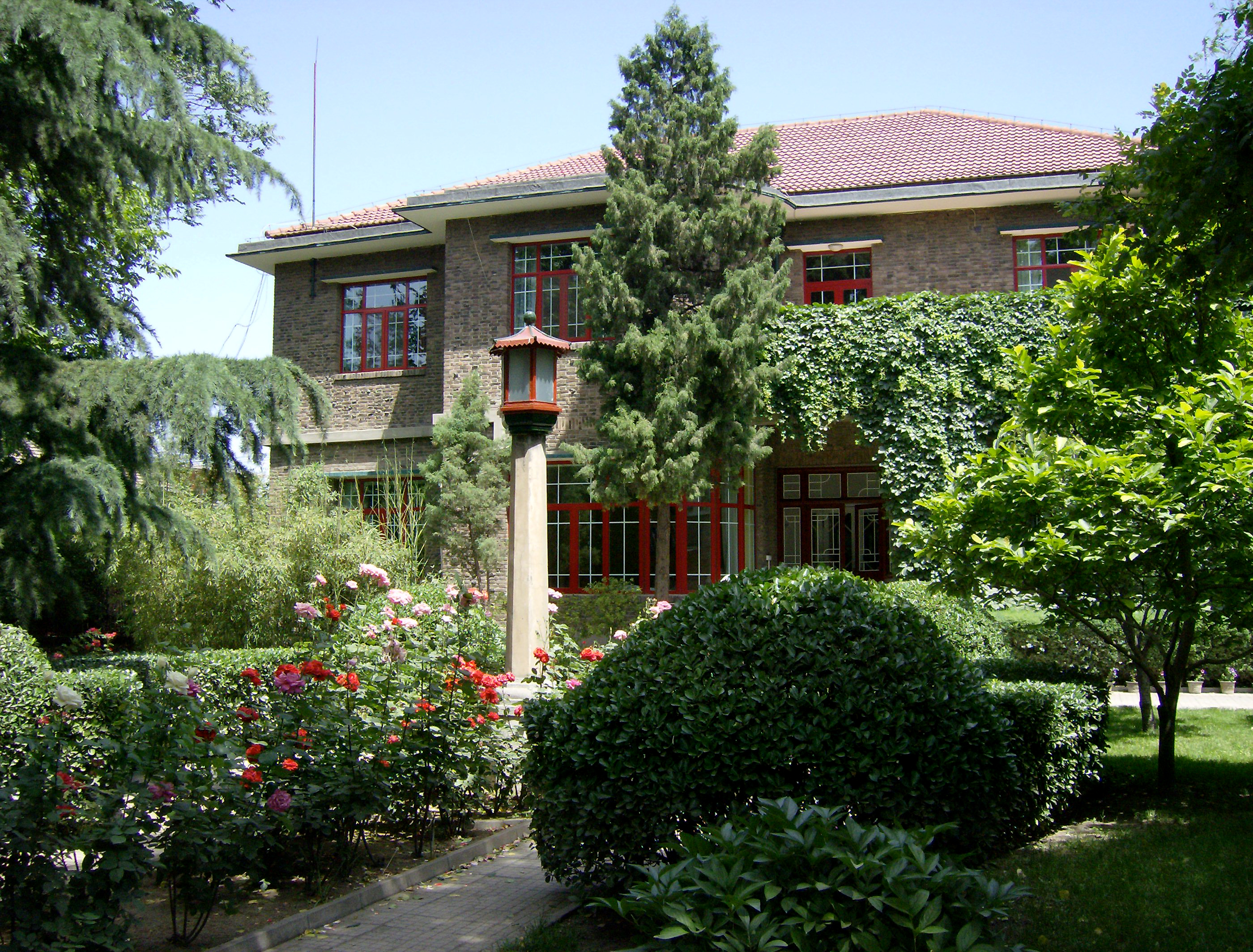
Embajada de Luxemburgo en Pekín, China

### Política exterior

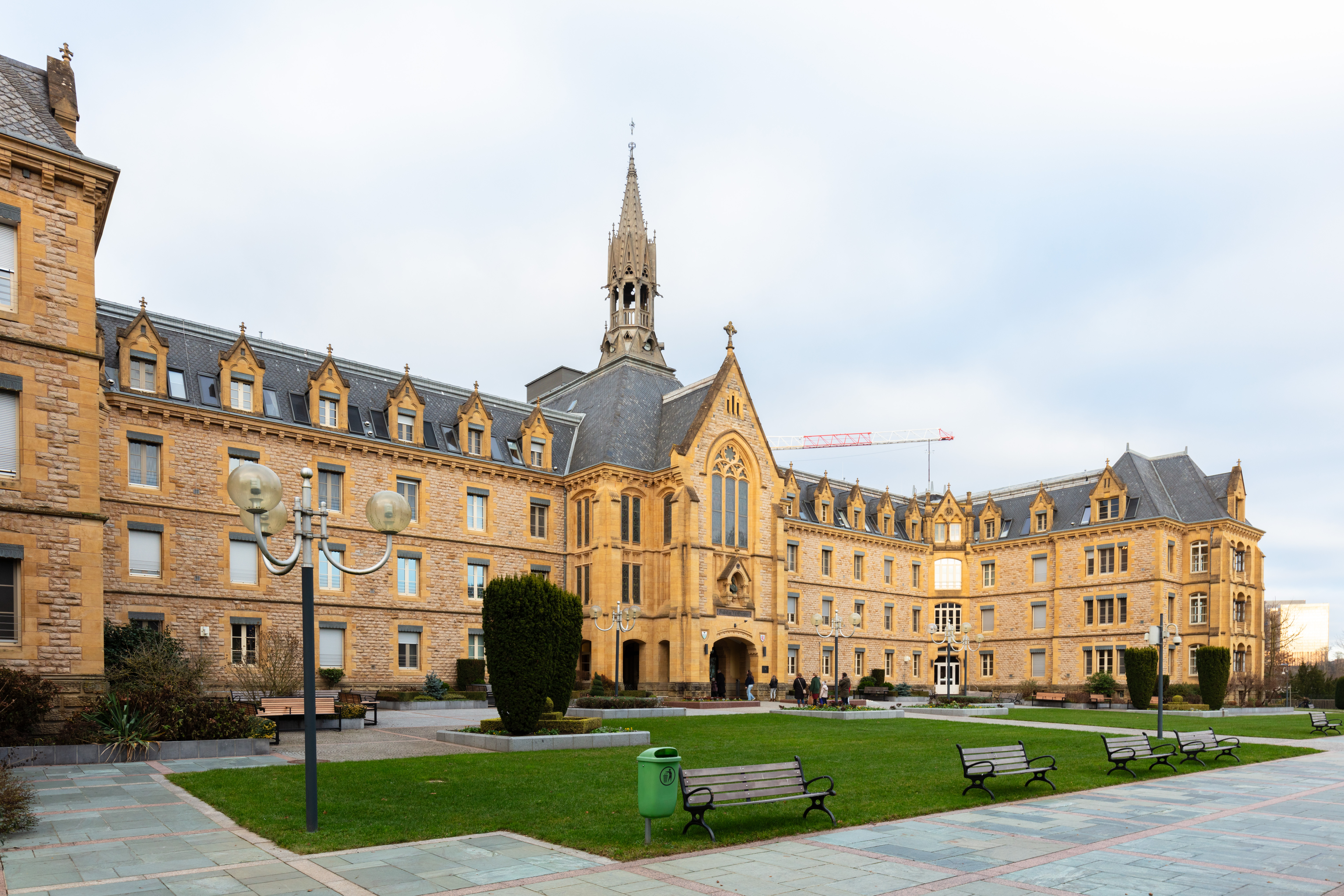
Fundación J.P. Pescatore ahora una residencia para adultos mayores

Luxemburgo es la sede de importantes instituciones europeas, como el Tribunal de Justicia de las Comunidades Europeas, el Tribunal de Cuentas Europeo, el Banco Europeo de Inversiones y la Secretaría del Parlamento Europeo, y es también uno de los países fundadores de la Unión Europea.
Luxemburgo desempeña un papel activo en la elaboración de las políticas de la Unión Europea. Dentro de la UE, también concede gran importancia a la adecuada participación de los Estados miembros más pequeños de la UE, así como en las reformas y el desarrollo de las instituciones de la UE. El país es un apasionado defensor de la cooperación europea y fue el primer Estado que ratificó el Tratado de Maastricht. En 1986, el «pueblo de Luxemburgo» recibió el Premio Carlomagno de la ciudad de Aquisgrán. Con ello se reconocía que los luxemburgueses estaban entre los primeros europeos convencidos y que los políticos luxemburgueses habían hecho importantes contribuciones a la unificación europea. El texto de la medalla, que fue entregada al Gran Duque Jean en nombre de sus ciudadanos, dice: «Premio Carlomagno de la Ciudad de Aquisgrán 1986. El pueblo de Luxemburgo, modelo de perseverancia en el camino hacia la unidad europea».

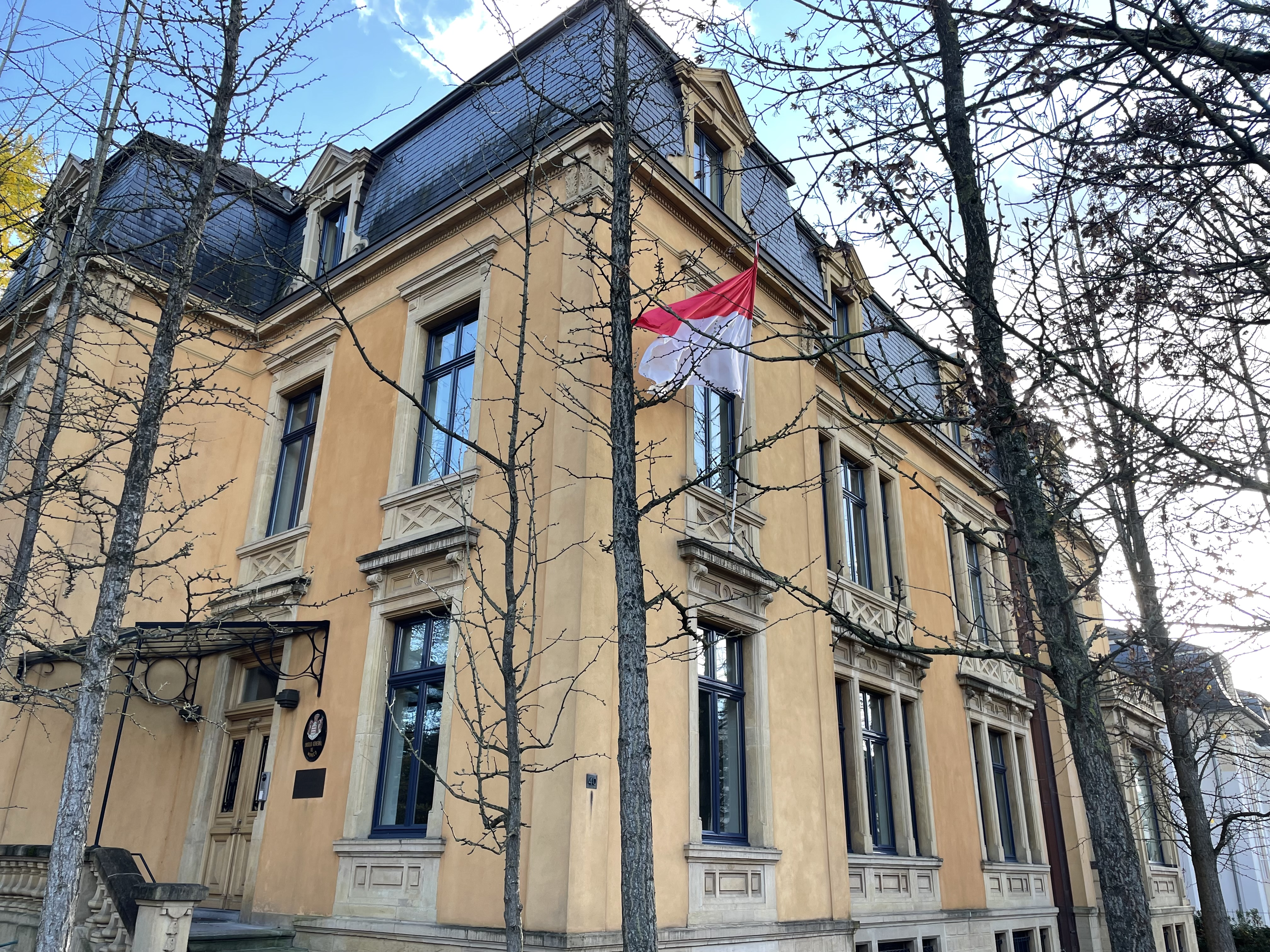
Consulado General del Principado de Mónaco en la ciudad de Luxemburgo

Mantener unas buenas relaciones de vecindad con Alemania, Francia y Bélgica es una prioridad para Luxemburgo. Luxemburgo se considera el centro de gravedad de la región cultural y económicamente floreciente del Sarre-Lor-Lux, que incluye también Tréveris y la Valonia belga. 150.000 trabajadores transfronterizos de Lorena, Valonia, Sarre, la región de Tréveris y Eifel (un total de 36.000 de Alemania) trabajan en Luxemburgo. Los ámbitos más importantes de la cooperación transfronteriza son la ordenación del territorio, la migración de trabajadores, la protección civil, la cultura, el turismo y el transporte. A nivel europeo, los intereses políticos de Luxemburgo también están estrechamente relacionados con los de Alemania en gran medida. La Embajada de Alemania se encuentra en Luxemburgo (ciudad).
Las relaciones económicas entre Luxemburgo y Alemania son intensas: Alemania es el principal cliente de los productos de exportación luxemburgueses y, al mismo tiempo, uno de los más importantes proveedores de bienes importados del Gran Ducado: aproximadamente el 25 % de las importaciones proceden de Alemania. De los 149 bancos luxemburgueses, cuarenta y cinco son sucursales de entidades de crédito alemanas. La cooperación económica en la gran región del Sarre-Lor-Lux aumenta constantemente.

### Derechos humanos
En materia de derechos humanos, respecto a la pertenencia a los siete organismos de la Carta Internacional de Derechos Humanos, que incluyen al Comité de Derechos Humanos (HRC),  ha firmado o ratificado:
| Bandera de ? | Tratados internacionales | Tratados internacionales | Tratados internacionales | Tratados internacionales | Tratados internacionales | Tratados internacionales | Tratados internacionales | Tratados internacionales | Tratados internacionales    | Tratados internacionales | Tratados internacionales | Tratados internacionales | Tratados internacionales    | Tratados internacionales    | Tratados internacionales | Tratados internacionales  | Tratados internacionales | Tratados internacionales |
| --- | ------------------------ | ------------------------ | ------------------------ | --- | ------------------------ | ------------------------ | ------------------------ | ------------------------ | --------------------------- | ------------------------ | ------------------------ | ------------------------ | --------------------------- | --------------------------- | ------------------------ | ------------------------- | ------------------------ | ------------------------ |
| Bandera de ? | CESCR                    | CESCR                    | CCPR                     | CCPR | CCPR                     | CERD                     | CED                      | CEDAW                    | CEDAW                       | CAT                      | CAT                      | CRC                      | CRC                         | CRC                         | CRC                      | MWC                       | CRPD                     | CRPD                     |
| Bandera de ? | CESCR                    | CESCR-OP                 | CCPR                     | CCPR-OP1 | CCPR-OP2-DP              | CERD                     | CED                      | CEDAW                    | CEDAW-OP                    | CAT                      | CAT-OP                   | CRC                      | CRC-OP-AC                   | CRC-OP-SC                   | CRC-OP-CP                | MWC                       | CRPD                     | CRPD-OP                  |
| Pertenencia | Firmado y ratificado.    | Sin información.         | Firmado y ratificado.    | Luxemburgo ha reconocido la competencia de recibir y procesar comunicaciones individuales por parte de los órganos competentes. | Firmado y ratificado.    | Firmado y ratificado.    | Sin información.         | Firmado y ratificado.    | Firmado pero no ratificado. | Firmado y ratificado.    | Sin información.         | Firmado y ratificado.    | Firmado pero no ratificado. | Firmado pero no ratificado. | Sin información.         | Ni firmado ni ratificado. | Sin información.         | Sin información.         |
| Firmado y ratificado, firmado, pero no ratificado, ni firmado ni ratificado, sin información, ha accedido a firmar y ratificar el órgano en cuestión, pero también reconoce la competencia de recibir y procesar comunicaciones individuales por parte de los órganos competentes. |                          |                          |                          | |                          |                          |                          |                          |                             |                          |                          |                          |                             |                             |                          |                           |                          |                          |

## Divisiones administrativas

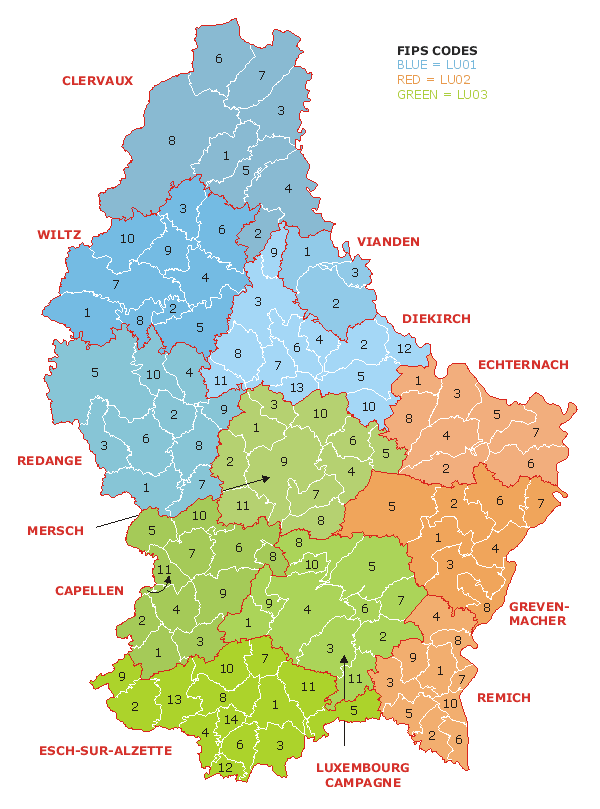
Divisiones administrativas de Luxemburgo. Leyenda:
Distrito de Diekirch
Distrito de Grevenmacher
Distrito de Luxemburgo

### Distritos
Luxemburgo está dividido en 3 distritos:
- Diekirch
- Grevenmacher
- Luxemburgo

### Cantones
Estos distritos están divididos en 12 cantones.
- Distrito de Diekirch
  - Cantón de Clervaux
  - Cantón de Diekirch
  - Cantón de Redange
  - Cantón de Vianden
  - Cantón de Wiltz
- Distrito de Grevenmacher
  - Cantón de Echternach
  - Cantón de Grevenmacher
  - Cantón de Remich
- Distrito de Luxemburgo
  - Cantón de Capellen
  - Cantón de Esch-sur-Alzette
  - Cantón de Luxemburgo
  - Cantón de Mersch

### Comunas
Estos cantones están divididos en comunas, la división administrativa menor en Luxemburgo.

## Geografía

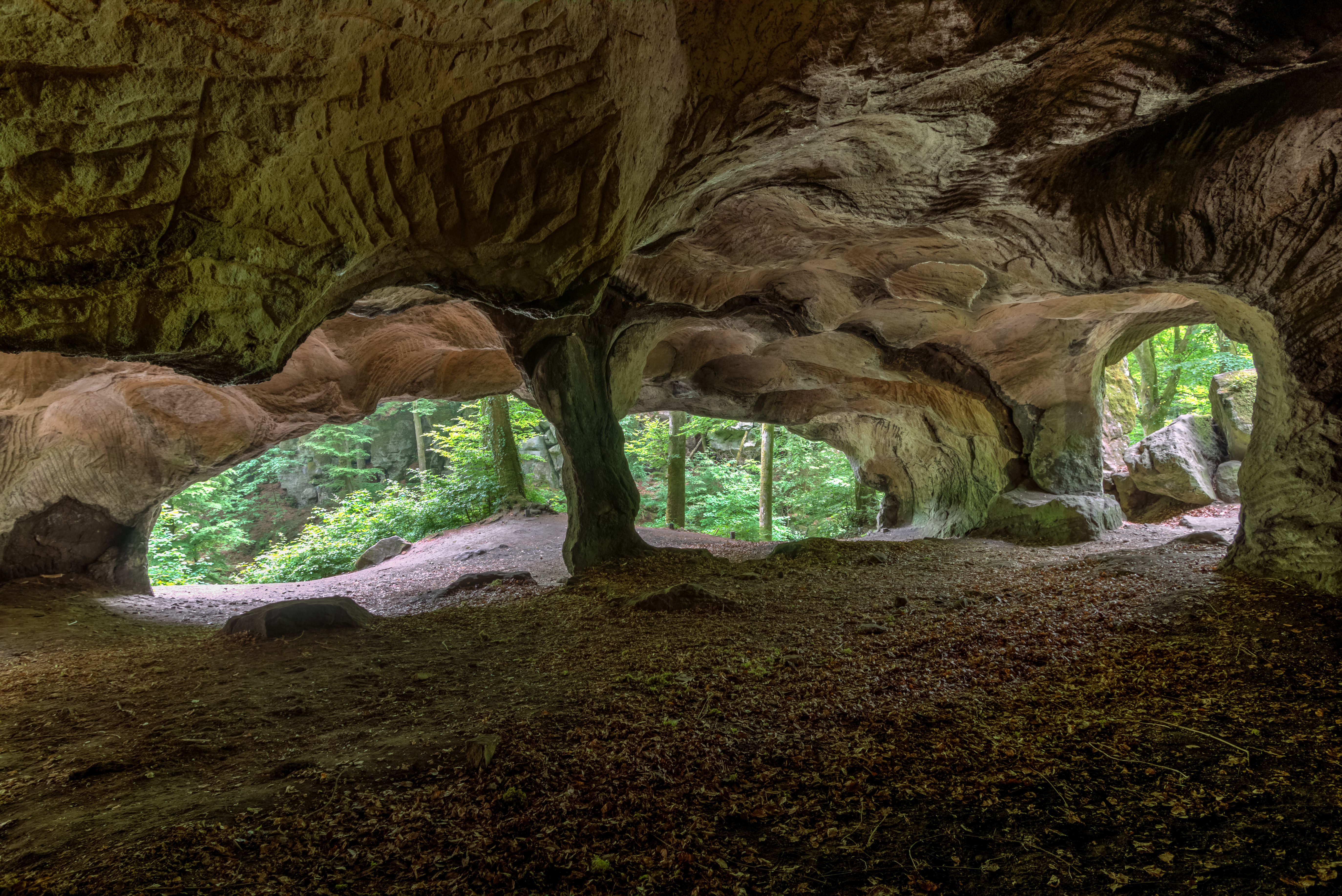
La Cueva Hohllay en Luxemburgo

Luxemburgo es el séptimo país más pequeño de Europa, encontrándose en el puesto 167 a nivel mundial.
El Gran Ducado tiene un territorio de carácter montañoso y con extensas masas boscosas. El relieve presenta dos regiones diferenciadas: en el norte, llamado Oesling, se extienden las estribaciones meridionales del macizo montañoso de las Ardenas, con una altura máxima de 560 metros, y por la que discurren los afluentes del Mosela. Al sur, el Gutland, constituye una extensa llanura prolongación de la cuenca parisina con una altura media de unos 250 metros. De este a oeste el país se halla atravesado por el Sauer (Sûre en francés), afluente del Mosela, que por su orilla derecha recibe al Alzette y por la izquierda al Our y al Clerf, entre otros. El paisaje luxemburgués se completa con el curso del Mosela, que discurre por el sector oriental, trazando la frontera con Alemania.
El clima es de tipo oceánico (Cfb), húmedo, más riguroso en las regiones altas del norte, y más moderado en el sur. Las precipitaciones anuales son copiosas, los veranos templados, mientras que los inviernos son suaves. Según la WWF, el territorio de Luxemburgo corresponde a la ecorregión denominada bosque de frondosas de Europa occidental.
La capital, Ciudad de Luxemburgo, es la población más grande del país. Otras ciudades importantes son Esch-sur-Alzette, hacia el sudoeste de la capital, Diekirch al norte, y Echternach, al este.
Como el suelo es tan difícil de cultivar, la mayor parte de la tierra se destina a pastos para el ganado. La región de las Ardenas también incluye el Parque Nacional del Alto Sûre, una importante zona de conservación y un refugio para excursionistas.
Al sur del río Sûre, el país se conoce como Gutland. Esta región abarca algo más de dos tercios del país.
El terreno se eleva y desciende suavemente con una altura media de 200 m. La agricultura es la actividad principal, ya que el término Gutland surge del suelo fértil y de los veranos cálidos y secos que experimenta esta parte del Ducado en comparación con la región de Oesling.
Como resultado, se cultivan en grandes cantidades verduras y frutas, como fresas, manzanas, ciruelas y cerezas. La erosión de los ríos en esta zona ha creado profundas gargantas y cuevas, lo que da lugar a un paisaje espectacular.
En el extremo sur del país se encuentra «la tierra de las rocas rojas», una referencia a los depósitos de minerales que se encuentran aquí. Rico en mineral de hierro, el distrito ha sido una región minera y de industria pesada desde la época romana, si no antes, y se extiende a lo largo de más de 19 km. Las altas chimeneas de las fábricas de hierro y acero son los hitos típicos del sur industrial. Al este se encuentra el valle vitícola del Mosela. En los profundos valles y detrás de los viñedos, a lo largo de las orillas del río, se encuentran numerosos pueblos. La mayoría de los pueblos tienen al menos una bodega. También en el este se encuentra la «Pequeña Suiza», caracterizada por cañadas boscosas y barrancos en formaciones rocosas inusuales

### Hidrografía

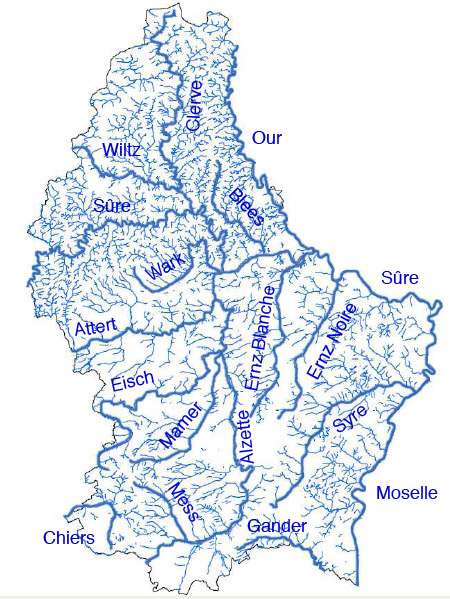
Mapa hidrográfico de Luxemburgo.

Luxemburgo tiene una serie de ríos menores, como el Eisch, el Alzette y el Pétrusse, pero el principal río es el Mosela, que discurre por el sector oriental, trazando la frontera con Alemania, con sus afluentes, el Sûre y el Our. Con la excepción del Chiers, afluente del Mosa, el conjunto de los cursos de agua del país pertenecen a la cuenca del Mosela y por el conjunto del Rin. Los ríos más importantes son el Sûre en el centro, el Alzette en el sur y el Wiltz en el norte.
El río Mosela realmente surge en el noreste de Francia y fluye hacia el norte a través de Luxemburgo durante 31 km para unirse al poderoso Rin en Coblenza, Alemania. El Mosela tiene 515 km de longitud y es navegable, gracias a la canalización, a lo largo de 64 km. Las laderas verdes, cubiertas de vides, flanquean el río, lleno de meandros.
Nacido en Bélgica, el río Sûre recorre 172 km en dirección este a través de Luxemburgo y luego desemboca en el Mosela. Su sinuoso curso esencialmente corta Luxemburgo de este a oeste. El río Our, que recorre la frontera nororiental, es un afluente del Sûre.

### Clima
Luxemburgo tiene un clima oceánico modificado con inviernos suaves y veranos temperados (Cfb). Disfruta de un clima templado sin extremos. La temperatura media anual en la capital Luxemburgo es de 9 °C. El clima es más riguroso en las regiones altas del norte (Eisléck), y más moderado en el sur (Guttland). Las temperaturas bajas y la humedad hacen que se le llame «clima vigorizante», de manera un poco irónica, por los que viven en el norte del país. Las condiciones climáticas suaves en el valle del Mosela son favorables al cultivo de la viña.
En el invierno, hay considerable influencia de los sistemas atlánticos, en los que el paso de frecuentes bajas presiones dan lugar a condiciones de tiempo inestable. Esto da como resultado cielos nublados y considerable llovizna. Sin embargo, la nieve no es muy frecuente, tampoco en las regiones más frías. Las precipitaciones en Luxemburgo disminuyen de oeste a este. La lluvia alcanza 1200 mm al año en algunas partes del oeste y cae a 700 mm en el valle del Mosela. En el verano, el calor excesivo es raro y las temperaturas bajan significativamente por la noche.

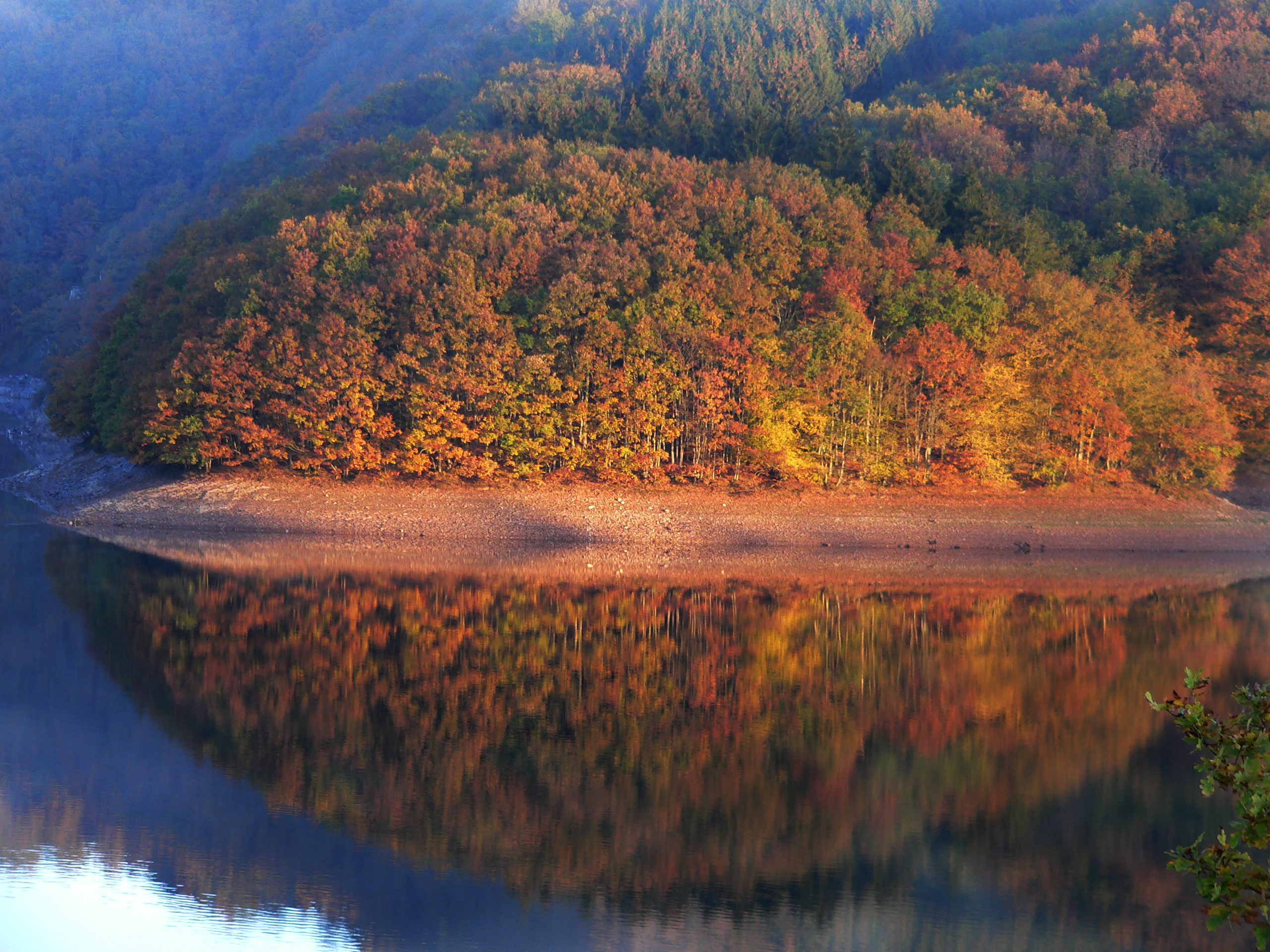
Bosque frente al Lago de la Haute-Sûre, Luxemburgo

| Parámetros climáticos promedio de Luxemburgo | Parámetros climáticos promedio de Luxemburgo | Parámetros climáticos promedio de Luxemburgo | Parámetros climáticos promedio de Luxemburgo | Parámetros climáticos promedio de Luxemburgo | Parámetros climáticos promedio de Luxemburgo | Parámetros climáticos promedio de Luxemburgo | Parámetros climáticos promedio de Luxemburgo | Parámetros climáticos promedio de Luxemburgo | Parámetros climáticos promedio de Luxemburgo | Parámetros climáticos promedio de Luxemburgo | Parámetros climáticos promedio de Luxemburgo | Parámetros climáticos promedio de Luxemburgo | Parámetros climáticos promedio de Luxemburgo |
| Mes                                          | Ene.                                         | Feb.                                         | Mar.                                         | Abr.                                         | May.                                         | Jun.                                         | Jul.                                         | Ago.                                         | Sep.                                         | Oct.                                         | Nov.                                         | Dic.                                         | Anual                                        |
| -------------------------------------------- | -------------------------------------------- | -------------------------------------------- | -------------------------------------------- | -------------------------------------------- | -------------------------------------------- | -------------------------------------------- | -------------------------------------------- | -------------------------------------------- | -------------------------------------------- | -------------------------------------------- | -------------------------------------------- | -------------------------------------------- | -------------------------------------------- |
| Temp. máx. abs. (°C)                         | 12                                           | 16                                           | 23                                           | 29                                           | 30                                           | 34                                           | 37                                           | 33                                           | 33                                           | 22                                           | 17                                           | 14                                           | 37                                           |
| Temp. máx. media (°C)                        | 3                                            | 4                                            | 10                                           | 14                                           | 18                                           | 21                                           | 23                                           | 22                                           | 19                                           | 13                                           | 7                                            | 4                                            | 13.1                                         |
| Temp. mín. media (°C)                        | -1                                           | -1                                           | 1                                            | 4                                            | 8                                            | 11                                           | 13                                           | 12                                           | 10                                           | 6                                            | 3                                            | -1                                           | 5.3                                          |
| Temp. mín. abs. (°C)                         | -15                                          | -20                                          | -11                                          | -4                                           | -2                                           | 4                                            | 5                                            | 4                                            | 1                                            | -5                                           | -7                                           | -14                                          | -15                                          |
| Precipitación total (mm)                     | 61                                           | 65                                           | 42                                           | 47                                           | 64                                           | 64                                           | 60                                           | 84                                           | 72                                           | 53                                           | 67                                           | 81                                           | 760                                          |
| Días de precipitaciones (≥ +0.1)             | 20                                           | 16                                           | 14                                           | 13                                           | 15                                           | 14                                           | 14                                           | 15                                           | 16                                           | 15                                           | 19                                           | 20                                           | 191                                          |
| Horas de sol                                 | 31                                           | 58                                           | 155                                          | 180                                          | 186                                          | 180                                          | 186                                          | 186                                          | 150                                          | 93                                           | 30                                           | 31                                           | 1466                                         |
| Humedad relativa (%)                         | 89                                           | 84.5                                         | 76                                           | 71.5                                         | 73                                           | 79.5                                         | 75                                           | 77                                           | 80                                           | 85.5                                         | 89.5                                         | 93                                           | 81.1                                         |
| Fuente: BBC Weather 2011                     |                                              |                                              |                                              |                                              |                                              |                                              |                                              |                                              |                                              |                                              |                                              |                                              |                                              |

### Flora y Fauna
El Ösling, en el norte del país, que forma parte de las Ardenas, se caracteriza por sus bajas cordilleras boscosas y sus profundos valles fluviales. Las especies arbóreas más extendidas son el haya, el roble, el arce y el abeto. Los bosques bajos de robles, los llamados Lohhecken, siguen ocupando una gran parte de la superficie forestal. Las zonas no arboladas se caracterizan por el brezo y el acebo, entre otros. Las labiadas verdaderas y las campanillas son plantas mediterráneas que se dan en el sureste de Luxemburgo. Hay una gran variedad de tipos de praderas; sin embargo, las praderas rugosas, de uso extensivo y ricas en especies, están disminuyendo (el 20 % de las especies de praderas estudiadas están en la Lista Roja de plantas vasculares de Luxemburgo). La vegetación de la parte sur más baja del país (aproximadamente 300 m), en el llamado Gutland, se caracteriza por el uso agrícola y la viticultura a lo largo del Mosela.

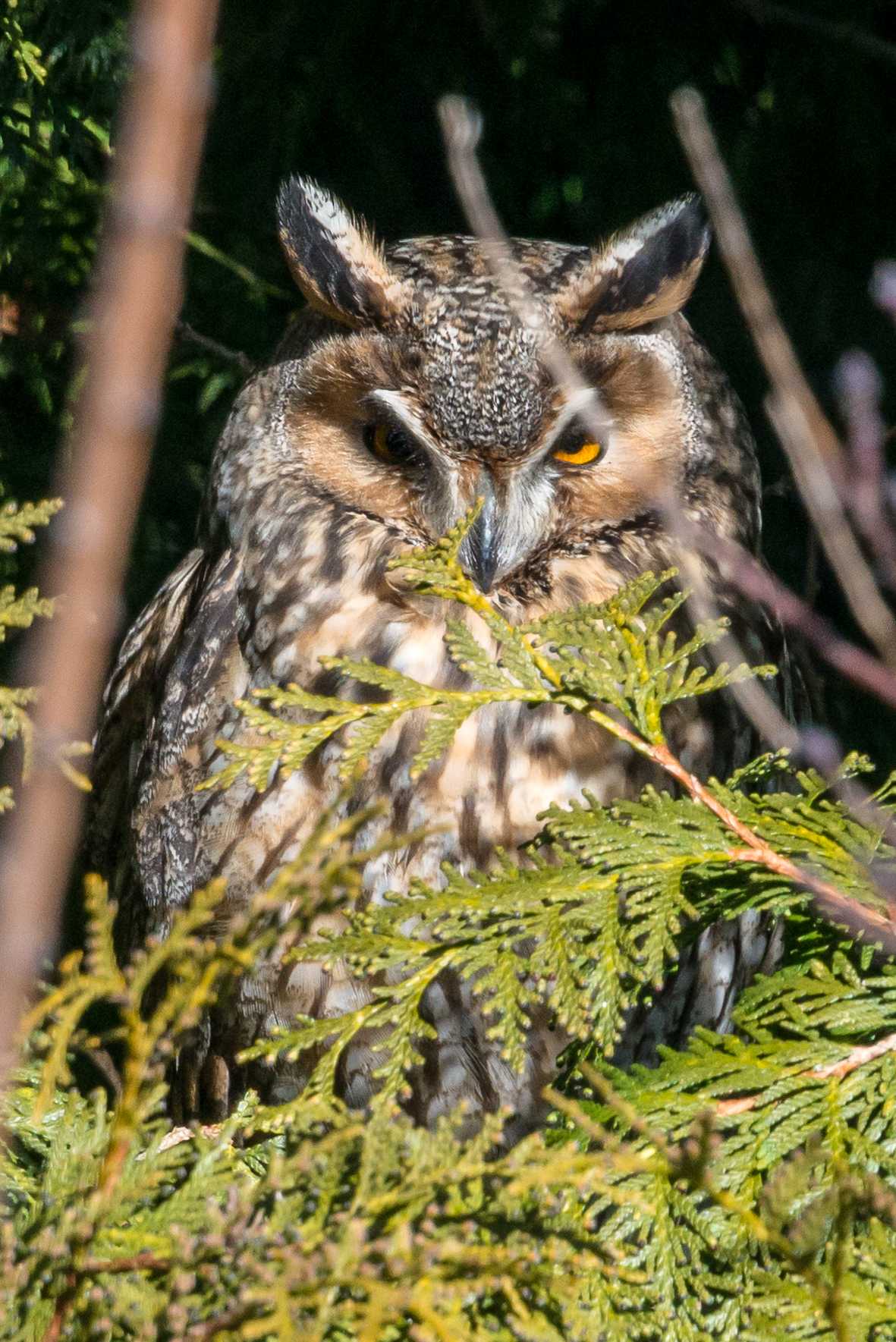
Un Buho Chico (Asio otus) en Luxemburgo

Los bosques de abetos de Luxemburgo, que cubren el 30 % de la superficie forestal del país, se consideran poco naturales. Son el resultado de la repoblación forestal de bosques de monte bajo y de zonas no rentables con esta especie de rápido crecimiento, que se puso de moda después de la Segunda Guerra Mundial. Sin embargo, a excepción del pino silvestre, todas las coníferas de Luxemburgo se encuentran fuera de su área de distribución natural.
La fauna corresponde a la habitual de los países de Europa Central. Sin embargo, el Ösling impresiona con grandes poblaciones de ciervos y jabalíes, así como con aves de presa y especies de aves raras como la cigüeña negra o el urogallo. Otras especies, en cambio, han experimentado un marcado descenso en su número. En los años sesenta, por ejemplo, había entre 3400 y 4200 parejas reproductoras de búho chico en Luxemburgo. En 2006, la población había disminuido a entre 15 y 20 parejas reproductoras Luxemburgo es conocido por su abundancia de peces; hay truchas, lucios, luciopercas, anguilas, carpas y muchas otras especies de peces. Sobre todo en el suave valle del Mosela, pero también en muchos otros lugares (por ejemplo, a lo largo de las vías férreas), se ha instalado el lagarto de muro, un animal que por lo demás es más común en los países mediterráneos.
La caza en Luxemburgo está indisolublemente ligada a la propiedad de la tierra y se organiza en un sistema de caza de distrito. Las especies de caza más importantes por su valor cinegético y por los daños que causa la caza en los bosques y campos son el corzo y el jabalí. Otras especies de caza relevantes son el ciervo, el ánade real y la liebre parda.
El 54.8 % de las especies de mamíferos, el 41.5 % de las de aves, el 33 % de las de reptiles, el 71.4 % de las de anfibios y el 62 % de las de peces de Luxemburgo están amenazadas, según el Observatoire de l'Environnement Naturel (OEN), que ha actualizado el Plan Nacional de Protección de la Naturaleza.

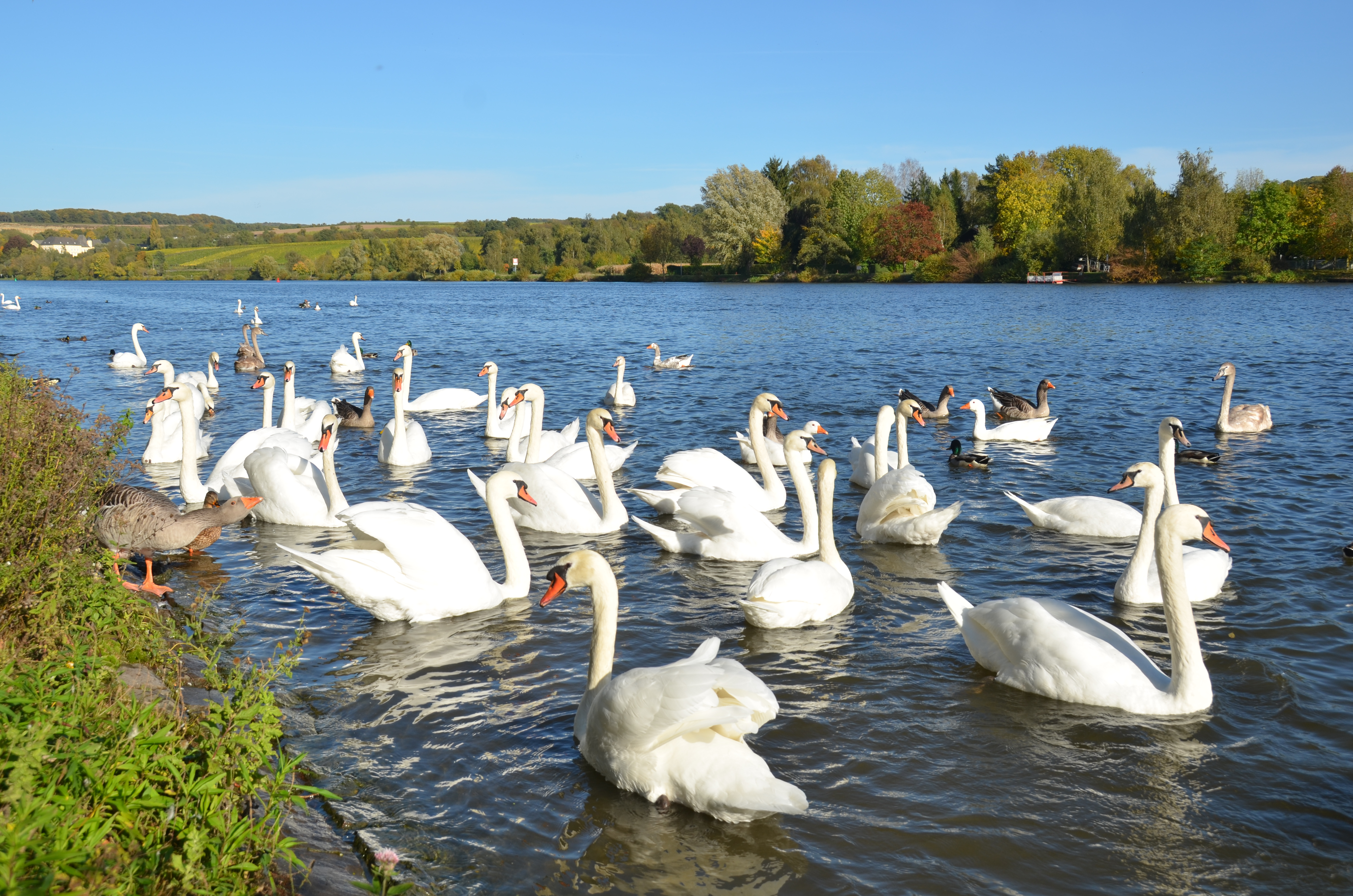
Grupo de cisnes en el río Mosela, en Remich (Luxemburgo)

Existen varios proyectos de conservación de la naturaleza planificados o ya realizados: por ejemplo, el Bongert Altenhoven, los pastizales semiáridos cerca de Junglinster, el sendero natural Deiwelskopp, el Neibruch cerca de Grosbous, la reserva natural Prënzebierg, la reserva natural Sonnebierg, el Canecher Wéngertsbierg o el humedal Cornelysmillen.

## Economía
Luxemburgo posee una economía basada en la gestión de fondos de inversión, fondos de alto riesgo (hedge funds), gestión de telecomunicaciones, logística (gracias a su situación privilegiada entre Francia, Alemania y Bélgica), inversión y gestión aeroespacial (especialmente en satélites gracias a la empresa luxemburguesa SES S.A.), banca privada y gestión de capitales. 

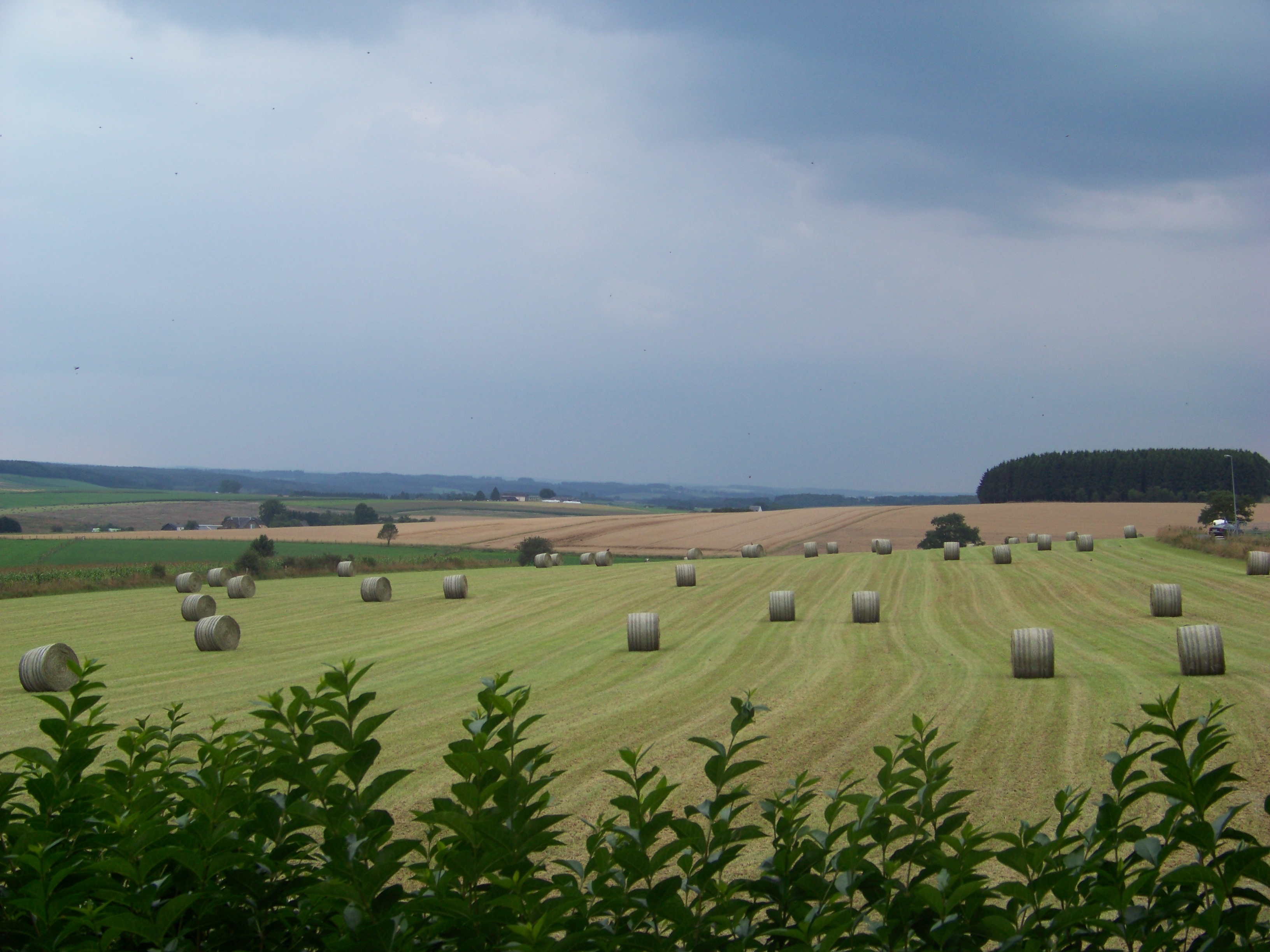
Paisaje agrícola de Luxemburgo.

Todo ello acompañado de uno de los regímenes fiscales más laxos de la Unión Europea, lo que ha generado ciertos escándalos bajo las acusaciones de que ciertas multinacionales como Pepsi, Ikea, Accenture, Burberry, Procter & Gamble, Heinz, JP Morgan, FedEx, Amazon o Deutsche Bank, entre otras, han eludido millones de euros en impuestos cada año. Su economía es estable, con altos ingresos y un crecimiento moderado, baja inflación y baja tasa de desempleo. El sector industrial, hasta hace poco tiempo dominado por el acero, se ha ido ampliando y diversificando hasta incluir la industria química, la de goma y otros productos. Durante las décadas pasadas, el crecimiento del sector financiero había más que compensado la declinación de la industria del acero. La agricultura está basada en pequeñas granjas familiares.
Luxemburgo es uno de los centros comerciales y financieros más importantes que compite con Bélgica y Países Bajos. Luxemburgo posee el segundo PIB per cápita más alto del mundo, después de Catar, aunque algunos organismos le ponen en primer lugar. Luxemburgo además alberga las sedes centrales de varias corporaciones multinacionales, entre ellas Ternium, Tenaris, y una de las seis sedes centrales del líder mundial acerero Arcelor Mittal.
Luxemburgo siempre ha estado a la cabeza en cuanto a prosperidad económica y satisfacción financiera. Supera a toda la Unión Europea en cuanto a condiciones materiales de vida, con un notable índice de 6.9, frente al 6.5 de media del bloque. Estos excelentes resultados se reflejan en el ámbito salarial, donde Luxemburgo se sitúa muy por encima de la media europea Según Eurostat, el salario medio en Luxemburgo asciende a unos sustanciosos 48 220 euros al año o 4018 euros al mes, superando con creces la media europea de 33 500 euros al año o 2791 euros al mes.
Si bien el salario medio proporciona una valiosa visión de conjunto, el salario mediano es igualmente esencial para comprender la distribución de los ingresos. En este sentido, Luxemburgo no tiene parangón en la Unión Europea. Los luxemburgueses ostentan el título de ser las personas más ricas de la UE, con unos ingresos mínimos de 42 482 euros netos al año o 3540 euros al mes. Esta asombrosa cifra casi duplica el salario mediano de la UE, de 18 372 euros al año o 1531 euros al mes. El salario mediano ofrece una visión más representativa de los ingresos, ya que no está influido por valores extremos, lo que lo convierte en un indicador sólido para el análisis salarial.
El mercado laboral luxemburgués representa 445 000 puestos de trabajo ocupados por ciento veinte mil luxemburgueses, ciento veinte mil residentes extranjeros y doscientos cinco mil trabajadores transfronterizos. Estos últimos pagan sus impuestos en Luxemburgo, pero su formación y sus derechos sociales los paga su país de residencia. Lo mismo ocurre con los pensionistas. El gobierno luxemburgués siempre se ha negado a compartir parte de sus ingresos fiscales con las colectividades territoriales fronterizas francesas. Este sistema se considera una de las claves del crecimiento económico de Luxemburgo, pero en detrimento de los países fronterizos.
En 2019, el Día de la Deuda Ecológica del país (el día del año en el cual el consumo de recursos naturales por parte de los seres humanos excede la capacidad terrestre de regenerar tales recursos ese mismo año) es el 15 de febrero. Luxemburgo es el país de la Unión Europea cuyo consumo supera en mayor medida las capacidades del planeta.

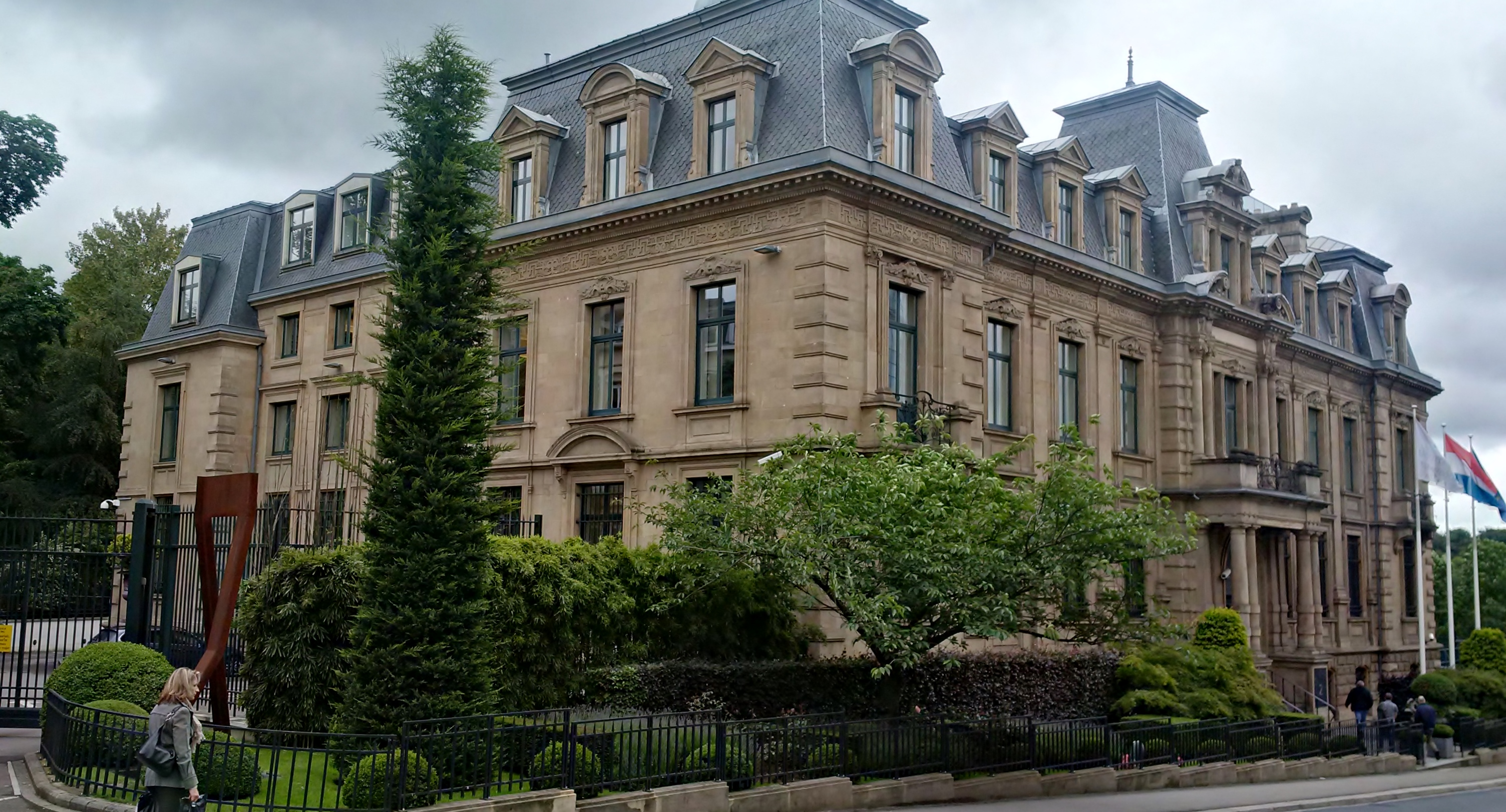
Banco Central de Luxemburgo (Banque Centrale du Luxembourg o Luxemburger Zentralbank)

### Presupuesto
Gracias a los mayores ingresos fiscales, Luxemburgo pudo reducir su déficit público global a 709 millones de euros en 2010. Así, la deuda nacional sigue siendo el 18.4 % del producto interior bruto (PIB). Esto convierte a Luxemburgo en uno de los países menos endeudados de Europa.
Para el total de los presupuestos públicos —es decir, para el Estado, los municipios y la seguridad social— hubo un déficit del 1.7 % del PIB en 2010. Esto significa que Luxemburgo cumple los criterios de Maastricht, que permiten un déficit máximo del 3 %.
Además de varios impuestos sobre las transferencias, el Estado genera una gran parte de sus ingresos a partir de los impuestos sobre la renta y los beneficios: estos incluyen el impuesto sobre la renta, el impuesto de sociedades y el impuesto sobre el comercio.
Los fondos de inversión están exentos del impuesto de sociedades, del impuesto sobre el comercio y del impuesto sobre el patrimonio en Luxemburgo. El impuesto sobre el patrimonio también se ha suprimido para las personas físicas desde 2006. El impuesto de sucesiones sólo se paga en caso de fallecimiento de un residente en el país. Los residentes también pagan un diez por ciento de retención sobre las ganancias de capital.
Con un tipo máximo del impuesto sobre la renta de las personas físicas del 42 %, Luxemburgo tiene un tipo del impuesto sobre la renta de las personas físicas superior a la media de la Unión Europea (en comparación, Bulgaria, por ejemplo, tiene un tipo impositivo único del 10 %).
El tipo del impuesto de sociedades también está por encima de la media de la Unión Europea, con un 17 % (o un 15 % para un volumen de negocio de hasta 175.000 euros), además de un recargo del 7% para el fondo de desempleo.
El 1 de enero de 2015, el tipo de IVA ordinario pasó del 15 % al 17 %

### Servicios
El favorable entorno fiscal de Luxemburgo y su proximidad geográfica a Alemania, Francia, Bélgica y los Países Bajos lo hacen muy atractivo para las empresas internacionales del sector terciario, especialmente los bancos y las compañías de seguros. El sector de los «servicios financieros» contribuyó al valor añadido bruto nacional en 2008 en torno al 24.9 % (1995: 22.1 %, 2000: 25 %); el sector de los «servicios inmobiliarios, de alquiler y empresariales», el 20.6 % (1995: 17.2 %; 2000: 18.7 %).
La mayoría de las grandes empresas establecidas en Luxemburgo no ofrecen sus servicios en el país, o lo hacen de forma limitada, sino que operan principalmente a través de la libre circulación de servicios en otros Estados de la Unión Europea.
Como sede de varias autoridades de la Unión Europea, el país es también importante como centro administrativo internacional.

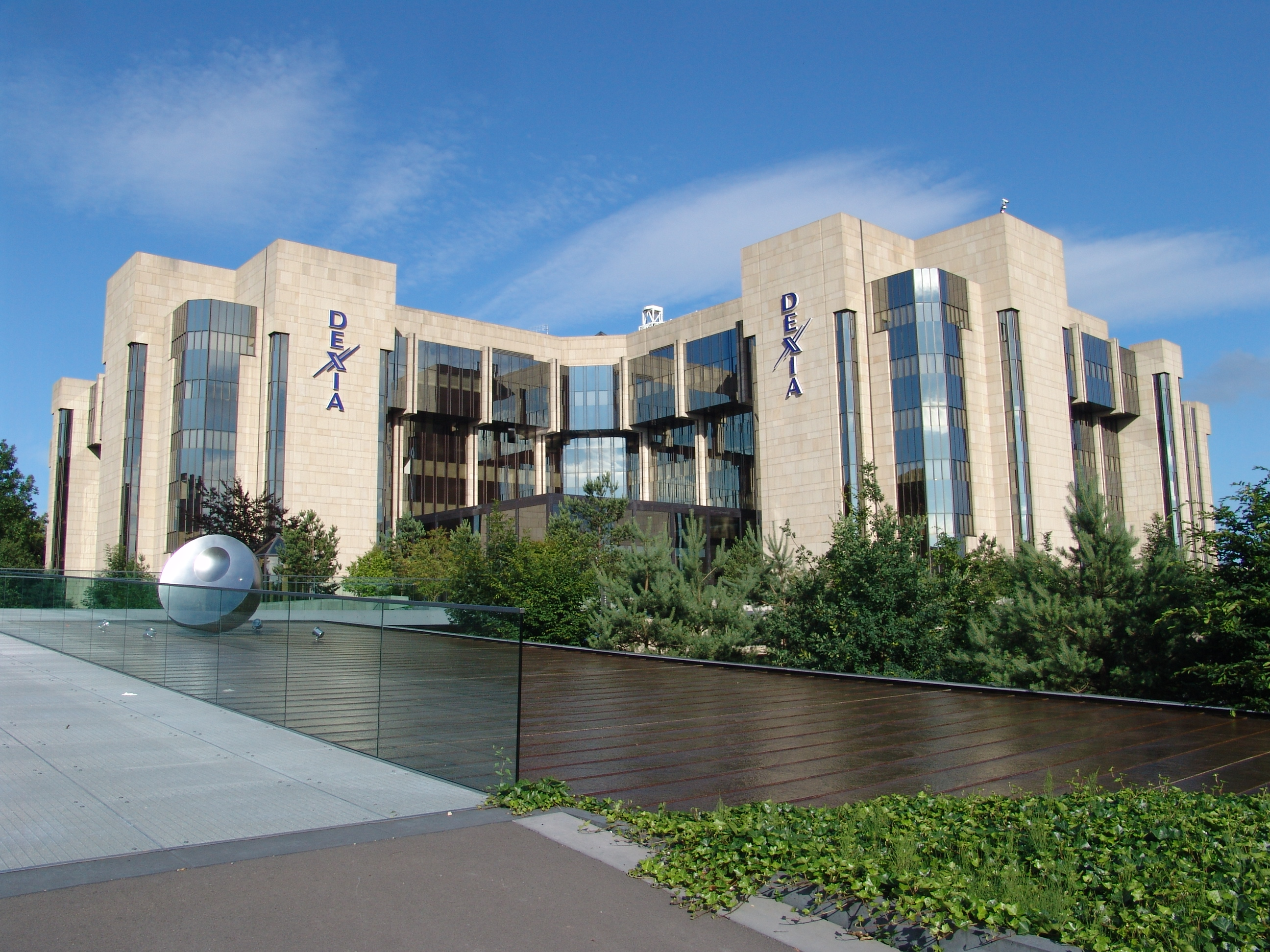
Banco Internacional en Luxemburgo (Banque Internationale à Luxembourg).

### Centro financiero
El centro de la economía luxemburguesa es el sector financiero. El surgimiento de Luxemburgo como centro financiero se vio favorecido principalmente por las ventajosas condiciones del marco jurídico, la orientación internacional y los atractivos tipos impositivos («estrategia de nicho»). Desde 1963, el Banco Ambrosiano tenía una sociedad de cartera en Luxemburgo. Ya en 1970, el peso del sector financiero en la economía luxemburguesa era ligeramente superior al de otros países, pero posteriormente el sector financiero se convirtió en el principal motor de la economía luxemburguesa, así como de la región en general.
En 1970, el Deutsche Bank fundó el Deutsche Bank Luxembourg S.A. como su primera filial en el extranjero, y otras instituciones financieras alemanas, como el Postbank, pero también bancos internacionales le siguieron y ofrecieron instrumentos de financiación especiales. En 1972 se fundó el Banco de Crédito y Comercio Internacional (BCCI).
A 30 de junio de 2010, había 149 bancos registrados en Luxemburgo, casi exclusivamente filiales o sucursales de grandes bancos extranjeros de 25 países. Los bancos de origen alemán son, con diferencia, el grupo más numeroso, con 44 unidades. Uno de los principales pilares del centro financiero de Luxemburgo son sus fondos. A finales de mayo de 2010, más de 3.500 fondos de inversión (organismes de placement collectif u «OPC» para abreviar) tenían su domicilio social en Luxemburgo. Éstos gestionaban un total de más de 2 billones de euros en activos de inversión, lo que convierte a Luxemburgo en el mayor emplazamiento de fondos de Europa; a nivel mundial, ocupa el segundo lugar, por detrás de Estados Unidos. La mayor cuota de mercado en términos de volumen de inversión la tienen los proveedores de fondos de Estados Unidos, Alemania y Suiza. En 2011, Luxemburgo ocupó el tercer lugar, por detrás de las Islas Caimán y Suiza, en el Índice de Finanzas en la Sombra de la Red de Justicia Fiscal, por lo que fue considerado un paraíso fiscal.
Al mismo tiempo, la dependencia de las instituciones financieras representa un riesgo importante para la economía luxemburguesa, ya que en caso de crisis en el sector financiero, esto también tendrá un impacto importante en la economía en su conjunto. El Banco Central Europeo y la Comisión Europea ya advirtieron a Luxemburgo al respecto el 1 de octubre de 2010. Sin embargo, mientras que en 2009 los beneficios de los bancos luxemburgueses siguieron aumentando a pesar de la crisis financiera desde 2007, el número de empleados y de bancos que operan en Luxemburgo disminuyó. Según el director del banco central, por el contrario, los beneficios del sector bancario se desplomaron un 19 % en los nueve primeros meses de 2010 y hubo unos mil despidos. Luxemburgo es una sede de las compañías de reaseguros y un importante centro del sector de los seguros.
Luxemburgo es un emplazamiento para las compañías de reaseguros que no desempeña un papel importante en términos internacionales.
Según un análisis del Comité para el desarrollo de la plaza financiera, el sector financiero representaba el 25 % del producto interior bruto del país en 2008. El centro financiero empleaba directamente a unas 47 700 personas —lo que equivale al 14 % del empleo total— y contribuía directamente al 25 % de los ingresos fiscales del Estado.
En noviembre de 2014, se hicieron públicas 28 000 páginas originales de documentos confidenciales que documentaban los esquemas de evasión fiscal de empresas mundiales en el llamado escándalo Luxembourg Leaks. La publicación había sido preparada durante meses por ochenta periodistas de veintiséis países.

### Industria pesada y manufacturera

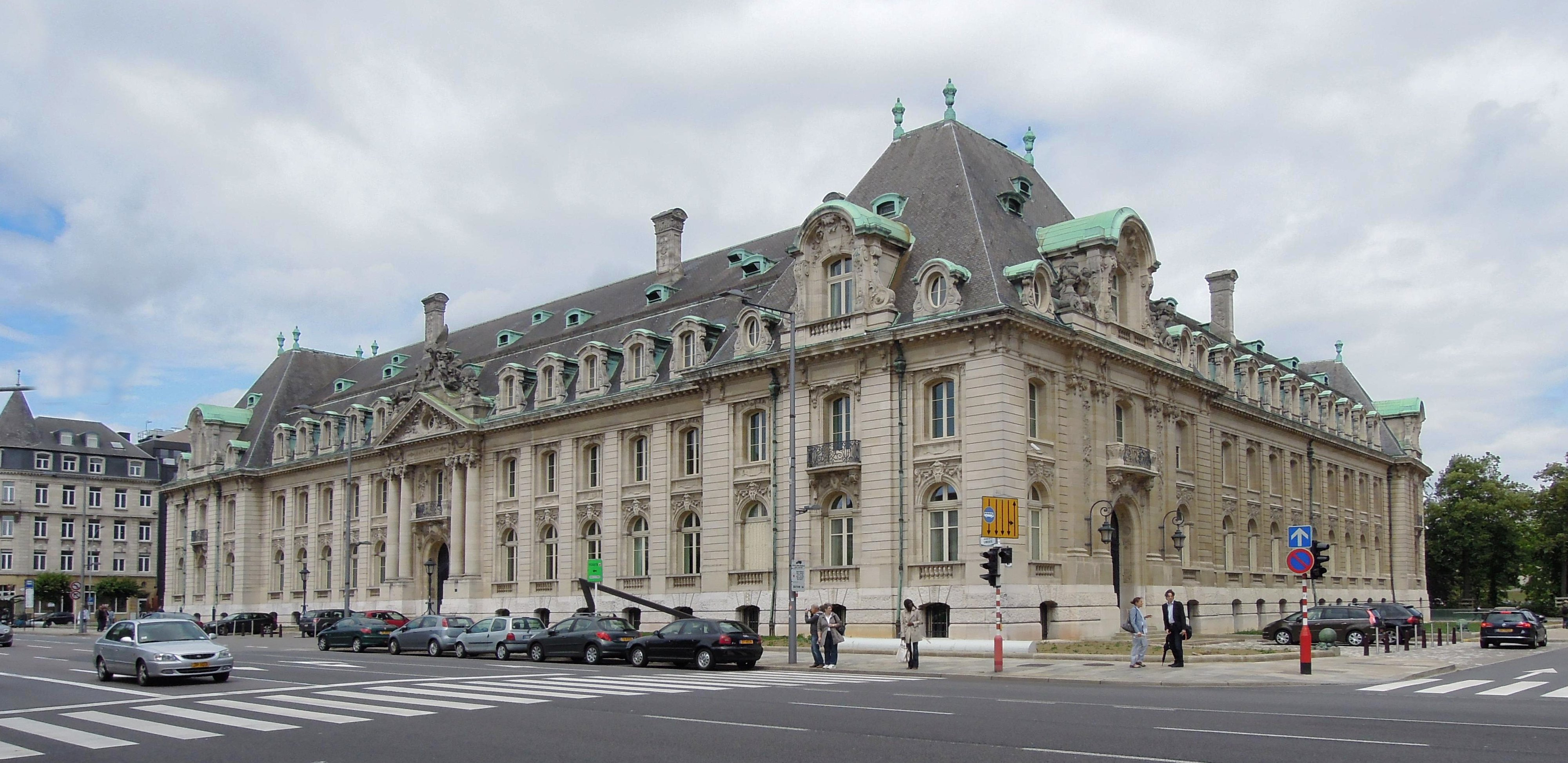
Antigua sede de ArcelorMittal en Luxemburgo.

La industria pesada, que siguió siendo dominante hasta los años 70 y que se había establecido desde mediados del siglo XIX, principalmente con capital alemán, era la piedra angular de la prosperidad de Luxemburgo y se basaba en los ricos yacimientos de mineral del suroeste del país. Desde la gran crisis estructural de los años setenta, sólo representa alrededor del 30 % de la producción industrial y ha ido perdiendo importancia. La industria siderúrgica genera ahora sólo el 2.7 % del valor añadido bruto. El principal empleador era la empresa siderúrgica ARBED, que pudo sobrevivir a la crisis del acero a costa de reducir la plantilla (de 27 000 trabajadores a principios de los 70 a unos 6700) y de una rigurosa modernización. En enero de 2002, Arbed se fusionó con Usinor (francesa) y Aceralia (española) para formar Arcelor, entonces la segunda empresa siderúrgica del mundo, que se fusionó con Mittal Steel en 2006 para formar ArcelorMittal, el mayor productor de acero del mundo.
Entretanto, desde mediados de la década de 1970 se han añadido otras industrias, como la química, especialmente la de neumáticos para automóviles (Goodyear) y otros productos de caucho, así como la de plásticos y fibras sintéticas, la de fabricación de maquinaria y vehículos, la de cerámica, la del vidrio, la de producción textil y la alimentaria. Su cuota de valor añadido bruto asciende al 6.6 %. La ubicación principal de la industria manufacturera sigue siendo el antiguo distrito de la industria pesada en el suroeste del país, con su centro cerca de Esch en el Alzette («Minette»).

### Comercio exterior
Los bienes de exportación más importantes son los metales y los productos metálicos, la maquinaria y los equipos, los productos de plástico y caucho, el material de transporte, los productos de piedra, el vidrio, la cerámica y los productos químicos.
Los bienes de importación más importantes son la maquinaria y los aparatos, los productos de la industria siderúrgica, el material de transporte, los minerales, incluidos los productos petrolíferos, los productos químicos, los productos textiles y las prendas de vestir, los productos de plástico y caucho.
Los principales socios comerciales de Luxemburgo son Bélgica, Alemania y Francia. Alrededor del 60 % se exporta a estos países y casi el 80 % se importa de ellos. Aunque la balanza comercial es negativa, la balanza de servicios es mayor que el saldo negativo de la balanza comercial, por lo que la balanza por cuenta corriente es positiva.

## Demografía

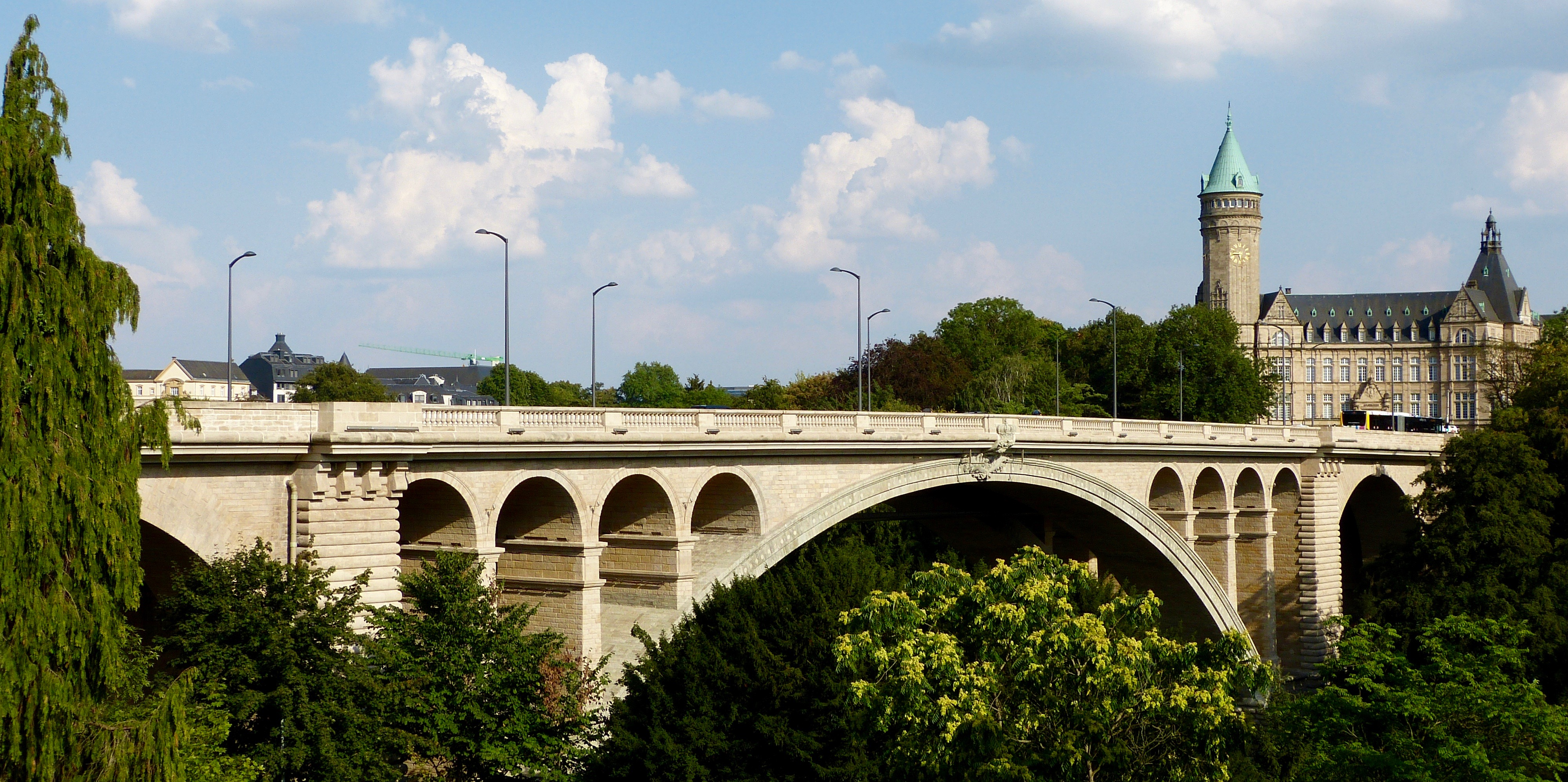
Puente de Adolfo.

Luxemburgo contaba en 2021 con aproximadamente 643 941 habitantes. En los últimos 30 años la población ha aumentado en más de cien mil personas. Si se compara con sus países vecinos, se trata de un fenómeno excepcional. El motivo destacado de este crecimiento es la inmigración. Los nacionales han visto estancarse su población en torno a 280 000, y sin el recurso a las naturalizaciones habrían disminuido. La tasa media anual de inmigración fue del 1 % para el decenio 1990-2000, cuando la media de la Europa de los Quince estaba en torno al 0.23 %.
De los 455 000 habitantes en 2005, 277 600 eran luxemburgueses, 65 700 portugueses, 22 400 franceses, 18 800 italianos, 16 100 belgas, 10 400 alemanes, 4500 británicos, 3500 neerlandeses, 9600 ciudadanos de otros países de la Unión Europea y 26 300 ciudadanos de otros estados.[actualizar]
El fenómeno de la inmigración se remonta al siglo XIX. Ya en 1880 un 6 % de la población era de otras nacionalidades, subiendo al 12.2 % en 1900, 12.8 % en 1922 —a pesar de los efectos negativos de la Primera Guerra Mundial— y 18.6 % en 1930. Solo la crisis de 1929 y la Segunda Guerra Mundial contrarrestaron el fenómeno, de forma que el porcentaje de extranjeros en 1947 era del 10 %. Pero tras la postguerra el ritmo anterior ha continuado, alcanzándose el 18.4 % en 1970, el 26.3 % en 1981, el 29.7 % en 1991, y siendo en 2005 del 39 %.
Además de los inmigrantes residentes en Luxemburgo, un tercio de la mano de obra la proporcionan inmigrantes de día que residen en los países vecinos.

### Salud

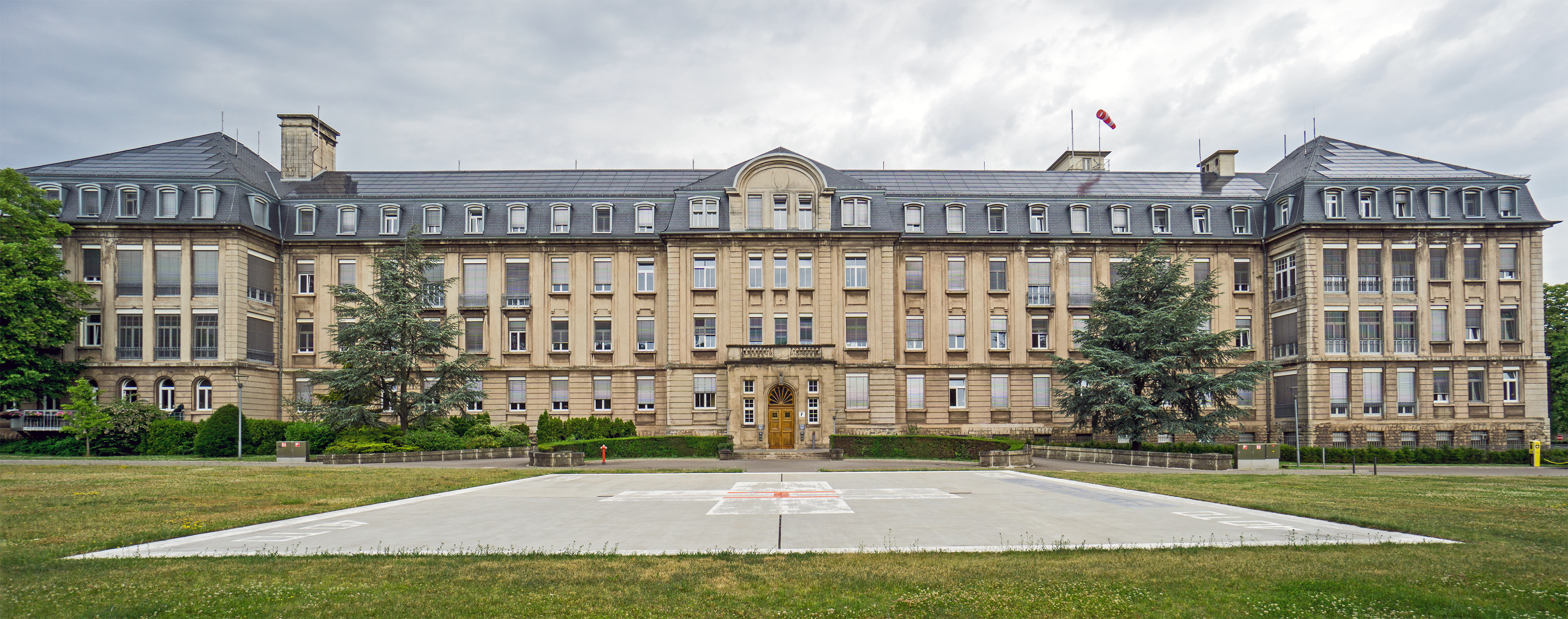
Centro hospitalario Emile Mayrisch Esch-Alzette.

Luxemburgo cuenta con un sistema de salud basado en el sistema Bismark, en el que el Estado gestiona los servicios de salud mediante impuestos, mientras que cada paciente paga aproximadamente el 20 % de los gastos médicos en los que incurre, ya sean medicamentos, visitas u hospitalización.[cita requerida]
En Luxemburgo no es obligatorio que haya un médico de cabecera en cada zona. El ciudadano puede contratar uno (en Luxemburgo es algo habitual que el médico preste consulta en los domicilios particulares) o acudir a servicios de salud de otras zonas.[cita requerida]
El 1 de enero de 2003 se puso en marcha un programa de asistencia para las personas con bajos ingresos impulsado por el Ministerio de Salud.[cita requerida]

### Lenguas
La situación lingüística de Luxemburgo se caracteriza por el reconocimiento de tres idiomas oficiales: francés, alemán y luxemburgués. El luxemburgués es una lengua de origen alto alemán.
En los primeros tiempos del país, el francés tenía un gran prestigio, y aún posee un uso preferente como idioma administrativo y oficial. El alemán se utilizaba en el campo político, para formular las leyes y ordenanzas con el fin de hacerlas comprensibles a todos. En la escuela primaria, la educación estaba limitada al alemán, mientras que el francés se enseñaba en la educación secundaria.
La ley del 26 de julio de 1843 reforzó el bilingüismo, introduciendo la enseñanza del francés en las escuelas primarias.
El luxemburgués es un idioma muy influido por el francés coloquial, fue introducido en la escuela primaria en 1912.

#### Lenguas oficiales

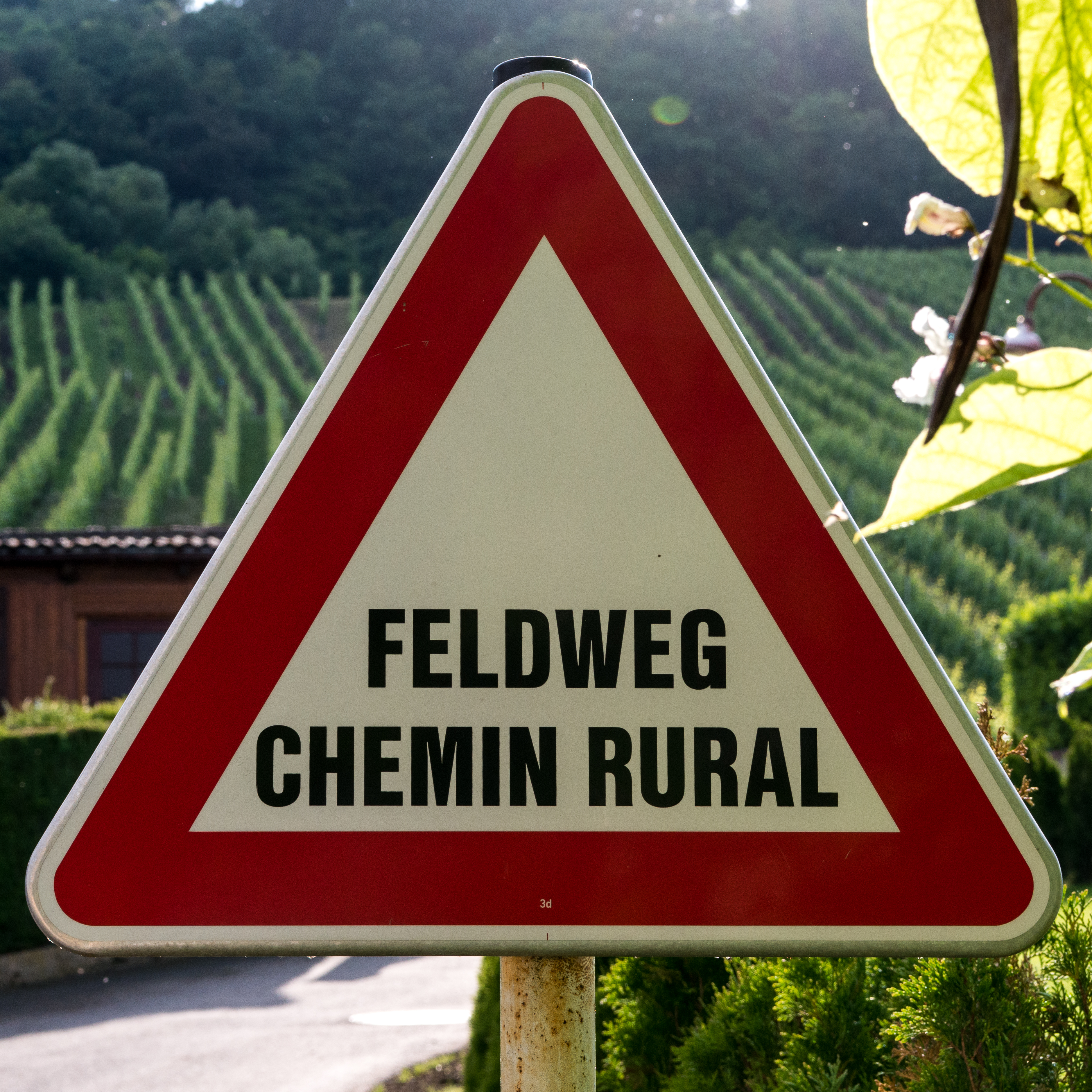
Señal de tráfico en Luxemburgo escrita en francés y alemán.

Hasta 1984, el uso oficial de las lenguas estaba basado en los decretos de 1830, 1832 y 1834, los cuales permitían elegir libremente entre el francés y el alemán. El francés fue el preferido para la administración. El luxemburgués aún no tenía estatus oficial.
La revisión constitucional de 1984 dio a los legisladores la posibilidad de regular los idiomas mediante ley. El 24 de febrero de 1984 una ley hizo del luxemburgués el idioma oficial: «El luxemburgués es la lengua nacional de los luxemburgueses», dice su artículo 1. Además, esta ley reconoció los tres idiomas utilizados (el francés, el alemán y el luxemburgués) como lenguas oficiales. El francés aún permanece como el idioma de la legislación (según recoge el artículo 2 de la citada norma), debido a la aplicación del código civil napoleónico. El artículo tercero establece como lenguas administrativas y judiciales el francés, el alemán y el luxemburgués.
Según encuestas recientes, el francés sigue siendo el idioma más utilizado en la vida profesional.
En la vida cotidiana, el francés es el idioma dominante en el comercio y en las comunicaciones escritas destinadas al público (por ejemplo, señales de tráfico, vallas publicitarias). El alemán está muy presente, con el francés, en los medios impresos. Por ejemplo, es habitual que en las publicaciones escritas se alternen sin traducción artículos en francés y artículos en alemán.
Los documentos oficiales (por ejemplo, pasaporte) y las comunicaciones del gobierno generalmente se escriben solamente en francés.

### Educación
El luxemburgués se enseña en las escuelas, después del francés y el alemán. Su enseñanza se limita a solo una hora semanal y durante los primeros años de la escuela primaria. En las escuelas secundarias también se enseña inglés y muchas veces también latín, español o italiano. En la Universidad, la variedad de lenguas permite que los estudiantes locales puedan continuar su educación superior en países en los que se hable alemán, francés o inglés.
La escuela pública infantil comienza a los cuatro años. Las clases se imparten durante cinco mañanas y tres tardes por semana. La escuela primaria va de seis a once años. Las escuelas secundarias se dividen en complementarias, técnicas y generales. Luxemburgo tiene una única universidad (la Universidad de Luxemburgo), creada en 2003. Todos los profesores tienen que demostrar su dominio del luxemburgués, del francés y del alemán estándar antes de comenzar a trabajar en las escuelas.

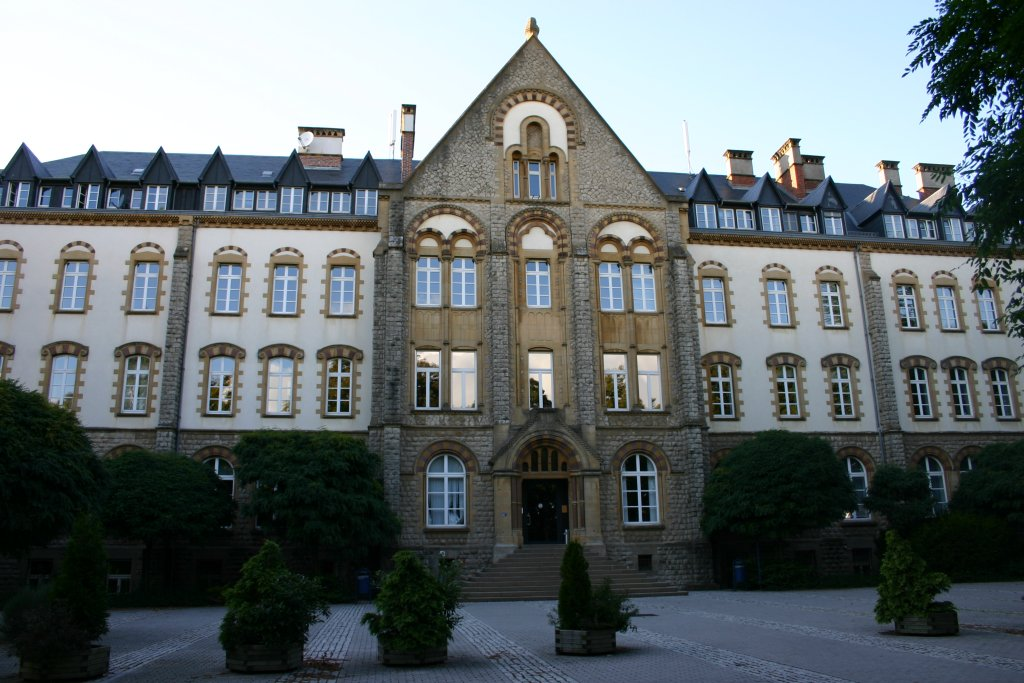
Universidad de Luxemburgo.

#### Educación superior
Luxemburgo cuenta con una universidad independiente desde 2003, que se considera multilingüe, internacional y centrada en la investigación, y que contó con unos 6200 estudiantes en el semestre de invierno 2012/2013. Sus estudiantes se forman en tres facultades en los campos de las ciencias naturales, la tecnología, el derecho y la economía, así como en las ciencias sociales y educativas, la historia, las ciencias políticas, la filosofía y el multilingüismo. La Universidad de Luxemburgo ofrece programas de grado y máster y supervisa a los estudiantes de doctorado. La mayoría de los programas de grado pueden estudiarse íntegramente hasta el nivel de licenciatura en Luxemburgo. Sin embargo, para los estudiantes de licenciatura es obligatoria una estancia en el extranjero de al menos un semestre. Las universidades belgas, francesas y alemanas, en particular, desempeñan un importante papel como anfitrionas. No obstante, la Universidad de Luxemburgo mantiene acuerdos de colaboración para el intercambio de estudiantes e investigadores con unas 50 universidades de 15 países, entre ellos China, Estados Unidos y Canadá.
La Universidad de Luxemburgo y el Instituto Luxemburgués de la Salud (LIH) colaboran en la realización de investigaciones y estudios de doctorado en medicina, incluso en el ámbito de la medicina molecular moderna.
Además, en 2012 se creó la universidad privada reconocida y acreditada eufom (European University for Economics & Management). El concepto europeo de la Universidad eufom se dirige específicamente a los profesionales y aprendices de la llamada Gran Región y del Gran Ducado de Luxemburgo que desean obtener una cualificación académica paralelamente a sus actividades empresariales o compañías. Las lenguas de enseñanza son el alemán (licenciatura) y el inglés (máster).
En septiembre de 2016, la Cámara de Comercio de Luxemburgo (Chambre de Commerce) y la Cámara de Oficios de Luxemburgo (Chambre des Métiers) lanzaron la Universidad de Negocios ISEC, como institución universitaria independiente sucesora de eufom. ISEC está reconocida y acreditada por el Estado.

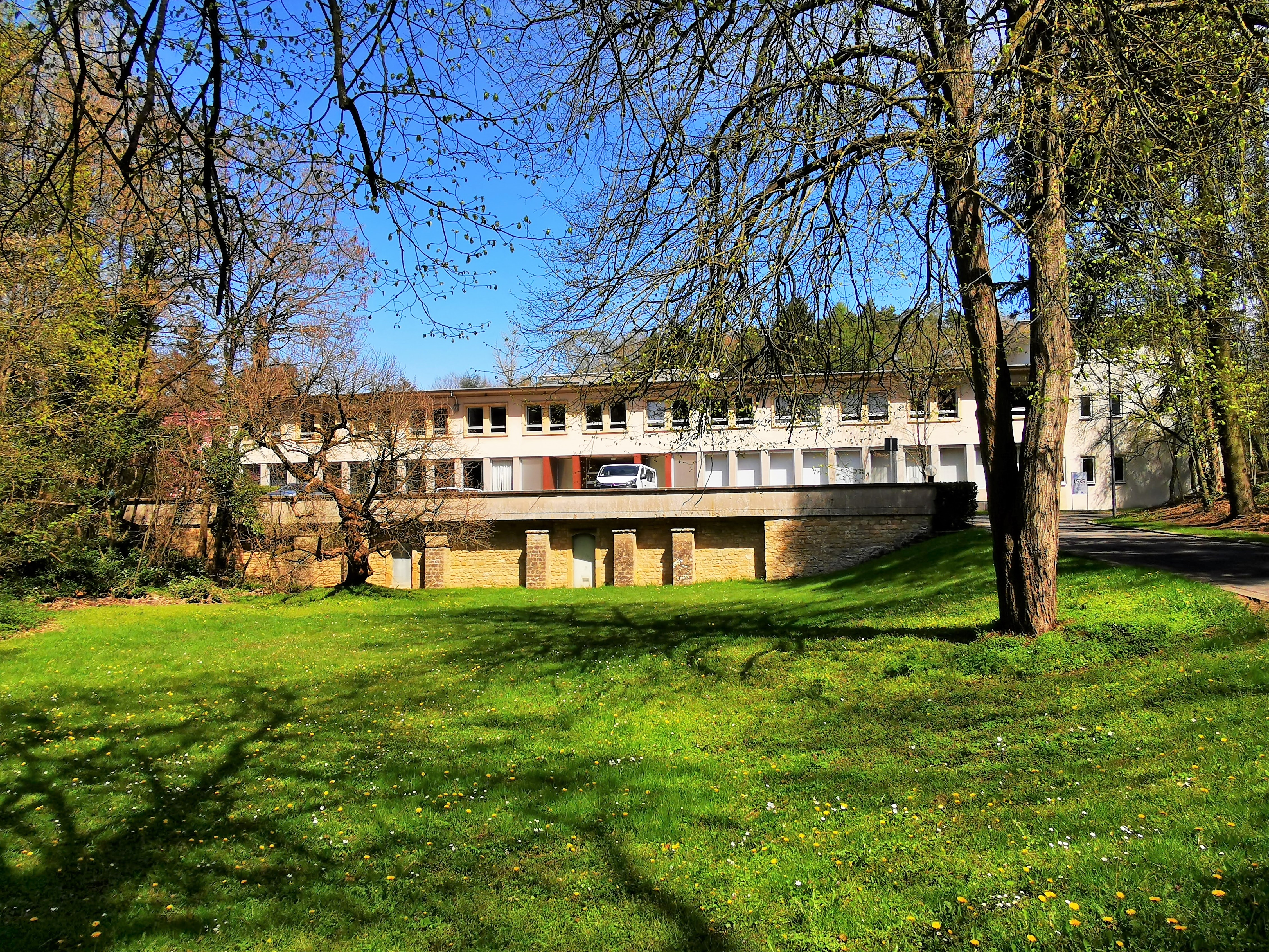
Seminario o Centro Juan XXIII (centre Jean-XXIII).

En el castillo de Wiltz se encuentra la Universidad DTMD de Tecnologías Digitales en Medicina y Odontología, una universidad privada con certificación ISO según la legislación luxemburguesa. Fue fundada por André Reuter (Presidente), Ralf Rössler (Decano) y Daniel Grubeanu (Vicedecano de Enseñanza y Gestión de la Calidad) y ofrece programas de postgrado, máster a tiempo parcial y doctorado para médicos, odontólogos y protésicos dentales, así como formación curricular para protésicos dentales y asistentes médicos.
La Universidad de Innsbruck y la Universidad de Viena ostentan el título de «Universidad Nacional para Luxemburgo» desde la época de María Teresa, que entonces era también duquesa de Luxemburgo. Los estudiantes luxemburgueses obtienen tradicionalmente sus títulos académicos en el extranjero. Alrededor del 19.6 % de los estudiantes están matriculados en universidades alemanas (especialmente en disciplinas técnicas y ciencias naturales), mientras que el 22.6 % lo están en Bélgica y Francia.
La creación de la Universidad de Luxemburgo tiene como objetivo fortalecer a Luxemburgo como lugar de investigación y consolidar a Luxemburgo como lugar de negocios. Además, se pretende atraer a más estudiantes extranjeros a Luxemburgo. No obstante, Luxemburgo tiene dificultades con el reconocimiento de algunas titulaciones extranjeras y tiene problemas particulares con los graduados de las universidades alemanas de ciencias aplicadas y de educación cooperativa que, por ejemplo, no pueden demostrar que han tenido cuatro años de experiencia profesional en Alemania, como exige la Directiva de Arquitectura de la CE. Luxemburgo tenía su propia universidad de ciencias aplicadas, el Institut Supérieur de Technologie, que se integró en la nueva universidad en 2003.

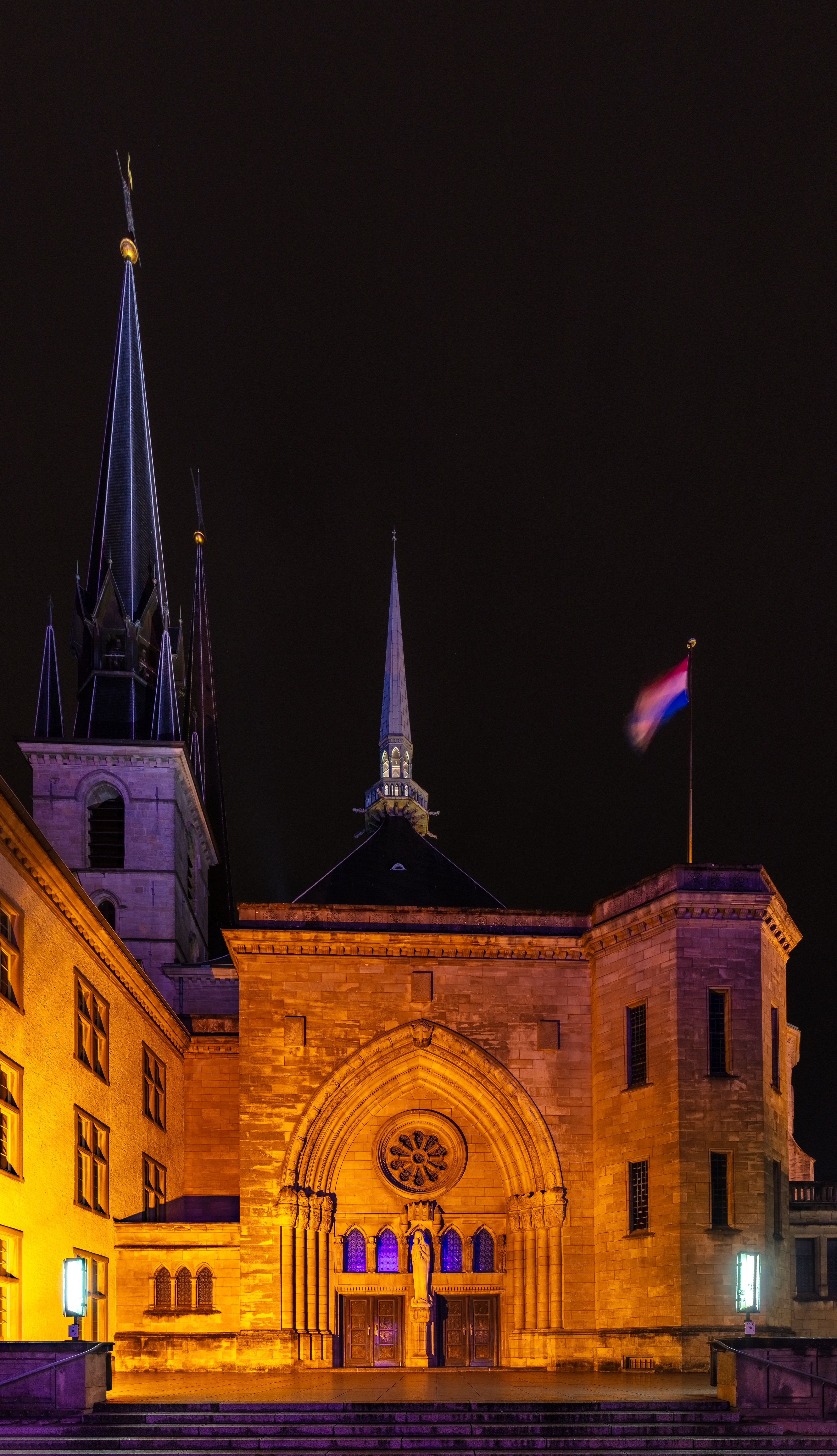
Catedral de Nuestra Señora o Notre-Dame de Luxembourg.

El CEDIES es responsable de las ayudas a los estudiantes luxemburgueses. En el semestre de invierno 2010/11, el gobierno introdujo un plan de ayudas a los estudiantes que es independiente de los padres. Cada estudiante cuyos padres trabajan o residen en Luxemburgo recibía trece mil euros anuales (la mitad en forma de préstamo al 2 % de interés). En julio de 2014, el Parlamento decidió modificar la ley. La nueva beca consta de cinco componentes: una beca básica para cada estudiante (dos mil euros); una beca de movilidad para los estudiantes que estudian en el extranjero y pagan el alquiler (dos mil euros); una beca social vinculada a los ingresos de los padres del estudiante (hasta dos mil quinientos euros); una beca familiar si todavía hay un hermano que estudia junto al estudiante (quinientos euros), y un préstamo de hasta siete mil euros.

### Religión
En 2008, año del último sondeo, el 73 % de los luxemburgueses se adherían a las formas de cristianismo (el 68.7 % eran católicos y el 1.8 % protestantes, mientras que el 1.9 % se adherían a otras denominaciones cristianas, especialmente cristianismo ortodoxo). 2.6 % de la población seguía las religiones no cristianas, siendo la mayoría de ellos musulmanes (2 %). 24.9 % de los luxemburgueses no formaban parte de ninguna religión. Independientemente de sus afiliaciones religiosas, un 56 % decían ser religiosos, 35 % afirmaban ser no religiosos y 9 % decían ser ateos.
Luxemburgo es un estado secular, pero el estado reconoce ciertas religiones como oficiales. Esto le da al estado ciertos poderes en la administración religiosa y el nombramiento del clero, a cambio de lo cual el estado paga ciertos costos de funcionamiento y salarios. Actualmente, las religiones cubiertas por tales acuerdos son el catolicismo, el judaísmo, la ortodoxia griega, el anglicanismo, la ortodoxia rusa, el luteranismo, el calvinismo, el menonitismo y el islamismo.

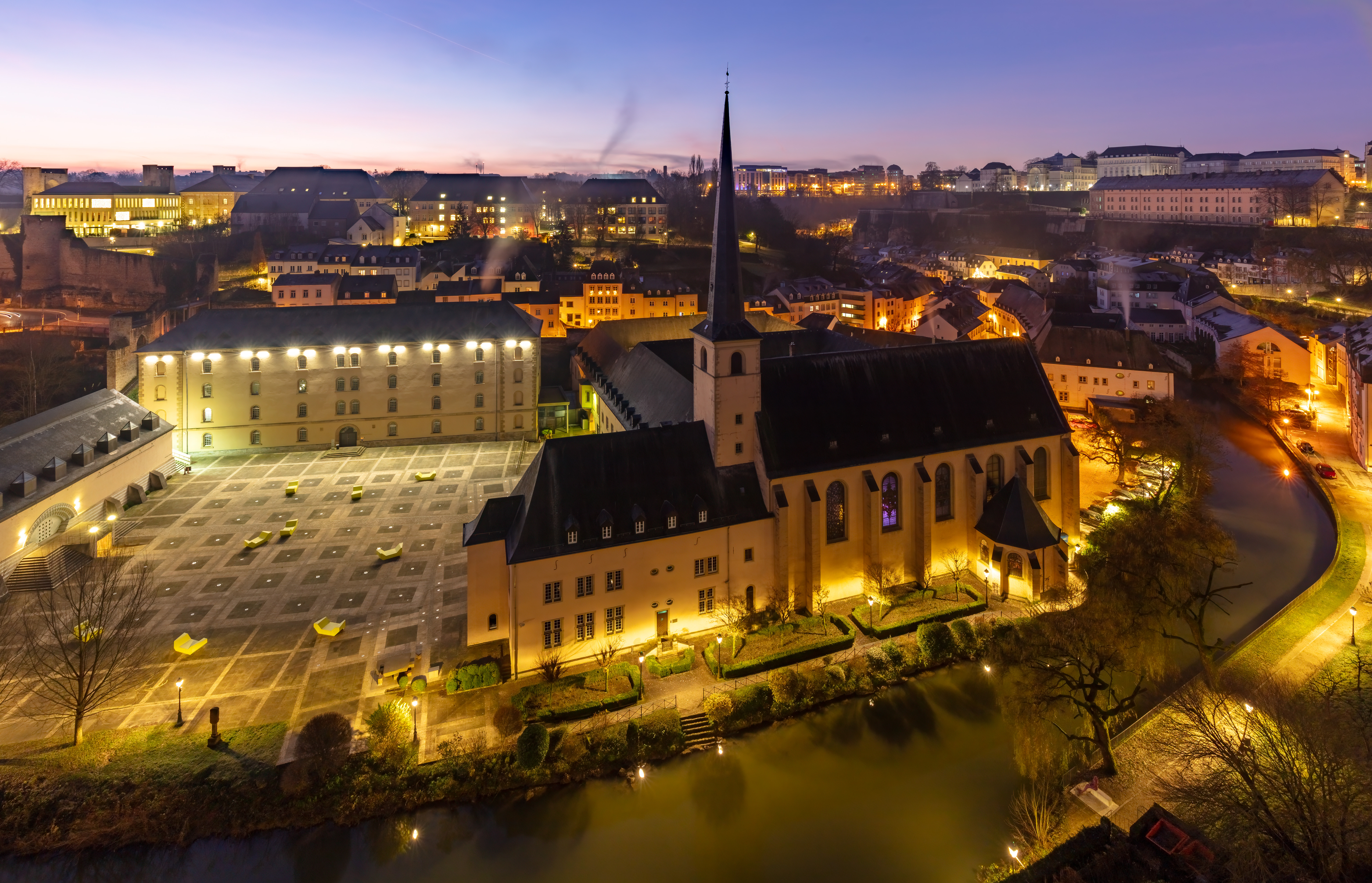
Abadía Neumünster, ciudad de Luxemburgo, Luxemburgo.

Desde 1980 ha sido ilegal que el gobierno recopile estadísticas sobre creencias o prácticas religiosas. Una estimación del CIA Factbook para el año 2000 es que el 87 % de los luxemburgueses son católicos, incluida la gran familia ducal, el 13 % restante está formado por protestantes, cristianos ortodoxos, judíos, musulmanes y otros sin religión. Según un estudio del Pew Research Center de 2010, 70.4 % son cristianos, 2.3 % musulmanes, 26.8 % no afiliados y 0.5 % otras religiones.
Según una encuesta del Eurobarómetro de 2005, el 44 % de los ciudadanos de Luxemburgo respondió que creen que hay un Dios, mientras que el 28 % respondió que creen que hay algún tipo de espíritu o fuerza vital y el 22 % que «ellos no creen que hay algún tipo de espíritu, dios o fuerza vital».

### Comunas por población
| Ciudad           | Población |
| ---------------- | --------- |
| Luxemburgo       | 128 097   |
| Esch-sur-Alzette | 36 117    |
| Differdange      | 28 532    |
| Dudelange        | 21 568    |
| Péiteng          | 20 385    |
| Ettelbruck       | 17 841    |
| Kayl             | 12 850    |

## Telecomunicaciones

### Teléfono
El código telefónico internacional de Luxemburgo es +352. No hay códigos de área. Los números de teléfono móvil o celular consisten en la marcación de red de tres dígitos, por lo que el «6» de la marcación de red forma parte del número de teléfono y también debe marcarse desde el extranjero. Esta marcación de red va seguida de un número de teléfono de seis dígitos. Desde septiembre de 2006, los números siempre comienzan con un «6». Antes de eso, un «0» era común. El cambio de la marcación de la red de «0XX» a «6XX» se hizo para cumplir con el acuerdo internacional sobre planes de numeración.
La autoridad reguladora es el Instituto Luxemburgués de Regulación (Institut Luxembourgeois de Régulation)
En 2014, había 271 100 líneas fijas y 883 100 suscripciones a móviles en todo el país. El uso del teléfono móvil está muy extendido en Luxemburgo. Según una encuesta de 2006 (Statec), el 93.8 % de los luxemburgueses posee al menos un teléfono móvil.
- El mayor operador es Post Telecom (antiguo nombre de LuxGSM) (dial de red 621).
- El segundo operador más importante es la filial de Tele2, Tango (acceso a la red 691).
- El tercer operador más importante es Orange (antiguo nombre de Vox) (código de acceso a la red 661).

La facturación total en el negocio de las telecomunicaciones de todos los operadores fue de 534.7 millones de euros en 2014.

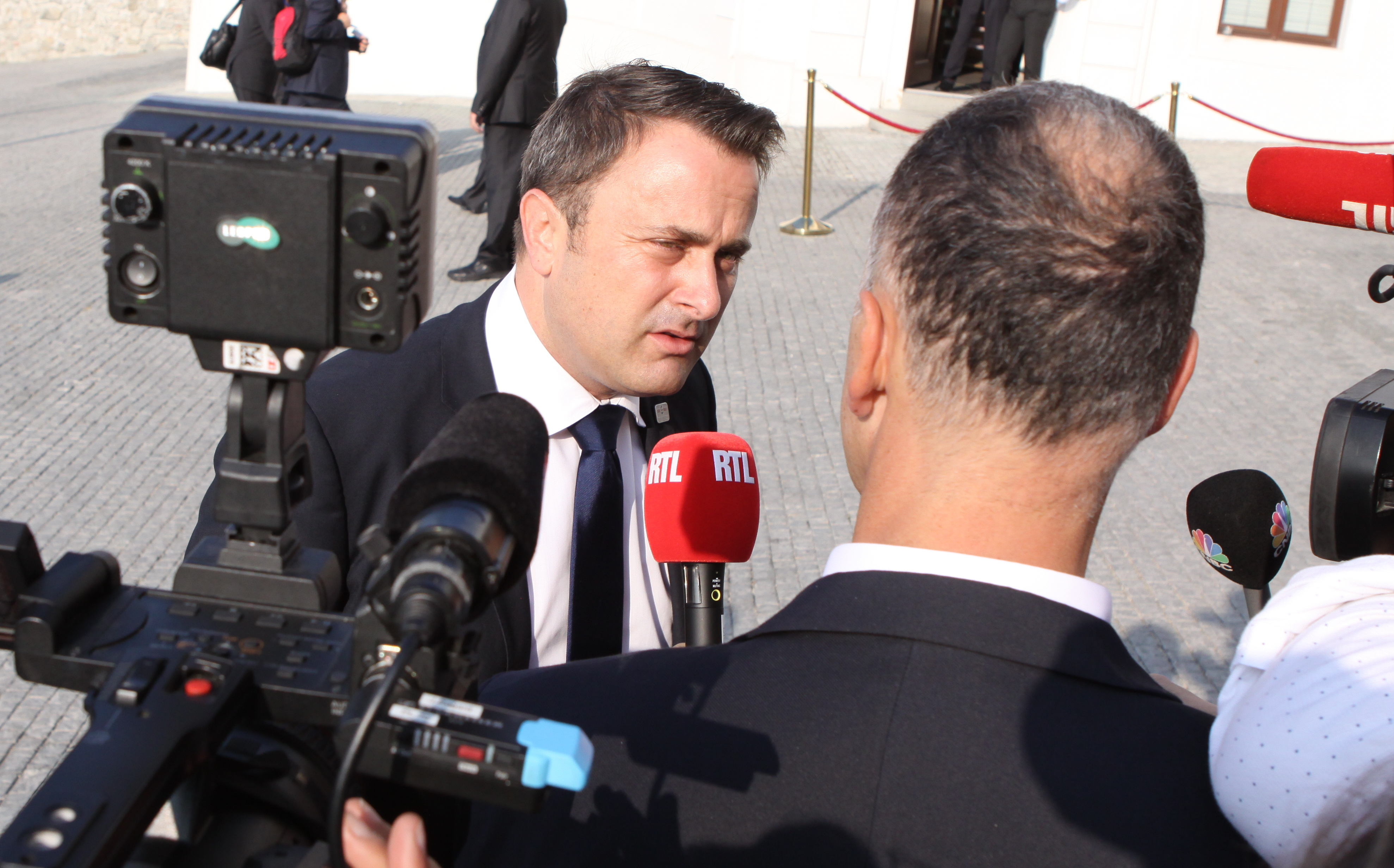
El primer ministro de Luxemburgo siendo entrevistado por RTL Radio Lëtzebuerg en 2016.

### Televisión y radio
Luxemburgo posee medios de comunicación en televisión como RTL (Radio televisión luxemburguesa), TVDOK y Luxe TV. Existen diferentes emisoras de radio dependiendo de las tres lenguas oficiales, pero también existen en lengua portuguesa, como «Radio Latina» (debido a la gran comunidad lusa en el país), e igualmente en inglés. RTL Radio Luxembourg es la más grande y es emitida en luxemburgués. En francés, existe Radio L'essentiel, la cual proviene del mismo grupo que el periódico gratuito en lengua francesa L'essentiel. 
En luxemburgués también existe la Radio 100.7, que es una emisora con un programa cultural. El principal grupo de comunicación es RTL Group, grupo privado que se ha extendido por toda Europa. Otra peculiaridad de Luxemburgo es que las cadenas de televisión emiten simultáneamente en PAL y SECAM; PAL para la parte de habla francesa de Bélgica y el propio Luxemburgo y SECAM para Francia. El Gran Ducado también es la sede de SES Astra, empresa que posee y opera la serie de satélites geoestacionarios Astra.
Un hito importante se dio el 1 de septiembre de 2006, cuando Luxemburgo se convirtió en el primer país del mundo en realizar la transición completa a la emisión digital.

### Internet
En 2020, el 98.8 % de los luxemburgueses utilizaba Internet.
Mientras que Luxemburgo es líder europeo en compras en línea por parte de particulares, la venta y compra en línea no es muy común entre las empresas luxemburguesas.
Se ha creado un organismo para garantizar la seguridad de la red (Cases), así como para garantizar la protección de los datos personales.
«Hotcity» es una WLAN para toda la ciudad en la capital del Gran Ducado. El proyecto se fundó en 2007, el Ayuntamiento de Luxemburgo tiene una participación del 51 % en la empresa y Post Luxembourg posee el 49 % de las acciones.
Según el Índice mundial de innovación, a cargo de la Organización Mundial de la Propiedad Intelectual, en su versión 2022, Luxemburgo se ubicó en lugar 19 en innovación entre 132 países del mundo.En 2023, ocupó el lugar 21 en dicho ranking y en 2024 ascendió nuevamente a la posición 20.

## Transporte

### Carreteras

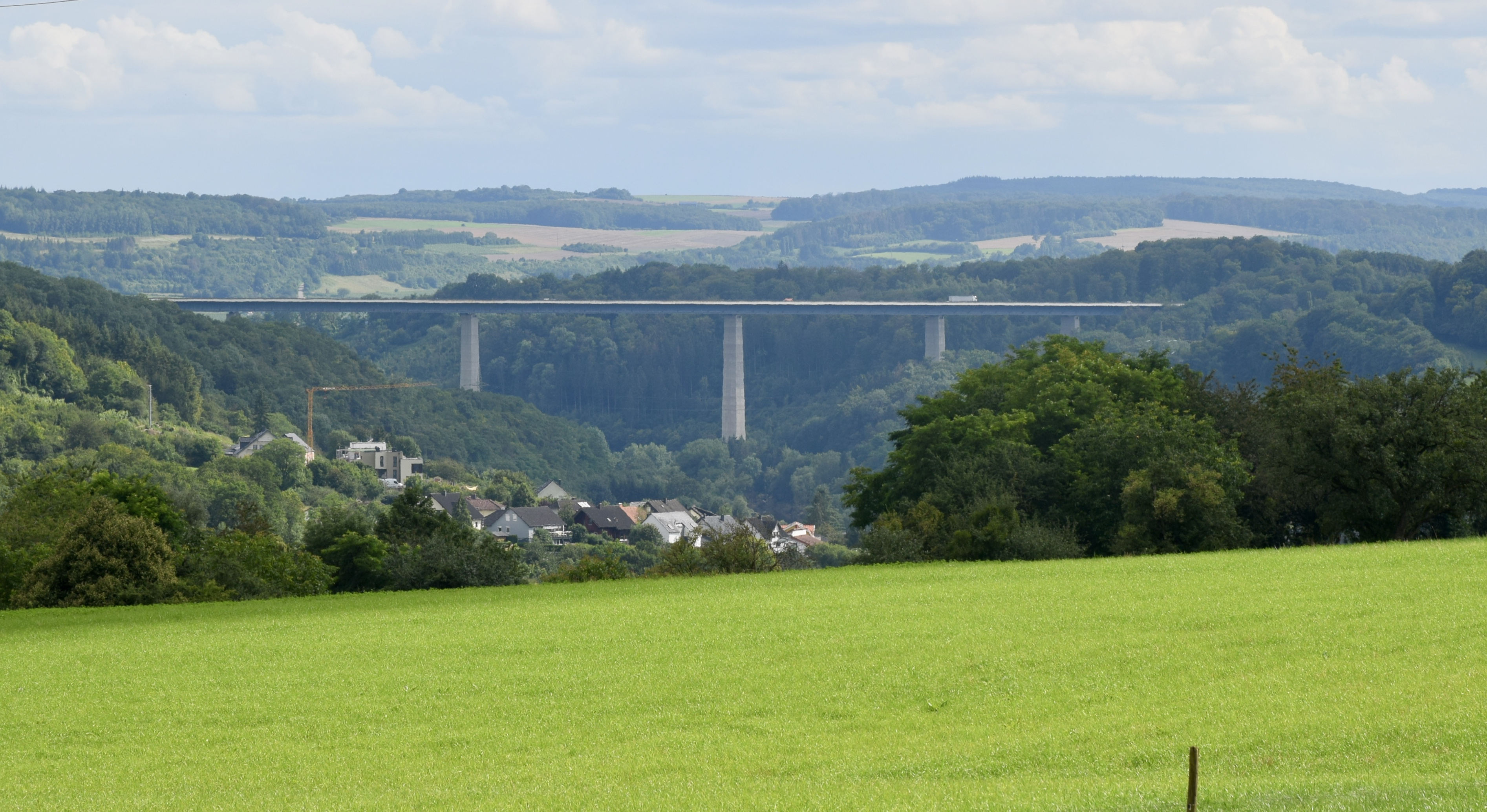
Puente del valle de Sauer en la Autopista A1 de Luxemburgo.

Luxemburgo cuenta con una densa red de carreteras nacionales (Route Nationale, RN) de 2908 km de longitud (2015), de los cuales 161 km son autopistas. El sistema telemático CITA está instalado para controlar el flujo de tráfico en las autopistas; las imágenes de las cámaras en tiempo real están disponibles en línea junto con la información más reciente sobre el tráfico.
La conexión por autopista con la A8 hasta Saarbrücken se completó en 2003 (A13 en Luxemburgo). Más al norte, la A64 alemana lleva de Tréveris a Luxemburgo; allí se continúa como A1.
La A7 llamada Nordstrooss, que conecta la región de Gutland y Minette con la de Ösling (Éisléck), se inauguró en septiembre de 2015.
Debido a los favorables precios de los combustibles, ha surgido un boyante turismo del combustible a través de las fronteras. Al hacerlo, no es infrecuente que se infrinjan las disposiciones del Código de Circulación (Code de la Route) relativas a la cantidad máxima permitida de combustible transportado.

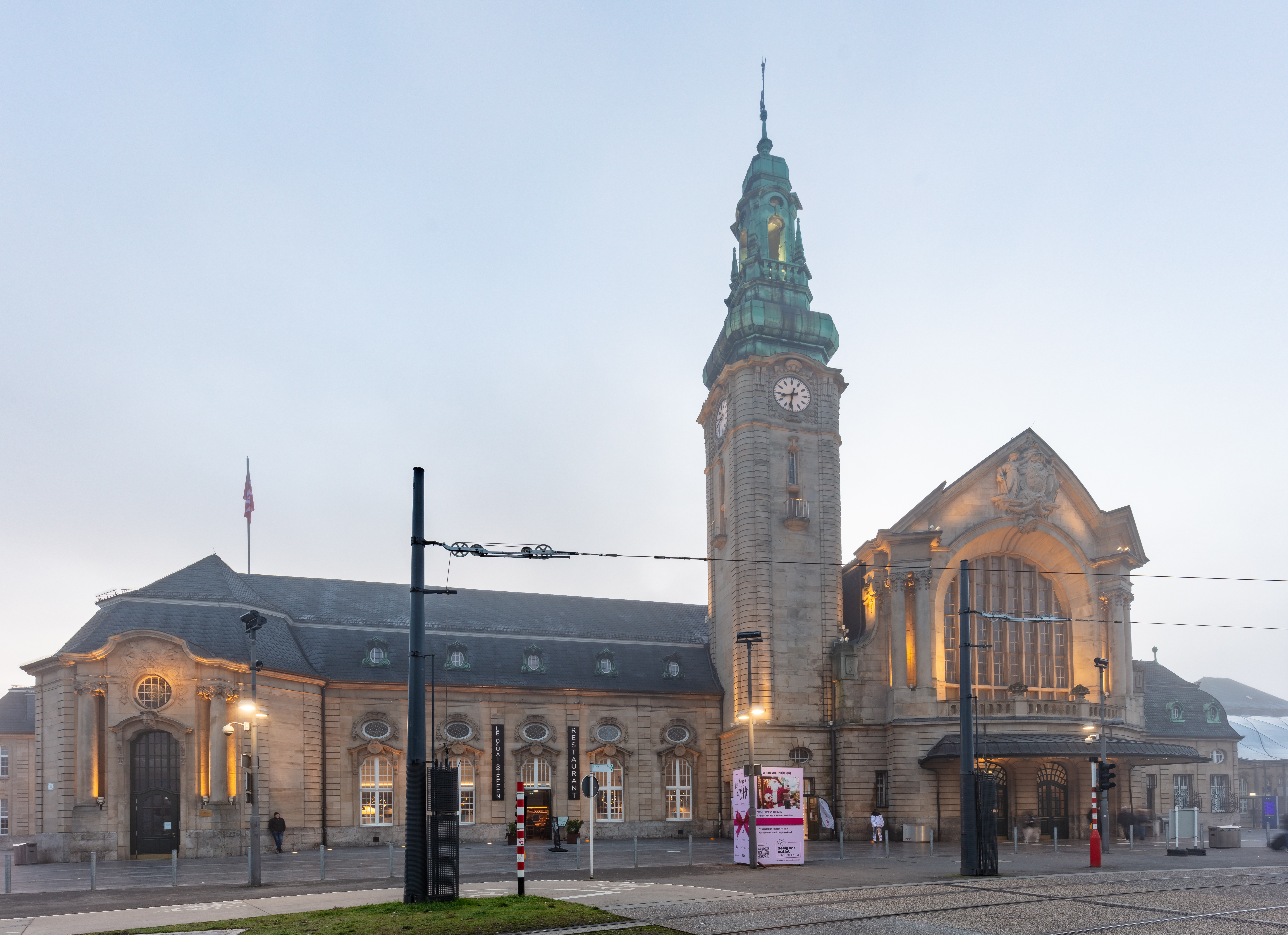
Estación central de la Ciudad de Luxemburgo.

### Ferrocarriles
La red ferroviaria de Luxemburgo tiene un total de 274 km. El transporte de pasajeros es operado principalmente por la Société Nationale des Chemins de Fer Luxembourgeois (CFL). En el transporte de mercancías, CFL Cargo opera como empresa independiente en la asociación xrail. Desde el 29 de febrero de 2020, el transporte público operado por el Estado en Luxemburgo es gratuito para todo el mundo en segunda clase. El Gran Ducado es, por tanto, el primer Estado del mundo en introducirlo. Hasta ahora, el 90 % de los costes de 491 millones de euros para el transporte público ya han sido asumidos por el Estado, por lo que el gasto adicional por la pérdida de ingresos es comparativamente bajo, de cuarenta y un millones de euros al año. El uso de la primera clase en los ferrocarriles sigue estando exento de ello.
En 2002 se firmó un acuerdo con Francia sobre la conexión a la red de TGV. Según esto, Luxemburgo contribuye con 117.4 millones de euros a la construcción de la nueva línea de TGV de París a Metz. Al mismo tiempo, se mejoró la línea entre Metz y Luxemburgo. Desde junio de 2007, cinco trenes TGV circulan diariamente por la nueva ruta TGV («LGV Est européenne»), y desde diciembre de 2009, seis. Esto ha acortado el tiempo de viaje entre las capitales luxemburguesa y francesa de unas tres horas y media a sólo dos horas y 15 minutos.

Ya no hay conexiones de larga distancia con Alemania. Las conexiones de transporte local se han incrementado desde diciembre de 2019. En principio, tanto un tren regional exprés Luxemburgo - Tréveris - Coblenza (un par de trenes diarios continúa como Intercity hasta Düsseldorf) como un tren regional Luxemburgo - Tréveris (los días laborables continúa hasta Wittlich) circulan cada hora. Además, en lugar de una conexión ferroviaria a cargo de CFL, existe una conexión de autobús Luxemburgo - Saarbrücken.

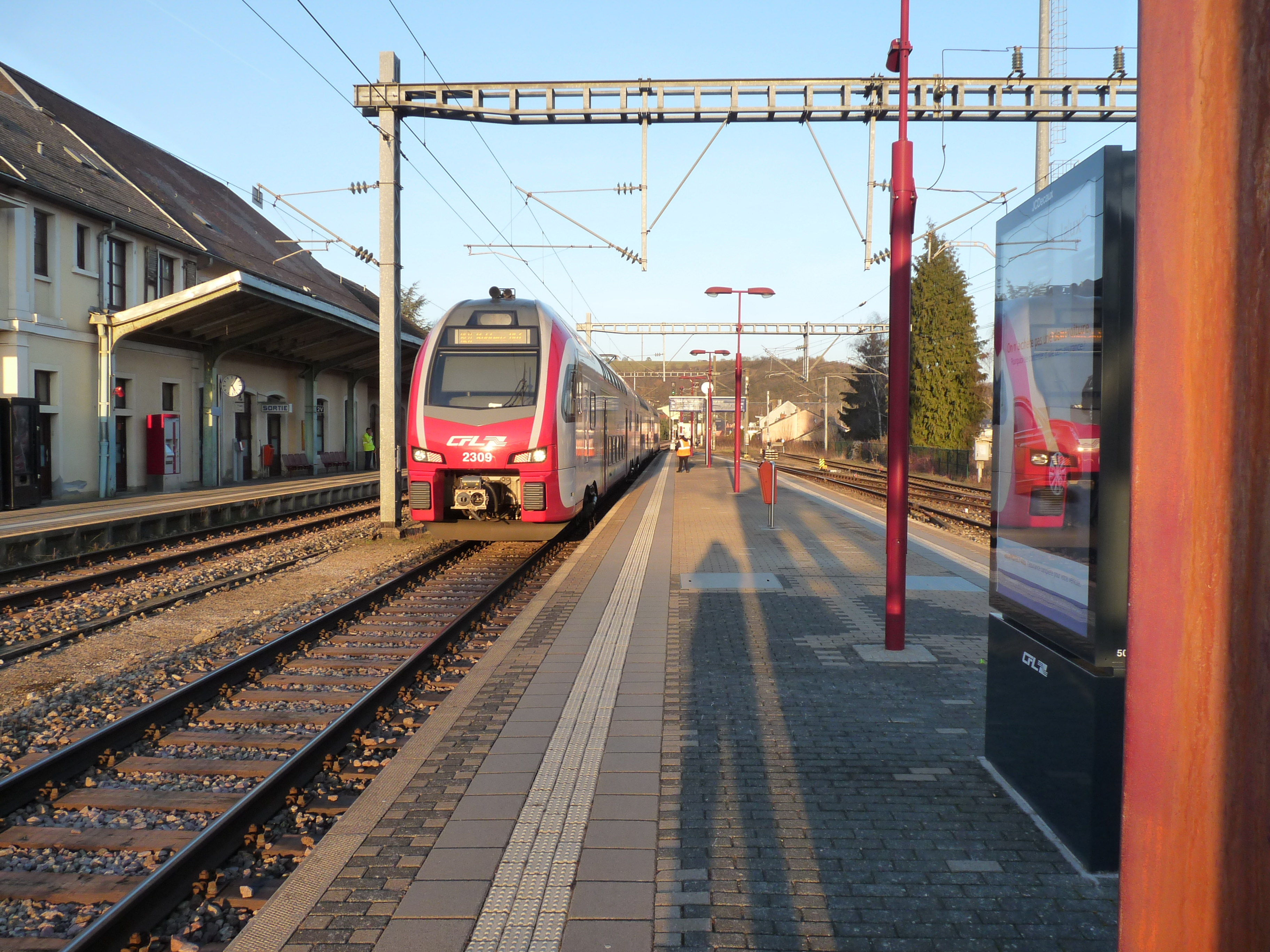
Estación ferroviaria de Wasserbillig.

 Desde hace algunos años está prevista una conexión de alta velocidad entre las capitales de la UE, Bruselas, Luxemburgo y Estrasburgo, con el llamado Eurocaprail. En el lado belga, se están construyendo o están previstas mejoras en algunos tramos de la línea Bruselas-Luxemburgo. La introducción del tráfico de alta velocidad está prevista tras la apertura de la línea de TGV entre Metz y Estrasburgo. A largo plazo, también está prevista una conexión a la red de alta velocidad alemana.

### Autobuses
Además de los trenes y autobuses de la CFL, también operan en Luxemburgo los autobuses regionales del Régime général des transports routiers (RGTR). Estas líneas suelen funcionar cada hora y conectan todas las ciudades. En el cantón de Esch, a orillas del Alzette, operan los autobuses del Transporte intercomunal de personas en el cantón de Esch-sur-Alzette (TICE): Transporte intercomunal de personas en el cantón de Esch an der Alzette). Los autobuses regionales son operados por subcontratistas en nombre de estas dos autoridades. En la propia capital, operan los autobuses urbanos de la empresa municipal Autobús de la ville de Luxembourg (AVL).
Estos autobuses también pueden utilizarse de forma gratuita desde el 29 de febrero de 2020.

### Tranvía
Para mejorar el transporte público en la capital luxemburguesa, desde enero de 2018 funciona una moderna línea de tranvía llamada Stater Tram, con extensiones de línea en ambos extremos. Al igual que los trenes y los autobuses, se podrá utilizar de forma gratuita a partir del 29 de febrero de 2020.

### Transporte aéreo
El aeropuerto internacional de Luxemburgo, en Findel, ha experimentado un considerable aumento del tráfico en los últimos años. A Findel llegan dieciséis compañías aéreas regulares y también chárter alemanas. La compañía aérea luxemburguesa para el tráfico de pasajeros es Luxair. Su homólogo en el sector de la carga es Cargolux, cuya ubicación tiene acceso directo a la autopista y está integrado en el aeropuerto de Findel.

### Transporte marítimo
Tras la finalización de la canalización del Mosela y desde la apertura del puerto del Mosela en Mertert en 1964, la navegación interior también desempeña un papel importante en el abastecimiento de Luxemburgo.
Tras la aprobación de la ley sobre la creación de un registro marítimo luxemburgués (pavillon maritime) en noviembre de 1990, en 2009 navegaban bajo el pabellón del Gran Ducado doscientos cinco buques marítimos con un tonelaje total de 1.6 millones. Esto incluye la plataforma de trabajo Samson de la empresa belga Deme, el Bourbon Liberty 115 de la empresa francesa Bourbon y cinco buques de suministro del grupo belga Jan de Nul. Los yates de recreo no están incluidos en estas cifras (según el Commissariat aux affaires maritimes). Unas trescientas compañías navieras tienen oficinas en Luxemburgo. La industria genera actualmente un volumen de negocio anual de cuatro mil millones de euros. El presidente del clúster marítimo es Freddy Bracke.

## Cultura

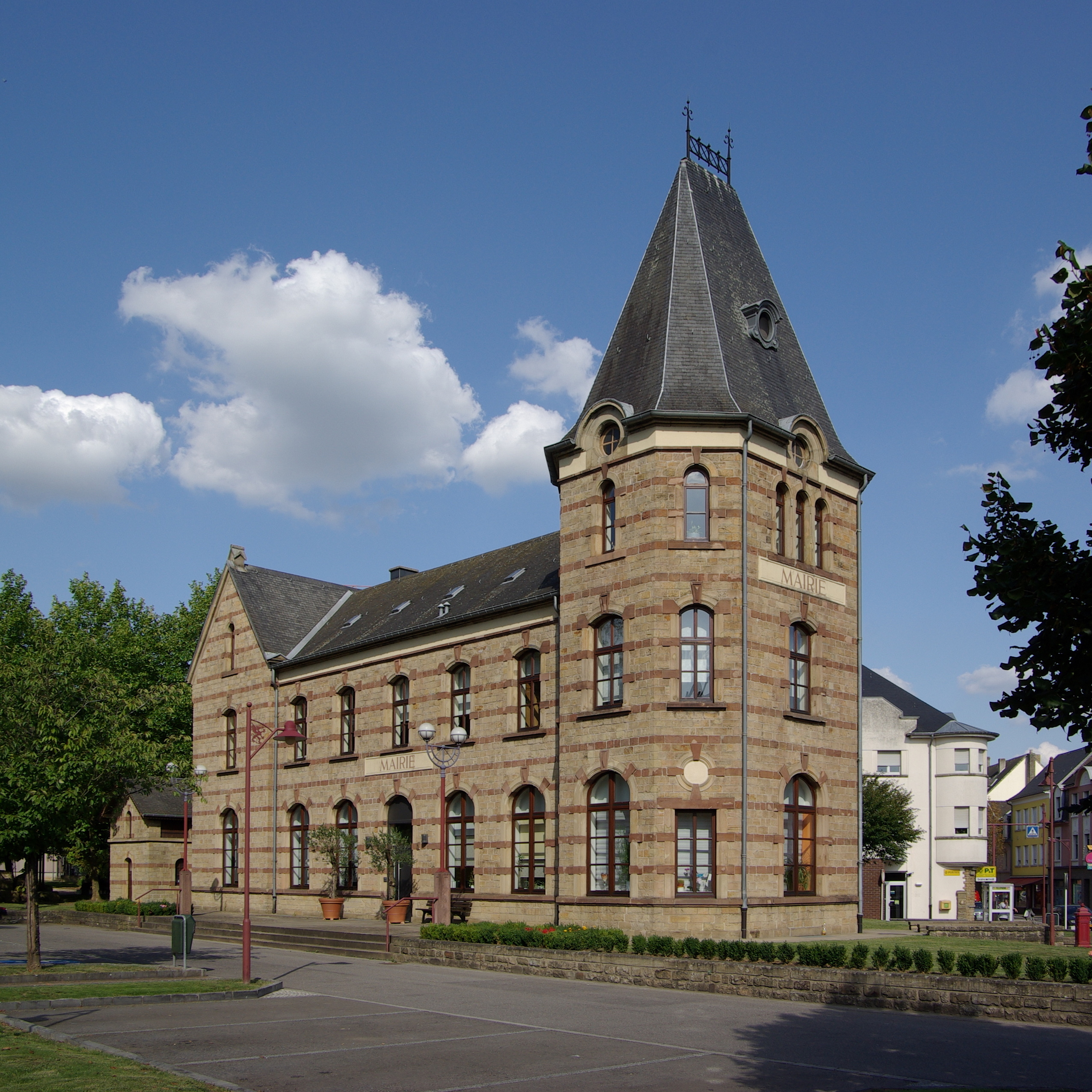
Sede del Ayuntamiento o alcaldía de Mertert.

En 1994, la UNESCO declaró el conjunto del casco antiguo de Luxemburgo patrimonio cultural de la humanidad. Luxemburgo fue Capital Europea de la Cultura en 1995 y 2007. En 2007, Luxemburgo fue Capital Europea de la Cultura junto con la Gran Región. La ciudad rumana de Sibiu también estuvo involucrada.
En octubre de 2003 se inauguró en Luxemburgo el instituto cultural trinacional franco-alemán-luxemburgués Pierre Werner (que lleva el nombre del antiguo primer ministro de Luxemburgo).

### Música
La escena musical de Luxemburgo ha ido ganando importancia desde los años 90. Aunque muy pocas bandas de música son conocidas más allá de las fronteras del país, cada año se crean muchas bandas de estudiantes. En particular, la escena luxemburguesa de metal/rock/hardcore está creciendo (por ejemplo, Eternal Tango).
Además, casi todas las comunidades tienen su propia banda de música de pueblo que actúa en muchas fiestas. En verano se celebran conciertos muy concurridos y, por lo general, de gran calidad, en el marco de la campaña «Verano en la ciudad». Uno de los eventos más destacados es el «Blues'n'Jazz Rallye» en el casco antiguo y una ronda de conciertos en la plaza del mercado, así como el «Festival de Jazz de Nueva Orleans», que se organiza anualmente en Semana Santa en colaboración con la ciudad gemela de Luxemburgo, Nueva Orleans. Otro evento muy conocido es el «Blues Express», que se celebra anualmente a principios de julio en Fond-de-Gras.
La música clásica también desempeña un papel importante en la vida cultural de Luxemburgo. La Orquesta Filarmónica de Luxemburgo (antigua Orquesta Sinfónica de la RTL) y la Orquesta de las Fuerzas Armadas son importantes. Luxemburgo también ha producido varios solistas destacados, por ejemplo con los Solistes Européens bajo la dirección de Jack Martin Händler. Luxemburgo ha ganado el Festival de la Canción de Eurovisión en cinco ocasiones, entre ellas en 1972 con Vicky Leandros (Après toi). El país participó por última vez en 1993. En el año 2024, Luxemburgo vuelve al festival, luego de treinta y un años de ausencia.

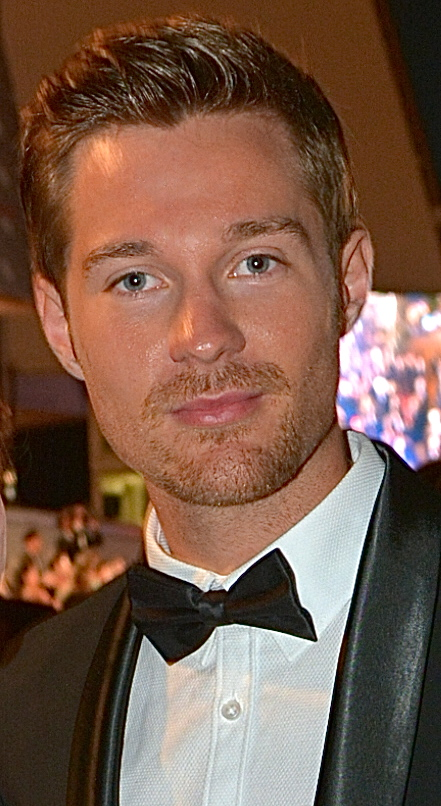
Tommy Schlesser, actor luxemburgués.

### Cine
Se producen relativamente pocas películas en luxemburgués. Por otro lado, éstas son especialmente bien recibidas por el público nacional, como el largometraje Little Secrets (2006) de Pol Cruchten. Las producciones cinematográficas extranjeras, que prefieren Luxemburgo por su paisaje o por las condiciones de producción más favorables, son más conocidas internacionalmente. Entre estas producciones se encuentran la película La joven del pendiente de perla (2003), con Scarlett Johansson, que fue nominada a tres Oscar, y la película La sombra de un vampiro.
En los Oscar de 2014, una coproducción luxemburguesa ganó un Oscar por primera vez.Mr Hublot ganó en la categoría de mejor cortometraje de animación.
En los últimos años, varias productoras cinematográficas luxemburguesas, como Samsa Film, Delux Film, Minotaurus Film, lucil film o Iris Production, se han dado a conocer. En 2010, el Fondo Nacional de Apoyo a la Producción Audiovisual (Fonds national de soutien à la production audiovisuelle) subvencionó un total de veintitrés películas con 4.68 millones de euros. El Centro Nacional de Audiovisuales (CNA) de Düdelingen ofrece una visión general de la cinematografía luxemburguesa.
Entre los actores luxemburgueses conocidos internacionalmente figuran René Deltgen, Thierry van Werveke (como Henk en Knockin' on Heaven's Door), Luc Feit y André Jung, que fue elegido mejor actor en dos ocasiones (1981 y 2002) por la revista Theater Heute.
Andy Bausch, que probablemente realizó las películas luxemburguesas más populares, entre otras con Désirée Nosbusch o Camillo Felgen, también estuvo activo en Alemania como director en varias series y en telefilmes. Suele rodar en las tres lenguas más utilizadas en el país. El joven panorama cinematográfico luxemburgués es creativo e innovador, como demuestran los ejemplos de Filmreakter, Pyramid Pictures y Feierblumm Productions.

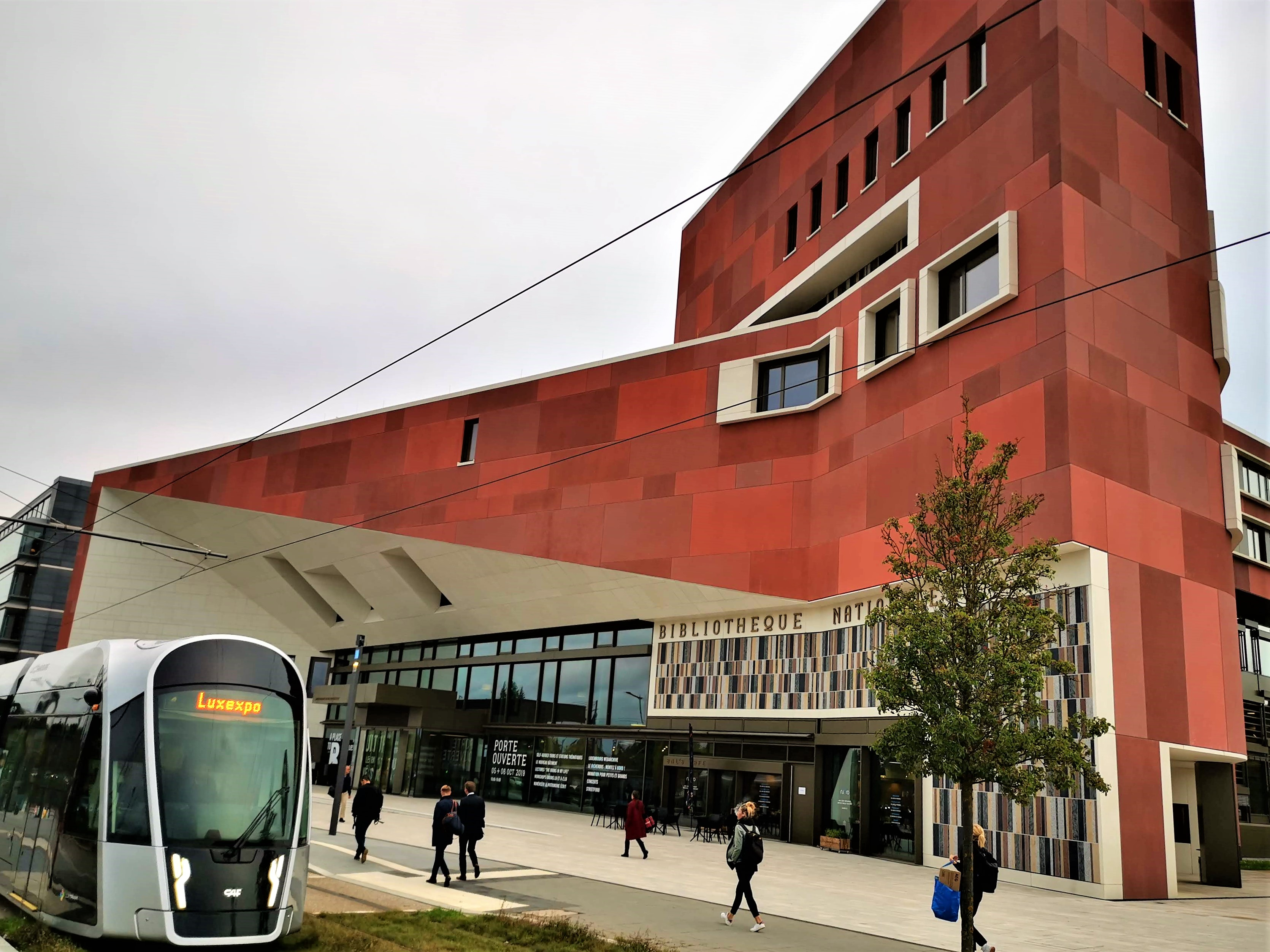
La Biblioteca Nacional de Luxemburgo.

### Literatura
Antoine Meyer sentó las bases de una literatura luxemburguesa independiente con su E' Schrek ob de' Lezeburger Parnassus Edmond de la Fontaine, llamado Dicks, dio el siguiente gran paso hacia una «literatura nacional» luxemburguesa. Porque fue el primer autor que escribió obras de teatro en luxemburgués. Sin embargo, se hizo más conocido a través de la poesía y como compositor. «Ach du mäin am Kamäin» o «Gëff mer eng Bees, gëff mer eng Bees fir mat op d'Rees» se convirtieron rápidamente en canciones populares. Los Archivos Literarios Nacionales se fundaron en 1986, se trasladaron a la Casa Servais de Mersch en 1995 y se ampliaron con la Casa Becker-Eiffes a mediados de octubre de 2009. Los Archivos Literarios están al servicio de la investigación, por un lado, y del público en general, por otro, en particular mediante exposiciones temáticas especiales. Desde noviembre de 2011, la Enciclopedia de Autores de Luxemburgo está disponible en línea.
La Bibliothèque nationale du Luxembourg es la mayor biblioteca científica de Luxemburgo. Todos los campos de la ciencia están representados aquí. La colección general comprende unos setecientos cincuenta mil volúmenes y tres mil quinientos títulos de revistas internacionales de todas las disciplinas. Unos treinta mil volúmenes son de libre acceso en las salas de lectura y consulta. Cada año, la colección general se amplía en unos diez mil volúmenes. La situación lingüística de Luxemburgo hace que la adquisición de literatura sea adicionalmente cara. La segunda biblioteca más importante es la de la corte, con treinta mil volúmenes e importantes colecciones, que sólo está abierta al público cuando se visita el palacio. Sólo un 10 % es accesible y, por lo tanto, sigue siendo muy desconocido.
Las bibliotecas académicas más importantes son las de la Universidad de Luxemburgo, algunas bibliotecas especializadas (Centre national de la littérature, Bibliothèque du Grand Seminaire, Statec, etc.), las bibliotecas de los institutos culturales extranjeros y las bibliotecas de las instituciones europeas: la Comisión Europea, el Parlamento Europeo, el Tribunal de Justicia Europeo y el Banco Europeo de Inversiones, etc.

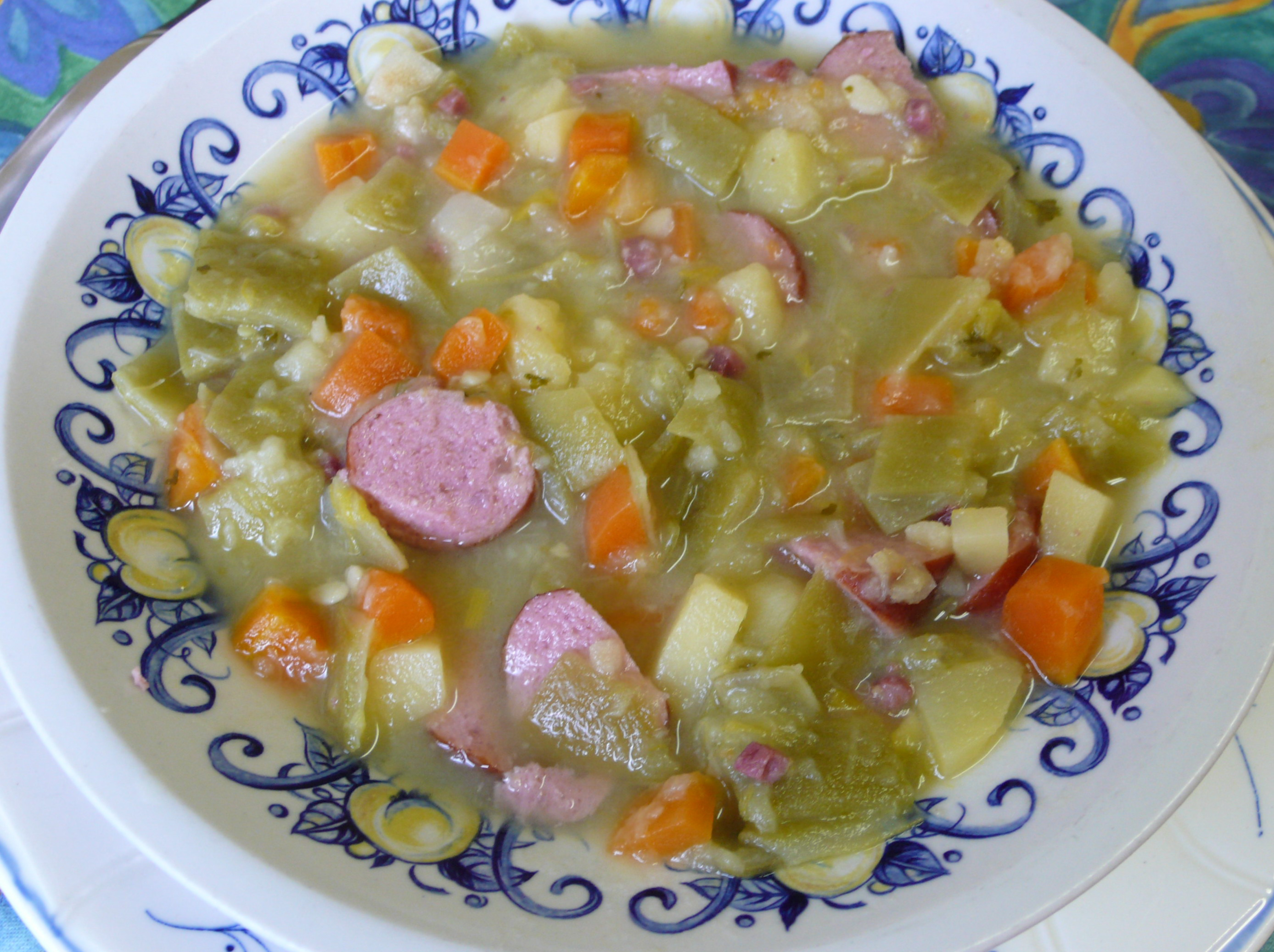
Bouneschlupp con salchicha.

### Gastronomía
La gastronomía del Luxemburgo está influenciada por la cocina de sus países vecinos. Hay pocos platos que no existan de manera similar en una de las regiones vecinas. Concretamente, hay entonces influencias alemanas (por ejemplo, el Sauerkraut - chucrut), francesas (p. ej. la quiche lorraine) y belgas (p. ej. los moules-frites - mejillones con patatas fritas). Son considerados, entre otros, como platos nacionales:
- Bouneschlupp: una sopa con frijoles verdes
- Judd mat Gardebounen: carne de cerdo con habas
- Kachkéis: un tipo de queso semilíquido, también conocido en Francia y llamado allí Cancoillotte.

La alta gastronomía en Luxemburgo es claramente de tipo francés (haute cuisine française), mientras la cocina tradicional es más simple y tiene rasgos más bien germánicos o loreneses. Como en muchos países, también se ha instalado una cocina internacional (italiana, china, griega, japonesa, mexicana, comida rápida americana, etcétera), que encuentra un cierto éxito. Debido al número elevado de inmigrantes portugueses, la cocina portuguesa también está muy bien representada, así que muchos luxemburgueses se han acostumbrado a platos provenientes de este país.
Siendo a la frontera del mundo latino y del germánico, el país tiene a la vez una cultura del vino y de la cerveza. Se bebe mucho de ambos, y ambos se producen en el lugar. La cerveza luxemburguesa es típicamente de tipo Pilsener, mientras los vinos luxemburgueses son vinos blancos ligeros o de tipo cava, llamado entonces crémant.

### Tradiciones

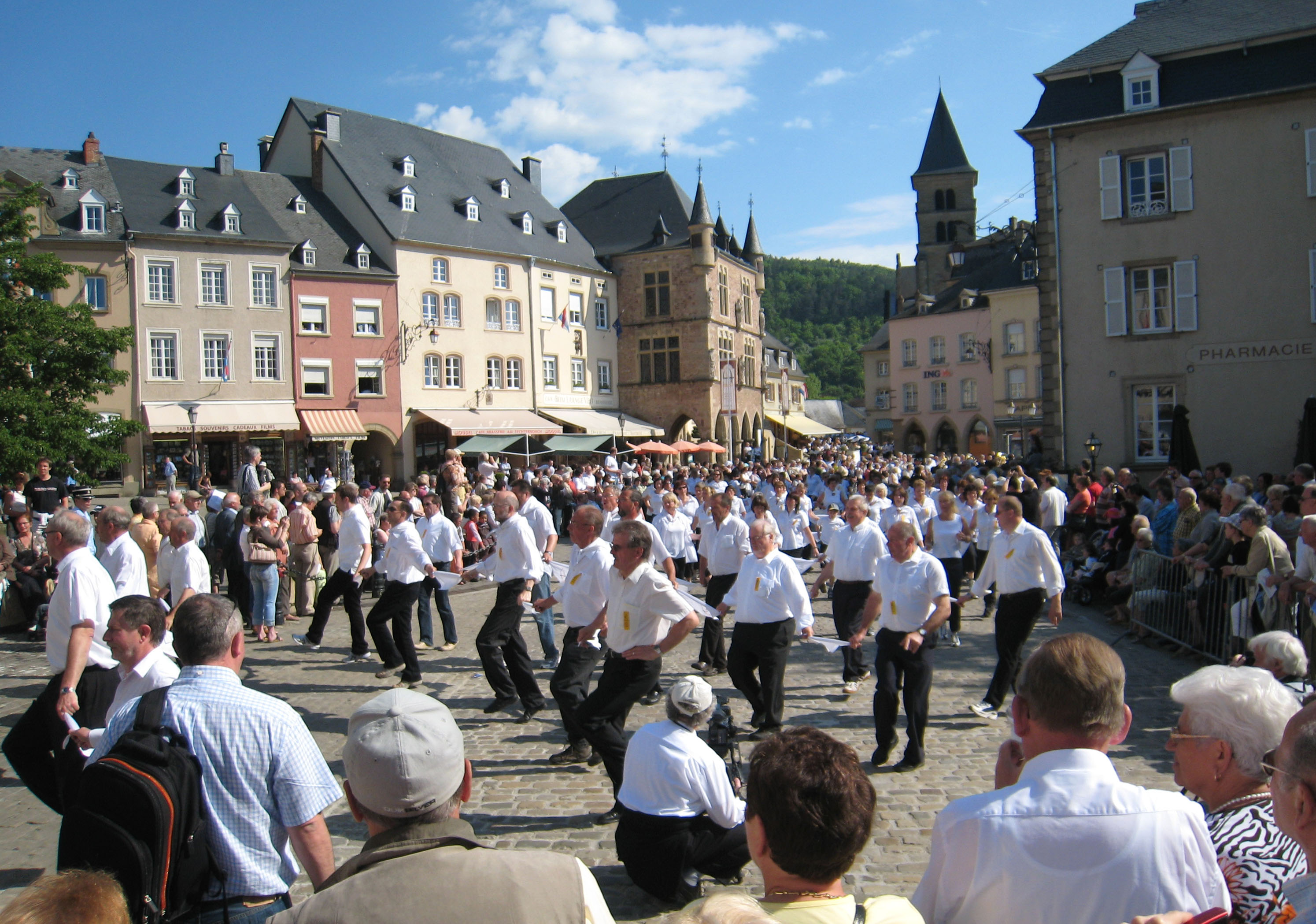
Procesión católica con bailes en Echternach, Patrimonio Cultural Inmaterial de la Humanidad de la UNESCO.

En Luxemburgo, las tradiciones están vivas en muchas fiestas laicas y religiosas. La Schueberfouer (Feria de Schober), que se celebra de finales de agosto a principios de septiembre, es la fiesta ferial más importante de la plaza del Glacis, cuyos orígenes se remontan al siglo XIV. En la Éimaischen, la tradicional fiesta de Emaús del lunes de Pascua, muchos luxemburgueses se desplazan a la plaza cercana a la lonja y al Nospelt para conseguir una de las pipas de cerámica con forma de pájaro, las Péckvillchen, que sólo se pueden adquirir ese día. El primer domingo de Cuaresma se celebra la quema de castillos en muchos pueblos.
La fiesta religiosa más importante de Luxemburgo es la Octava de Nuestra Señora, (Muttergottesoktav) que se celebra del tercer al quinto domingo después de Pascua y durante la cual se realizan peregrinaciones a la Virgen María, patrona de Luxemburgo. El festival va acompañado de una feria, la Oktavmäertchen, en la Wilhelmsplatz. La Procesión de primavera de Echternach (Echternacher Springprozession) es una procesión religiosa que se celebra cada año en Echternach el martes después de Pentecostés. Los participantes «saltan» al ritmo de la polka en filas por las calles de la ciudad hasta llegar a la Basílica de Echternach con la tumba de San Willibrord.

### Prensa escrita
El panorama de la prensa luxemburguesa ha reflejado tradicionalmente el panorama de los partidos en su diversidad política. En la actualidad, de los cuatro diarios multilingües, con la única excepción del Zeitung vum Lëtzebuerger Vollek, órgano periodístico del KPL, todos pertenecen al grupo Editpress o a la casa de medios Saint-Paul. Debido a la situación económica, en general más difícil (aumento de los costes de producción, disminución del número de lectores de la prensa escrita en su conjunto), los editores dependen cada vez más de los ingresos publicitarios, lo que ha provocado un deterioro de la calidad periodística. A través del sistema de ayudas a la prensa introducido en 1976, el Estado subvenciona a la prensa diaria con aproximadamente 1.5 millones de euros anuales y a la prensa semanal con doscientos mil a trescientos mil euros. Una parte se paga en proporción al número de páginas editoriales.

El Luxemburger Wort, fundado en 1848 y publicado casi exclusivamente en alemán, es el periódico de mayor tirada, con unos 82 000 ejemplares, y está próximo a la Iglesia católica y a la CSV. El segundo en difusión es el Tageblatt, cercano a los sindicatos OGBL y FNCTTFEL y al partido LSAP. También está el Lëtzebuerger Journal, cercano al DP y que recientemente ha entrado en colaboración con Editpress.

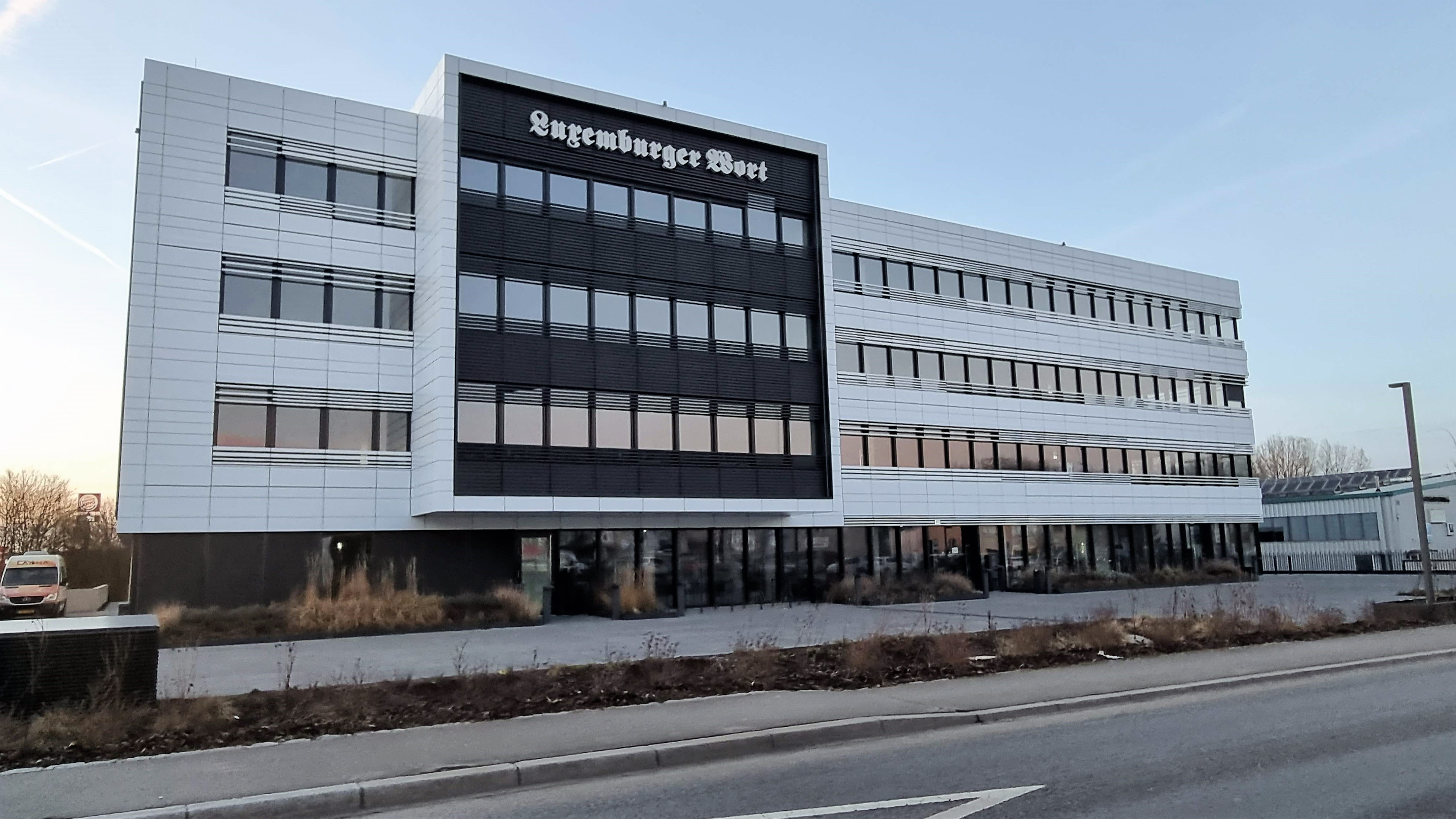
Sede de Luxemburger Wort, el periódico de mayor tirada de Luxemburgo.

Los periódicos semanales son el Woxx y el independiente d'Lëtzebuerger Land, más orientado a las asociaciones empresariales. Se publica semanalmente un tabloide privado.
Dos revistas semanales, Télécran y Revue, ofrecen una amplia programación televisiva adaptada a las condiciones lingüísticas especiales del país y están dedicadas a la actualidad de Luxemburgo en reportajes. Además, la revista de famosos Promi.
La sección de sátira estaba representada por Den neie Feierkrop, que se publicaba semanalmente pero que dejó de publicarse en 2018. La revista d'Wäschfra se publicaba mensualmente. Una popular serie de cómics tiene como héroe al Superjhemp.
El Foro de Política, Sociedad y Cultura es una revista luxemburguesa que se publica en once números al año y se centra en un tema concreto, generalmente sociopolítico, en cada uno de ellos. También se publica una vez al mes la revista luxemburguesa-alemana Grenzenlos.
En 2007, dos periódicos gratuitos, Point24 y L'essentiel, entraron por primera vez en el mercado luxemburgués. Point24 dejó de funcionar en diciembre de 2012. Por otro lado, L'essentiel fue el medio con mayor alcance en prensa en mayo de 2021, según un estudio de TNS‑Ilres.
Desde 2017, existe una revista puramente digital, reporter.lu. El periódico de Internet participó en la investigación de los Papeles de Pandora, por ejemplo.
La mayoría de los periódicos y revistas de Luxemburgo son multilingües. La gran mayoría de los artículos están escritos en alemán, pero muchos también están en francés y sólo un pequeño número en luxemburgués. Desde hace algunos años, también se publican diarios y semanarios puramente en francés (Le Jeudi —suspendido en junio de 2019—, La Voix du Luxembourg —suspendido en septiembre de 2011—, Le Quotidien). Contacto y Correio se publican exclusivamente en portugués.

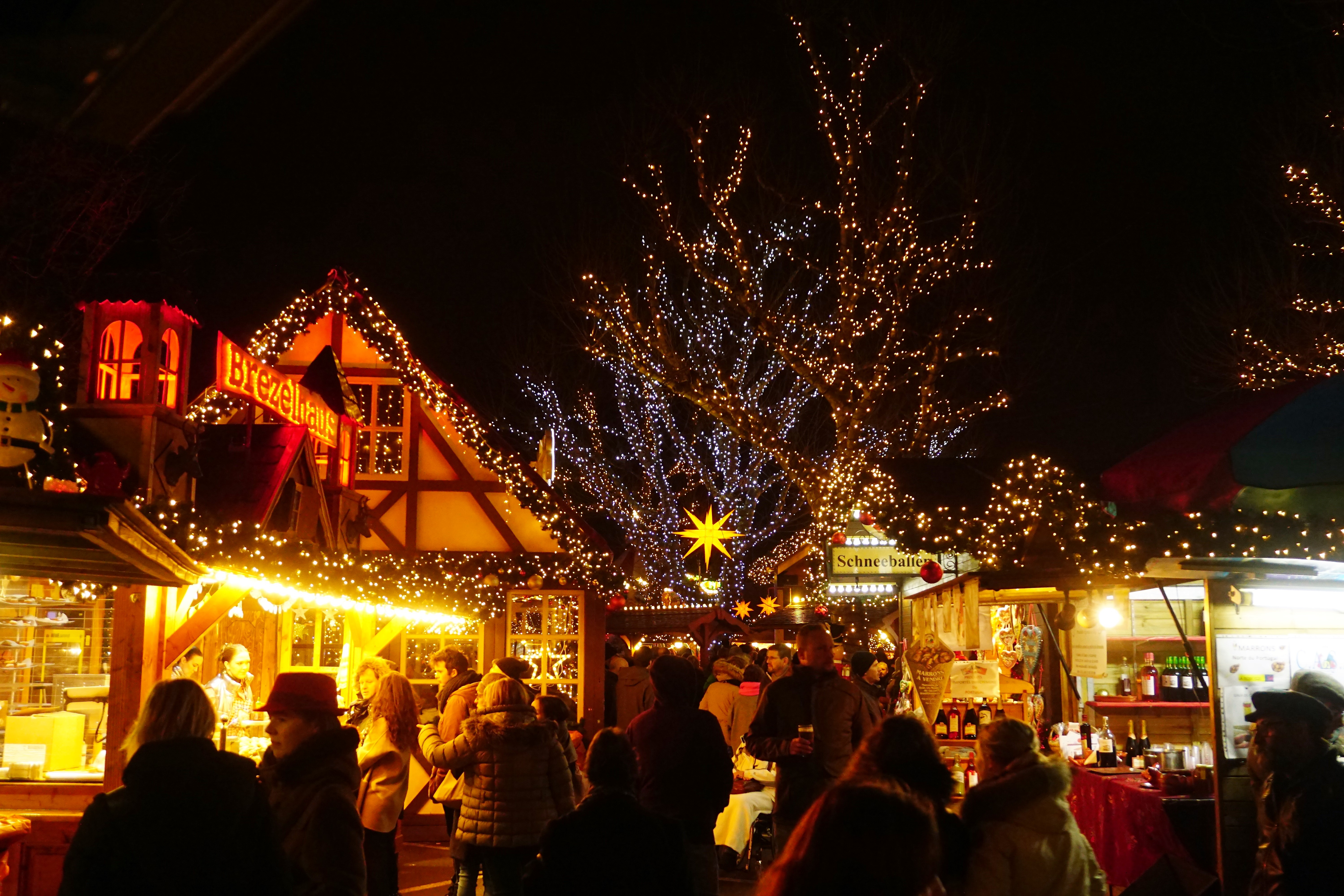
Mercado navideño en Luxemburgo.

### Fiestas
| Fecha           | Nombre en luxemburgués | Nombre en español                                   |
| --------------- | ---------------------- | --------------------------------------------------- |
| 1 de enero      | Neijoerschdag          | Año nuevo                                           |
| febrero         | Fuesent                | Carnaval                                            |
| marzo/abril     | Ouschterdag            | Lunes de Pascua                                     |
| 1 de mayo       | Dag vun der Aarbecht   | Día del Trabajo                                     |
| mayo/junio      | Christi Himmelfahrt    | Ascensión                                           |
| mayo            | Päischtméindeg         | Lunes de Pentecostés                                |
| 23 de junio     | Nationalfeierdag       | Cumpleaños Oficial del Gran Duque (Fiesta Nacional) |
| 15 de agosto    | Mariä Himmelfahrt      | Asunción de María                                   |
| 1 de noviembre  | Allerhellgen           | Todos los Santos                                    |
| 25 de diciembre | Chrëschtdag            | Navidad                                             |
| 26 de diciembre | Stiefesdag             | San Esteban                                         |

## Deportes

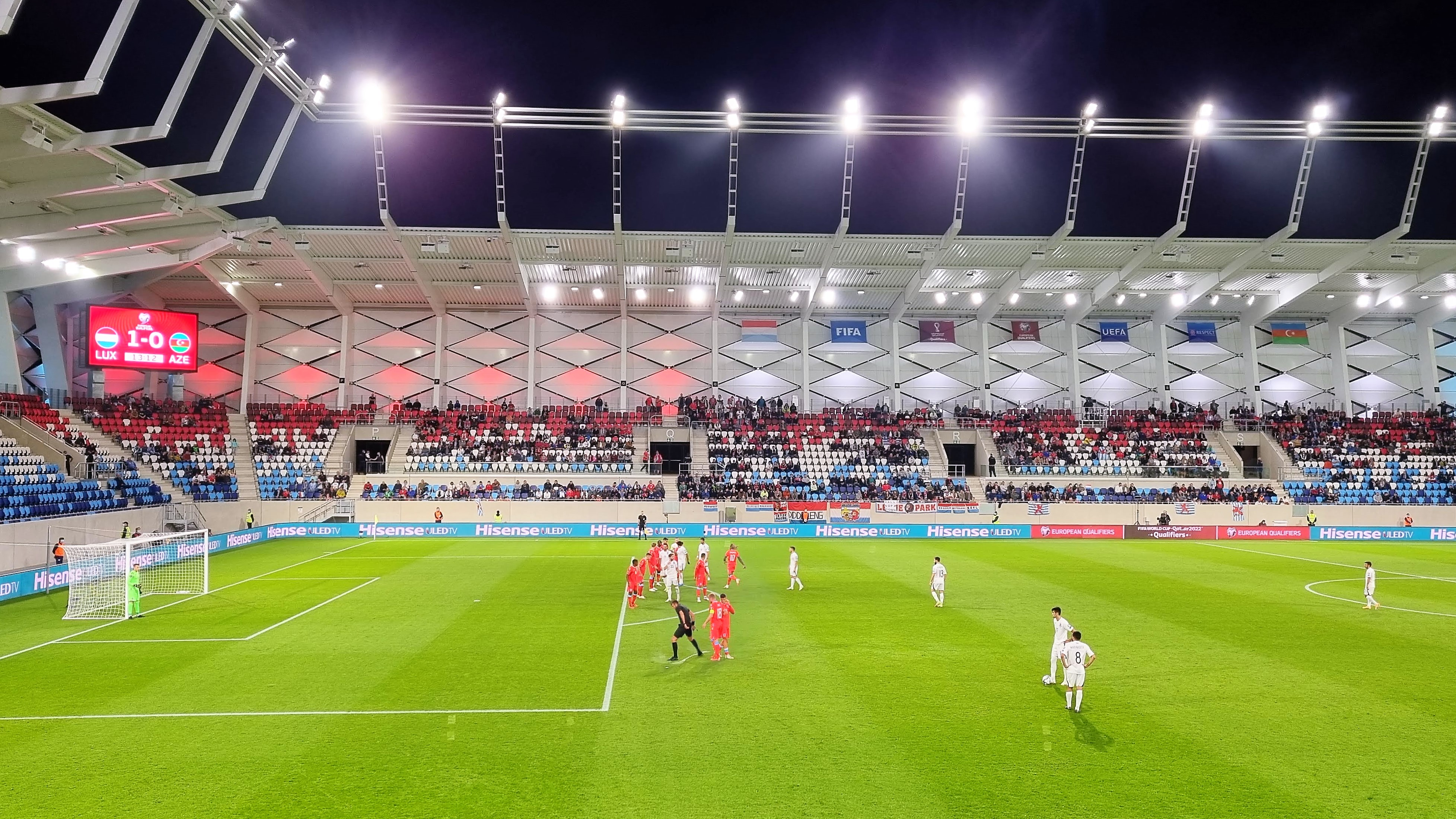
Partido de fútbol entre las selecciones de Luxemburgo y Azerbaiyán en el Estadio de Luxemburgo (Stade de Luxembourg).

El deportista más famoso de Luxemburgo es el esquiador Marc Girardelli (austríaco de nacimiento, pero nacionalizado luxemburgués), ganador de la general de la Copa del Mundo de Esquí Alpino en los años 1985, 1986, 1989, 1991 y 1993. También fue medallista de plata en las pruebas de eslalon gigante y en el super-G en los Juegos Olímpicos de Albertville 1992.
En tenis han destacado Gilles Muller y Mandy Minella, que alcanzaron los puestos 34 y 66 de sus respectivas clasificaciones, la ATP y WTA.

### Fútbol
El fútbol es el deporte más popular en Luxemburgo.
Desde 2021, el Estadio de Luxemburgo o Stade de Luxembourg es el mayor estadio de fútbol del país (capacidad: 9471 asientos). Acoge los partidos en casa de la selección nacional de fútbol de Luxemburgo (estadio nacional), así como de la selección nacional de rugby de Luxemburgo. Antes, el estadio Josy Barthel, inaugurado en 1931, era el estadio nacional y el mayor estadio de fútbol del país (capacidad: 8054 asientos). Jeff Strasser, el segundo jugador con más apariciones en la selección nacional de fútbol, estuvo activo en la primera Bundesliga alemana durante siete años. A nivel internacional, la selección nacional ha obtenido buenos resultados en los últimos años (clasificación de la Fifa: 83.er puesto). La asociación nacional de fútbol de Luxemburgo se llama Fédération Luxembourgeoise de Football (FLF).
La división más alta del fútbol de clubes es la División Nacional. Los equipos de fútbol más exitosos de Luxemburgo son el Racing FC Union Luxembourg (veintiocho veces campeón, veinte veces Copa de Luxemburgo) y el Jeunesse Esch (veintiocho veces campeón, trece veces Copa de Luxemburgo).

### Ciclismo
El ciclismo es el deporte de mayor éxito en Luxemburgo.

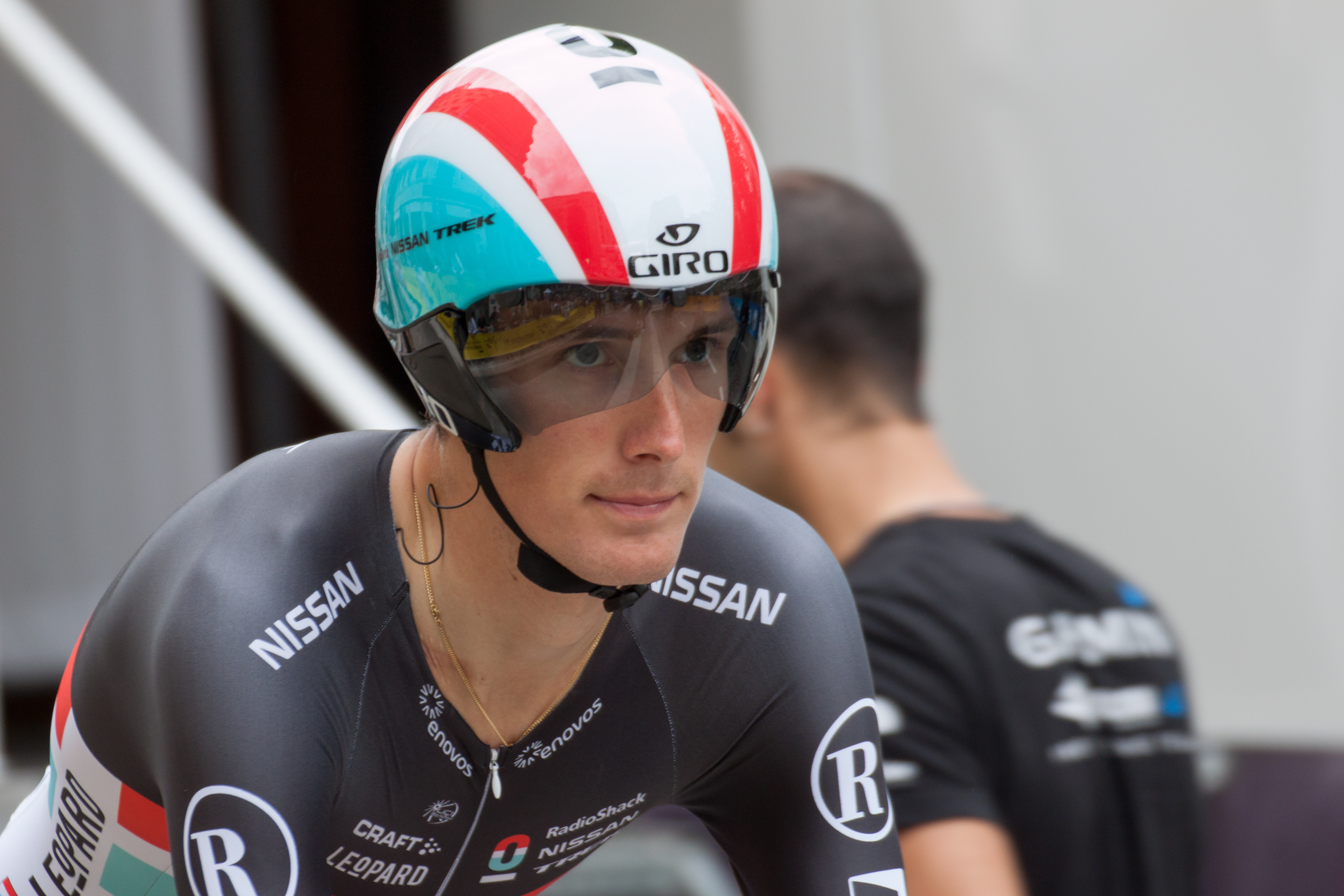
Andy Schleck, ciclista luxemburgués.

La carrera por etapas del Tour de Luxemburgo es una de las primeras carreras preparatorias del Tour de Francia desde 1935. Después de tres décadas, Fränk Schleck fue el primer luxemburgués en ganar en 2009. Entre los ganadores se encuentra también Lance Armstrong, que logró aquí su primer éxito tras superar un cáncer. Con François Faber (1909), Nicolas Frantz (1927 y 1928), Charly Gaul (1958) y Andy Schleck (2010), un total de cuatro ganadores del Tour de Francia proceden de Luxemburgo. Faber fue también el primer no francés en ganar la carrera por etapas más importante del mundo.
Actualmente, los corredores Laurent Didier, Jempy Drucker, Ben Gastauer, Alex Kirsch y Bob Jungels están en este tipo de deporte. Bob Jungels fue campeón del mundo júnior de contrarreloj individual en 2010. Actualmente hay dos grandes equipos ciclistas luxemburgueses: Leopard Pro Cycling (equipo continental) y Team Differdange-Losch (equipo continental). Los hermanos Schleck se quedaron a las puertas de ganar el Tour de 2011, al quedar segundo y tercero respectivamente por detrás de Cadel Evans a finales de julio.

### Atletismo
El Gran Ducado de Luxemburgo ha producido hasta la fecha dos campeones olímpicos de atletismo. Michel Théato ganó la medalla de oro en la carrera de maratón en los Juegos Olímpicos de 1900 en París. Sin embargo, la victoria se sigue atribuyendo al medallero de Francia hasta el día de hoy. El segundo campeón olímpico luxemburgués fue el atleta de atletismo Josy Barthel. Ganó en el XV. Juegos Olímpicos de Verano de 1952 en Helsinki sobre 1500 m.
En 2013, la ciudad de Luxemburgo acogió los Juegos de los Pequeños Estados de Europa, un evento multideportivo bienal organizado por los Comités Olímpicos Nacionales (NOK) de nueve pequeños estados europeos.

### Olimpiadas
Luxemburgo ha ganado 4 medallas olímpicas a lo largo de la historia de los Juegos Olímpicos (tanto de invierno como de verano).
| Medalla          | Nombre          | Juegos           | Deporte      | Prueba                    |
| ---------------- | --------------- | ---------------- | ------------ | ------------------------- |
| Medalla de plata | Joseph Alzin    | Amberes 1920     | Halterofilia | +82.5 kg masculinos       |
| Medalla de plata | Marc Girardelli | Albertville 1992 | Esquí alpino | Eslalon gigante masculino |
| Medalla de plata | Marc Girardelli | Albertville 1992 | Esquí alpino | Super-G masculino         |
| Medalla de oro   | Josy Barthel    | Helsinki 1952    | Atletismo    | 1500 metros masculinos    |